# Wielka akcja deportacyjna w getcie warszawskim

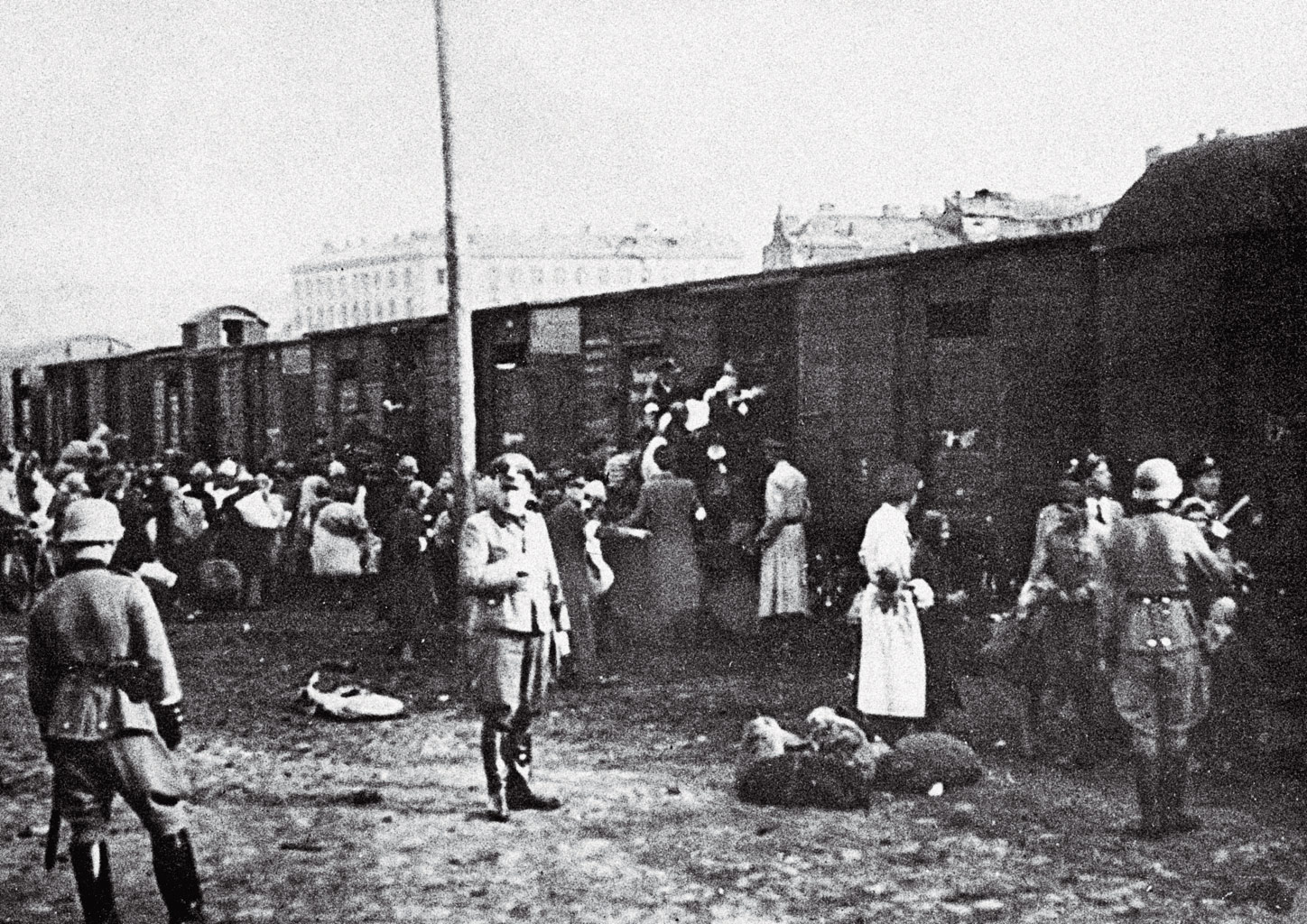
Mieszkańcy getta warszawskiego ładowani do wagonów na rampie Umschlagplatzu. Zdjęcie wykonane podczas „Wielkiej Akcji”

Wielka akcja deportacyjna w getcie warszawskim, również „Wielka Akcja” (niem. Grossaktion) – akcja eksterminacyjna przeprowadzona przez okupantów niemieckich w getcie warszawskim, trwająca od 22 lipca do 21 września 1942 roku, będąca elementem akcji „Reinhardt”. W jej wyniku straciło życie blisko 300 tys. warszawskich Żydów.
„Wielką Akcję” poprzedziły liczne akty terroru i działania dezinformacyjne. Wywózkę warszawskich Żydów do obozu śmierci w Treblince przeprowadzono pod pozorem „wysiedlenia na Wschód”. Początkowo Niemcy posługiwali się przede wszystkim funkcjonariuszami Żydowskiej Służby Porządkowej (ŻSP), jednakże już po tygodniu, z pomocą wschodnich formacji kolaboracyjnych, zaangażowali się bezpośrednio w działania eksterminacyjne. „Wysiedlenie” objęło najpierw tzw. elementy nieproduktywne: żydowskich uchodźców spoza Warszawy, więźniów Aresztu Centralnego, żebraków. Stopniowo obejmowało jednak kolejne kategorie mieszkańców getta, nie wyłączając pozornie uprzywilejowanych grup, takich jak urzędnicy Judenratu, pracownicy niemieckich przedsiębiorstw, czy funkcjonariusze ŻSP. Niemcy nie oszczędzili także wychowanków i pracowników gettowych internatów i sierocińców oraz pacjentów i personelu szpitali. Żydowski ruch oporu, zaskoczony i pozbawiony broni, nie był w stanie zbrojnie przeciwstawić się „wysiedleniu”.
W ciągu blisko dwóch miesięcy od 253 tys. do 300 tys. warszawskich Żydów zostało wywiezionych i zgładzonych w Treblince. Ponad 10 tys. zmarło lub zostało zamordowanych na terenie getta, a około 11,5 tys. wywieziono do obozów pracy.
Po zakończeniu „Wielkiej Akcji” w znacznie zmniejszonym getcie pozostało – legalnie lub nielegalnie – około 60 tys. Żydów. Dzielnica całkowicie zmieniła swój dotychczasowy charakter, stając się de facto wielkim obozem pracy. Jednocześnie „Wielka Akcja” pozbawiła jej mieszkańców jakichkolwiek złudzeń wobec intencji nazistów. Realną władzę w getcie przejęła Żydowska Organizacja Bojowa, a kolejna próba „wysiedlenia”, podjęta przez Niemców w styczniu 1943 roku, spotkała się ze zbrojnym oporem. Ukoronowaniem żydowskiego oporu stało się powstanie w kwietniu i maju 1943 roku.

## Geneza

### Getto warszawskie w latach 1939–1942

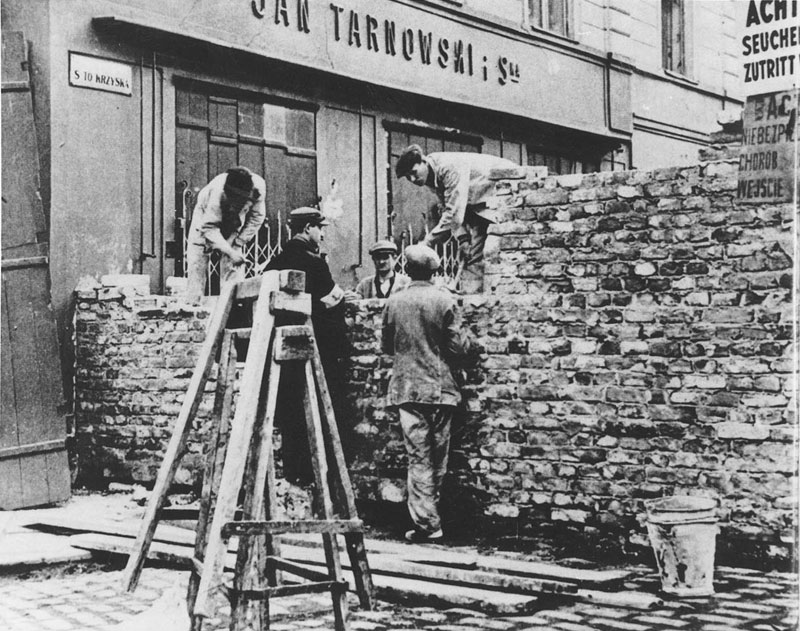
Budowa murów getta na ulicy Świętokrzyskiej (sierpień 1940 roku)

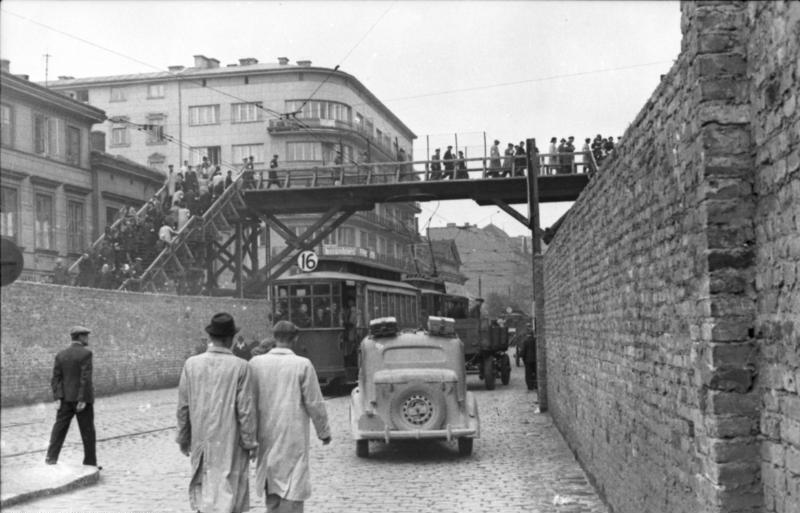
Drewniany most nad ulicą Chłodną, oddzielającą „małe getto” od „dużego getta”

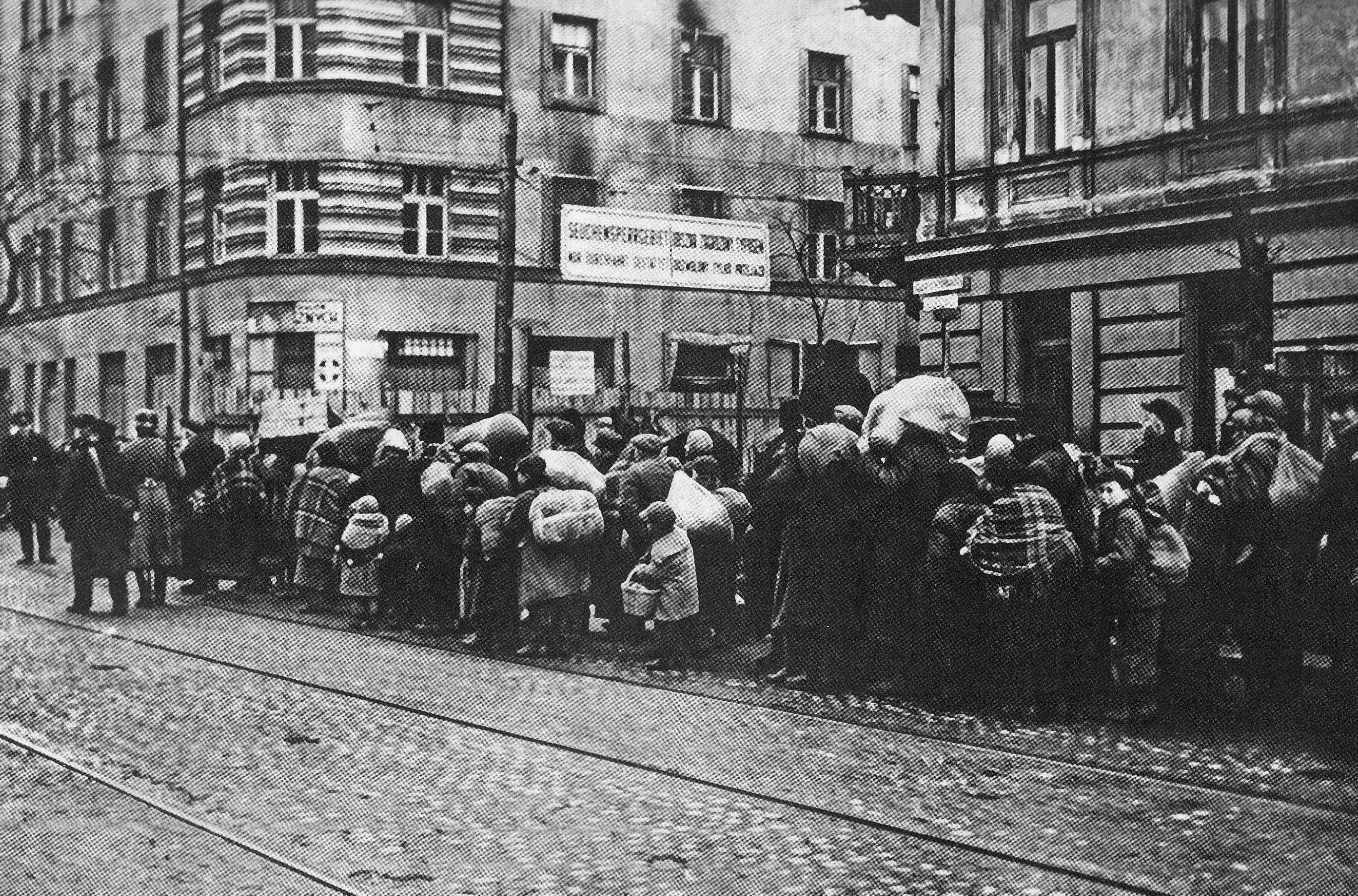
Ulica Leszno przy ulicy Żelaznej. Przymusowe przesiedlenie do getta ludności żydowskiej z zachodniej części dystryktu warszawskiego

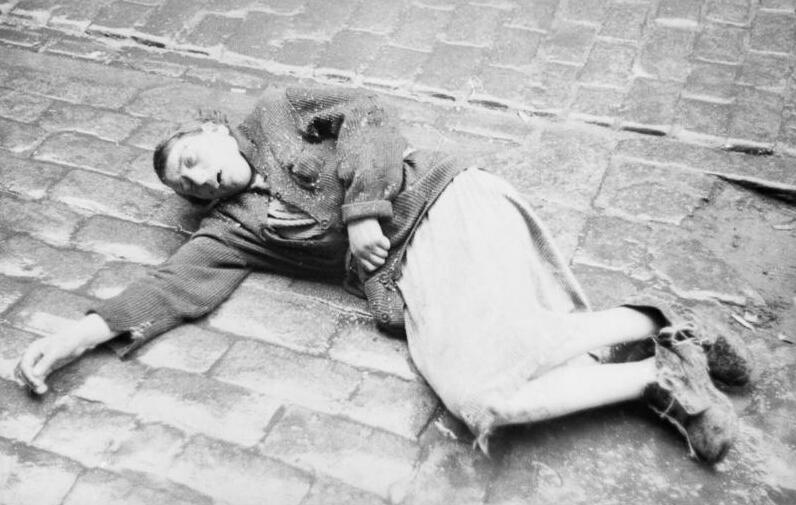
Zwłoki zmarłej z głodu kobiety na ulicy getta

1 października 1939 roku wojska niemieckie wkroczyły do Warszawy. W pierwszych dniach października na żądanie dowództwa Einsatzgruppe IV utworzono Radę Żydowską (niem. Judenrat). Na stanowisku jej przewodniczącego władze niemieckie zatwierdziły Adama Czerniakowa – uprzednio komisarycznego prezesa Żydowskiej Gminy Wyznaniowej w Warszawie. W ciągu następnych kilku miesięcy okupant ogłosił szereg zarządzeń wymierzonych w ludność żydowską. Wprowadzały one m.in. obowiązek noszenia opasek z gwiazdą Dawida oraz przymus pracy dla osób w wieku od 14 do 60 lat. Zablokowano należące do Żydów konta bankowe i depozyty, żydowskie przedsiębiorstwa objęto zarządem komisarycznym, zamknięto żydowskie szkoły średnie i synagogi oraz zakazano zbiorowych modlitw w domach i mieszkaniach. W listopadzie 1939 roku rozstrzelano jako zakładników 53 mieszkańców domu przy ul. Nalewki 9. Wielu Żydów, w szczególności przedstawicieli inteligencji, padło ofiarą indywidualnych aresztowań i zginęło w masowych egzekucjach, m.in. w Palmirach, lub zostało wywiezionych do obozów koncentracyjnych. Stopniowo ograniczano swobodę ich przemieszczania się, m.in. poprzez wprowadzenie zakazu zmiany miejsca zamieszkania bez specjalnego zezwolenia, a także zakaz podróżowania koleją.
Gdy nierealne okazały się plany „ostatecznego rozwiązania kwestii żydowskiej” poprzez wysiedlenie na Madagaskar lub utworzenie wielkiego „żydowskiego rezerwatu” na Lubelszczyźnie, niemieckie władze okupacyjne zaczęły skłaniać się ku izolacji Żydów w zamkniętych dzielnicach mieszkaniowych (gettach). Proces ten nie był jednak sterowany odgórnie, stąd przebieg i tempo gettoizacji w Generalnym Gubernatorstwie były uzależnione od decyzji podejmowanych przez gubernatorów poszczególnych dystryktów oraz podległych im starostów. W Warszawie pierwsze próby odizolowania Żydów odnotowano w listopadzie 1939 roku. U wylotu niektórych ulic dzielnicy północnej ustawiono wtedy ogrodzenia z drutu kolczastego oraz tablice z zakazem wstępu dla niemieckich żołnierzy. Dzięki zabiegom, które Judenrat podjął u niemieckich władz wojskowych, udało się jednak chwilowo odroczyć utworzenie getta. Wkrótce jednak pod pretekstem pojawienia się przypadków tyfusu Niemcy ogłosili zamieszkaną przez Żydów północną część miasta „obszarem zagrożonym epidemią” (niem. Seuchensperrgebiet). 1 kwietnia 1940 roku wokół tego obszaru rozpoczęto budowę murów (zakończoną w czerwcu). Jak się okazało, Seuchensperrgebiet wskazywał maksymalny zasięg przyszłego getta. Pretekstem do izolacji Żydów stał się ponadto tzw. pogrom wielkanocny z marca 1940 roku, który według niemieckiej propagandy miał wskazywać na konieczność ich ochrony przed agresją Polaków.
Niemieckie koncepcje kilkukrotnie ewoluowały, a ich realizacja była przesuwana w czasie. Ostatecznie zarządzenie w sprawie utworzenia getta w Warszawie zostało podpisane przez gubernatora dystryktu warszawskiego Ludwiga Fischera 2 października 1940 roku. Ogłoszono je przez megafony uliczne 12 października. Wkrótce nastąpiła fala przesiedleń wewnątrz miasta, w wyniku których miejsce zamieszkania przymusowo zmieniło ok. 138 tys. Żydów i 113 tys. Polaków. Getto zostało zamknięte 16 listopada. Znajdowało się w nim wtedy ok. 400 tys. osób. Jego obszar objął 307 ha powierzchni zabudowanej. Było to ok. 2,4% przedwojennej powierzchni Warszawy. Znaczna część getta objęła teren jednej z najbiedniejszych części miasta.
Granice getta wielokrotnie ulegały zmianom. Na mocy zarządzenia komisarza Heinza Auerswalda z 23 października 1941 roku ukształtował się podział dzielnicy zamkniętej na dwie części: „małe getto” – obejmujące obszar zamknięty ulicami: Żelazną, Sienną, Wielką, Bagno, pl. Grzybowskim, Rynkową, Krochmalną, Waliców, Chłodną, oraz „duże getto” – obejmujące obszar zamknięty ulicami: Okopową, Wolność, Nowolipie, Żelazną, Chłodną, pl. Bankowym, Rymarską, Leszno, Przejazd, Nowolipki, Świętojerską, Bonifraterską, Żoliborską, Stawki, Dziką. Obie części getta rozdzielała ul. Chłodna, będąca swoistą ulicą tranzytową. Grodzenie nowych granic i przesiedlenia ludności nie nastąpiły jednak od razu, stąd realizacja zarządzenia trwała do 21 grudnia 1941 roku. W międzyczasie niespodziewanie zapadła decyzja o wyłączeniu z getta nieparzystej strony ul. Dzikiej, natomiast do marca 1942 roku pozostawiono w jego obrębie Wielką Synagogę i Bibliotekę Judaistyczną przy ul. Tłomackie. W kolejnych miesiącach z getta wyłączono część domów w rejonie ulic Pawiej i Dzielnej, sąsiadujących z gmachem Monopolu Tytoniowego. Na miesiąc przed wielką akcją deportacyjną Auerswald zarządził ponadto wyłączenie z getta czworoboku ulic: Żoliborska – Bonifraterska – Muranowska – Pokorna.
Getto warszawskie było największym żydowskim skupiskiem w okupowanej Europie. Liczba Żydów, którzy w czasie okupacji przebywali w Warszawie, ulegała przy tym dużym zmianom. Spis ludności, który Judenrat przeprowadził 28 października 1939 roku, wskazywał, że w mieście mieszkało 359 827 Żydów. Wkrótce zaczęły jednak napływać fale uchodźców i przesiedleńców. Między listopadem 1939 roku a październikiem 1940 roku do Warszawy przybyło ok. 90 tys. Żydów, których wysiedlono z ziem wcielonych do III Rzeszy, przede wszystkim z terenów tzw. Kraju Warty oraz rejencji ciechanowskiej. Między styczniem a marcem 1941 roku w getcie osiedlono około 50 tys. Żydów, którzy zostali wypędzeni przez Niemców z zachodniej części dystryktu warszawskiego. Trzecia fala przesiedleńców przybyła wiosną 1942 roku; w getcie znalazło się wtedy około 4 tys. Żydów wysiedlonych ze wschodniej części dystryktu warszawskiego, a także około 4 tys. Żydów niemieckich, których wysiedlono z miast III Rzeszy (m.in. z Berlina i Frankfurtu). W maju tego samego roku Niemcy zamknęli w getcie Romów, których ujęli w Warszawie oraz w miejscowościach podwarszawskich.
W getcie panowały fatalne warunki bytowe i sanitarne. W pierwszych miesiącach 1941 roku na jeden kilometr kwadratowy powierzchni przypadało 110,8 tys. osób, a w izbach mieszkalnych musiało się średnio pomieścić 6–7 lub nawet więcej osób. W latach 1940–1941 dzienna wartość kaloryczna oficjalnych przydziałów kartkowych wahała się między 198 a 503 kalorii. Głównym źródłem zaopatrzenia w żywność stał się w tej sytuacji nielegalny szmugiel. Bardzo wielu Żydów, w tym zwłaszcza uchodźcy i przesiedleńcy, po zamknięciu w getcie utraciło źródła zarobkowania, a często również całość lub większość posiadanego majątku. Na złą sytuację materialną ludności przekładała się także polityka władz niemieckich nastawiona na maksymalną eksploatację ekonomiczną getta. Panował głód, któremu nie były w stanie zaradzić szmugiel i legalna dobroczynność. Szerzyły się również choroby zakaźne. O ile w marcu 1941 roku liczba mieszkańców getta sięgnęła 460 tys. (według danych niemieckich – nawet 490 tys.), o tyle pod koniec stycznia 1942 roku spadła do około 410 tys., a w kwietniu tego samego roku – do około 400 tys. Tragiczne skutki przyniosła w szczególności epidemia tyfusu, której szczyt przypadł na lato 1941 roku. W getcie umierało wtedy około 5 tys. osób miesięcznie. Łącznie od jesieni 1940 roku do lipca 1942 roku zmarło w Warszawie blisko 92 tys. Żydów.
Od połowy 1941 roku getto warszawskie zaczęło odgrywać większą rolę jako ośrodek produkcji i rezerwuar siły roboczej. Uruchomiono tzw. szopy, czyli zakłady produkcyjne, które powstawały na skutek przejmowania i łączenia przez niemieckich przedsiębiorców niewielkich żydowskich firm i warsztatów. Największymi z nich były szop Fritza Schultza (kuśnierski) oraz szop Walthera Többensa (włókienniczy). Część szopów realizowała zamówienia wojskowe. Począwszy od wiosny 1942 roku wzrosła także liczba Żydów zatrudnionych na „placówkach”, tj. poza terenem getta. W sierpniu 1942 roku „placówki” zatrudniały 7,6 tys. Żydów. Z ich przymusowej pracy korzystały m.in. jednostki SS, policji i Wehrmachtu, Ostbahn, a także niemieckie przedsiębiorstwa prywatne.

### Rozpoczęcie „ostatecznego rozwiązania”
22 czerwca 1941 roku nazistowskie Niemcy dokonały inwazji na ZSRR. W ślad za armiami Wehrmachtu wyruszyły cztery Einsatzgruppen, które niezwłocznie przystąpiły do likwidacji wszystkich prawdziwych i domniemanych przeciwników niemieckiego panowania. Początkowo rozstrzeliwano przede wszystkim żydowskich mężczyzn oraz funkcjonariuszy władzy sowieckiej. Na początku sierpnia 1941 roku Reichsführer-SS Heinrich Himmler obarczył jednak Einsatzgruppen zadaniem wymordowania wszystkich Żydów zamieszkujących na podbitym terytorium ZSRR – bez względu na ich wiek i płeć. Tym samym antysemicka polityka III Rzeszy weszła w zupełnie nową fazę. Jej dotychczasowe elementy – przymusową emigrację, dyskryminację, gettoizację, szeroko zakrojone prześladowania – zastąpił systematyczny mord.
Niedługo później, prawdopodobnie jesienią 1941 roku, na najwyższych szczeblach hitlerowskiego reżimu zaczęła krystalizować się koncepcja „ostatecznego rozwiązania kwestii żydowskiej” poprzez fizyczną eksterminację. Na przebieg tego procesu wpływ miały jednak nie tylko decyzje zapadające w bezpośrednim otoczeniu Adolfa Hitlera i Heinricha Himmlera, lecz również inicjatywy wysuwane na poziomie lokalnym. Pilnego „rozwiązania kwestii żydowskiej” oczekiwały w szczególności władze Generalnego Gubernatorstwa, które liczyły, że w ten sposób znikną liczne problemy natury ekonomicznej i sanitarnej, z którymi musiały się mierzyć. Jak najszybszego rozpoczęcia eksterminacji domagał się również Arthur Greiser – Namiestnik Rzeszy i gauleiter NSDAP w Kraju Warty.
Zdaniem Bogdana Musiała kluczową rolę w procesie decyzyjnym prowadzącym do Zagłady odegrał dowódca SS i policji na dystrykt lubelski, SS-Brigadeführer Odilo Globocnik. Ten fanatyczny nazista, zajmujący w hitlerowskiej hierarchii wyższą pozycję, niż wskazywałby na to jego stopień, liczył, że „usunięcie” Żydów umożliwi realizację jego planów całkowitego zniemczenia dystryktu lubelskiego. 13 października 1941 roku Globocnik spotkał się w Kętrzynie z Heinrichem Himmlerem i SS-Obergruppenführerem Friedrichem Wilhelmem Krügerem – prawdopodobnie po to, aby omówić planowane operacje wysiedleńcze i osiedleńcze w dystrykcie lubelskim oraz kwestie związane z eksterminacją Żydów. Dwa tygodnie później Niemcy rozpoczęli budowę obozu zagłady w Bełżcu. Na początku grudnia 1941 roku w obozie zagłady w pobliżu wsi Chełmno nad Nerem (niem. Kulmhof) rozpoczęto masową eksterminację Żydów z Kraju Warty.
20 stycznia 1942 roku w willi na berlińskim przedmieściu Wannsee odbyła się konferencja wysokiego szczebla pod przewodnictwem SS-Obergruppenführera Reinharda Heydricha, podczas której przedstawiciele nazistowskich instytucji rządowych i partyjnych omówili szczegóły realizacji „ostatecznego rozwiązania”. Sekretarz stanu Josef Bühler uzyskał wtedy zgodę, aby eksterminacją objąć w pierwszej kolejności ludność żydowską z Generalnego Gubernatorstwa.

### Akcja „Reinhardt”

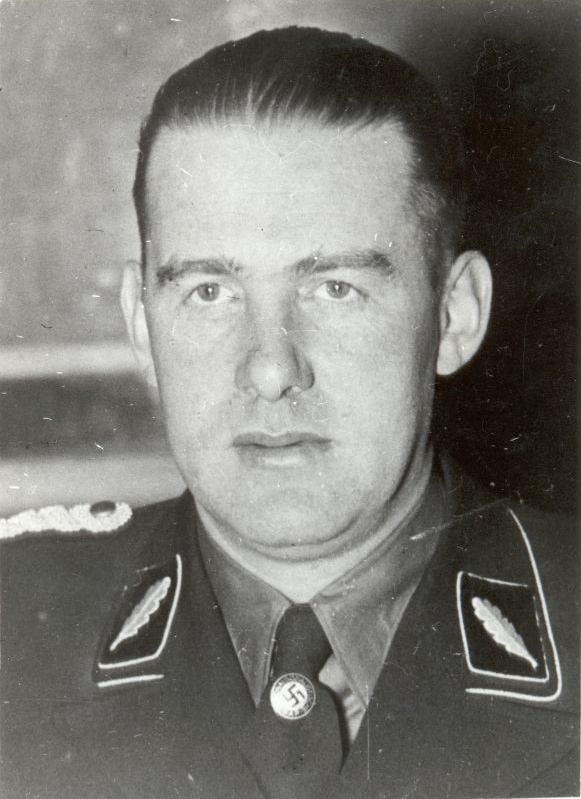
SS-Brigadeführer Odilo Globocnik, kierownik Einsatz Reinhardt

W nocy z 16 na 17 marca 1942 roku Niemcy rozpoczęli likwidację getta lubelskiego. Następnego dnia do obozu śmierci w Bełżcu dotarły pierwsze transporty z Lublina i Lwowa. Wydarzenia te są uznawane za początek zagłady Żydów w Generalnym Gubernatorstwie. Kierowanie akcją eksterminacyjną Himmler powierzył Odilo Globocnikowi. Na cześć zabitego w czerwcu 1942 roku Reinharda Heydricha nadano jej później kryptonim „Reinhardt” (Einsatz Reinhardt).
Do połowy kwietnia w Bełżcu zgładzono około 66 tys. Żydów z gett w dystrykcie lubelskim i dystrykcie Galicja. Na początku maja rozpoczął działalność obóz zagłady w Sobiborze. Od tej pory deportacjami były obejmowane całe powiaty, a akcję „Reinhardt” rozszerzono na dystrykt krakowski.
17 kwietnia 1942 roku Himmler złożył wizytę w Warszawie. Prawdopodobnie rozkazał wtedy miejscowym strukturom SS i policji rozpocząć przygotowania do likwidacji getta warszawskiego. Niektórzy badacze przypuszczają, że ta wizyta dała impuls do rozpoczęcia budowy trzeciego ośrodka zagłady w Generalnym Gubernatorstwie. Został on ulokowany w powiecie sokołowskim, w pobliżu stacji kolejowej Treblinka, nieopodal funkcjonującego tam od jesieni 1941 roku karnego obozu pracy. Budowa obozu zagłady Treblinka II rozpoczęła się na początku czerwca 1942 roku.
19 lipca 1942 roku, podczas wizyty w dystrykcie lubelskim, Himmler rozkazał Friedrichowi Wilhelmowi Krügerowi zakończyć „przesiedlenia” ludności żydowskiej w Generalnym Gubernatorstwie do końca 1942 roku. Z deportacji do obozów zagłady mieli zostać wyłączeni jedynie Żydzi zdolni do pracy, w wieku od 16 do 35 lat, których planowano skoncentrować w obozach zbiorczych w Warszawie, Krakowie, Częstochowie, Radomiu i Lublinie. Tempo i zasięg akcji „Reinhardt” uległy wkrótce znacznemu zwiększeniu.

## Getto w przededniu „Wielkiej Akcji”

### Zaostrzenie niemieckiego terroru

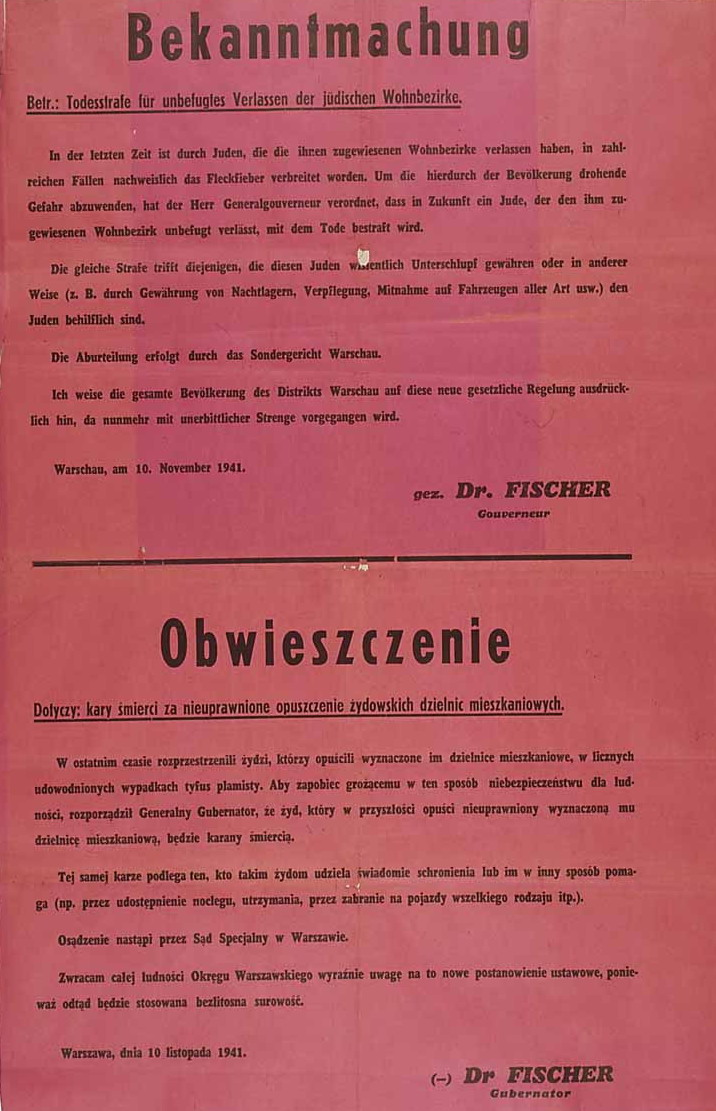
Obwieszczenie gubernatora dystryktu warszawskiego Ludwiga Fischera z 10 listopada 1941 roku, informujące, że Żydzi opuszczający getta bez zezwolenia oraz Polacy, którzy udzielą im pomocy, będą karani śmiercią

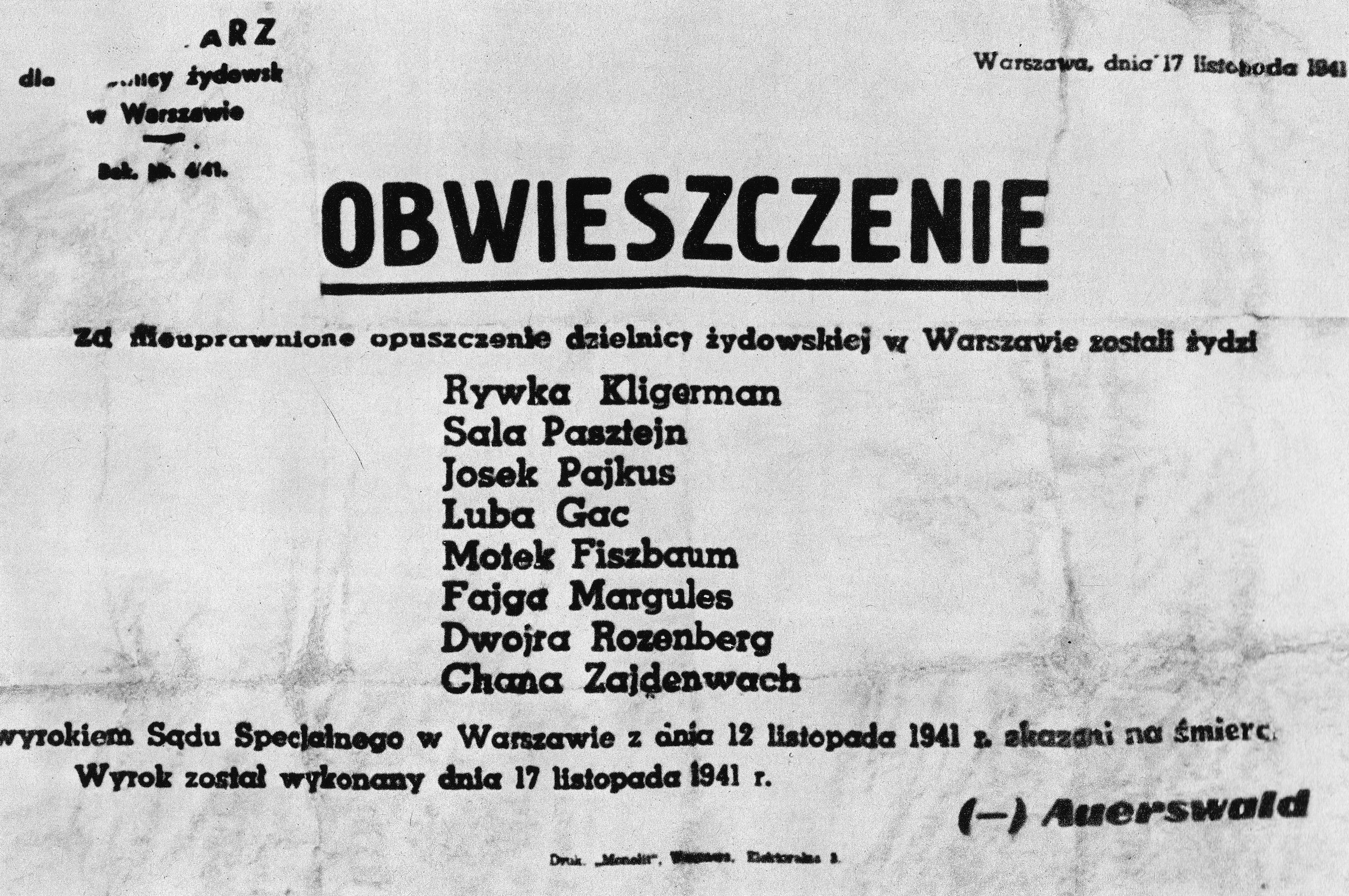
Obwieszczenie komisarza getta Heinza Auerswalda z 17 listopada 1941 roku, informujące o straceniu ośmiu Żydów za „nieuprawnione opuszczenie dzielnicy żydowskiej”

Zarządzenie niemieckiego starosty miejskiego w Warszawie Ludwiga Leista z 14 stycznia 1941 roku przewidywało, że nielegalne przekroczenie granicy getta, a także pomocnictwo lub niezgłoszenie takiego „przestępstwa”, podlegać będą karze grzywny, aresztu lub długotrwałego obozu pracy. Pogarszająca się sytuacja bytowa i sanitarna w gettach, a także ogólna radykalizacja niemieckiej polityki antyżydowskiej, wkrótce spowodowały jednak zaostrzenie rygorów izolacyjnych nałożonych na ludność żydowską.
6 listopada 1941 roku komisarz Heinz Auerswald wydał odezwę, w której zapowiedział karanie śmiercią osób, które nielegalnie przekraczają granicę getta warszawskiego. Cztery dni później gubernator Ludwig Fischer podpisał zarządzenie, które przewidywało, że zarówno Żydzi, którzy bez zezwolenia opuszczają zamknięte dzielnice mieszkaniowe w dystrykcie warszawskim, jak i osoby, które udzielają im schronienia lub pomocy, będą karane śmiercią. Na mocy tych zarządzeń w Areszcie Centralnym dla dzielnicy żydowskiej przy ul. Gęsiej rozstrzelano 17 listopada ośmiu Żydów, a 15 grudnia – szesnastu. Kolejne egzekucje miały miejsce w pierwszych miesiącach 1942 roku. Liczba Żydów skazanych na śmierć przez Sondergericht stała się wkrótce tak duża, że w maju 1942 roku Niemcy podjęli decyzję o wykonywaniu wyroków na terenie karnego obozu pracy w Treblince.
Mordów dokonywano także bez pozorów postępowania sądowego. Już na początku listopada 1941 roku komendant Ordnungspolizei w dystrykcie warszawskim wydał bowiem rozkaz, aby „przy wszelkich próbach ucieczki z getta – także w przypadku kobiet czy młodzieży – używać broni”. Z kolei 21 listopada tego samego roku dowódca SD i policji bezpieczeństwa w Generalnym Gubernatorstwie Eberhard Schöngarth wydał tzw. Schießbefehl („rozkaz strzelania”), który upoważniał funkcjonariuszy SS i Ordnungspolizei do rozstrzeliwania bez sądu wszystkich Żydów przebywających bez zezwolenia poza granicami gett (w tym kobiet i dzieci).
19 lutego 1942 roku z aresztu przy ul. Gęsiej skierowano pierwszy transport do karnego obozu pracy Treblinka I. Liczył on 50 osób; w kolejnych miesiącach zostały one prawdopodobnie zatrudnione przez Niemców do pracy przy budowie obozu zagłady Treblinka II. Kolejnych tysiąc osób, w tym kilkuset Żydów niemieckich, wysłano prawdopodobnie w tym samym celu do Treblinki wiosną 1942 roku.
W nocy z 17 na 18 kwietnia 1942 roku miała miejsce pierwsza zorganizowana akcja terroru w dzielnicy zamkniętej. Funkcjonariusze Gestapo wyciągnęli wtedy z mieszkań 52 osoby, które następnie zastrzelili na ulicach getta. Przewodniczącego Judenratu poinformowano, że przyczyną akcji represyjnej było odnalezienie w getcie nielegalnej prasy. W rzeczywistości wśród ofiar znalazły się nie tylko osoby powiązane z żydowskim ruchem oporu, lecz również szmuglerzy, osoby przypadkowe, a nawet współpracownicy kolaboracyjnej „Trzynastki”. W późniejszym czasie wysuwano przypuszczenia, że masakra była swoistym wstępem do wielkiej akcji deportacyjnej, a jej celem było sterroryzowanie ludności żydowskiej, sprowokowanie wewnętrznych podziałów w getcie oraz likwidacja faktycznych i potencjalnych liderów oporu.
Wydarzenia 17/18 kwietnia były oznaką zaostrzenia terroru wobec mieszkańców dzielnicy zamkniętej. Zarysowało się w szczególności dążenie Niemców do ściślejszego odizolowania getta i ukrócenia nielegalnego szmuglu. Coraz częściej zdarzały się przypadki zabijania przemytników schwytanych nieopodal murów, a także zabijania pełniących tam służbę funkcjonariuszy Żydowskiej Służby Porządkowej. Kilkudziesięciu szmuglerów zostało zastrzelonych w trakcie kolejnej dużej akcji represyjnej, która nastąpiła w nocy z 8 na 9 czerwca. Niemal każdego dnia Niemcy rozstrzeliwali w getcie pojedyncze osoby lub niewielkie grupy ofiar, a także porzucali na ulicach zwłoki Żydów, których zamordowali w innych miejscach. Ofiarami tych egzekucji były osoby, które schwytano, gdy ukrywały się po „aryjskiej stronie”, szmuglerzy oraz osoby zaangażowane w rozmaite nielegalne interesy, uchodźcy, którzy nielegalnie przybyli do Warszawy z gett w Komisariacie Rzeszy Wschód lub w dystrykcie Galicja, a także konspiratorzy i działacze społeczni. Często morderstw dokonywano jednak bez wyraźnego motywu.
1 lub 2 lipca 1942 roku z aresztu przy ul. Gęsiej wywieziono, a następnie rozstrzelano w podwarszawskich Babicach 110 osób, które wcześniej zatrzymano pod zarzutem nieprzestrzegania rozmaitych rozporządzeń okupanta. Wśród ofiar znalazło się m.in. dziesięciu funkcjonariuszy ŻSP.

### Reakcje na informacje o masowych mordach
Wkrótce po rozpoczęciu „ostatecznego rozwiązania” informacje o niemieckich zbrodniach zaczęły docierać do getta warszawskiego. W październiku 1941 roku warszawscy działacze Droru i Ha-Szomer Ha-Cair zdołali za pośrednictwem polskiego harcerza Henryka Grabowskiego nawiązać kontakt z gettem wileńskim. Uzyskali wtedy pierwsze informacje o masakrach, których ofiarą padali Żydzi z Wileńszczyzny. Jeszcze w tym samym miesiącu do Warszawy przedostał się potajemnie Izrael Chaim „Arie” Wilner, który przyniósł wieści o masowych egzekucjach Żydów w podwileńskich Ponarach.
W pierwszej połowie lutego 1942 roku do Warszawy dotarł Szlama Ber Winer – uciekinier z obozu zagłady w Chełmnie nad Nerem. Jego relacja o dokonywanym w obozie ludobójstwie została spisana przez członków Oneg Szabat.
Wiosną 1942 roku, wkrótce po rozpoczęciu akcji „Reinhardt”, niektórzy mieszkańcy getta warszawskiego zaczęli otrzymywać listy i karty pocztowe od swych krewnych i przyjaciół z Lublina i okolicznych miejscowości. Nadawcy informowali o trwających deportacjach. Do getta zaczęli także docierać uciekinierzy z Lubelszczyzny. Hersz Wasser, sekretarz Oneg Szabat, otrzymał na początku kwietnia list od Szlamy Ber Winera, który ukrywał się w tym czasie w Zamościu. Uciekinier z obozu zagłady w zawoalowany sposób poinformował o likwidacji gett na Lubelszczyźnie, a także o ludobójstwie dokonywanym przez Niemców w obozie w Bełżcu. Pod koniec czerwca do getta dotarły pierwsze informacje o ośrodku zagłady w Sobiborze.
Zarówno żydowska, jak i polska prasa konspiracyjna publikowały informacje o masowych mordach Żydów na Kresach Wschodnich i w Kraju Warty. Niemniej informacje na ten temat docierały w pełnym zakresie tylko do niewielkiego grona mieszkańców dzielnicy zamkniętej. W dodatku nawet najlepiej poinformowani Żydzi, w tym kierownictwo Oneg Szabat, nie zawsze byli w stanie ułożyć je w jedną całość i odpowiednio zinterpretować. Ponadto rozpoczęcie „ostatecznego rozwiązania” nastąpiło w momencie, gdy w warszawskim getcie zapanowała swoista stabilizacja. Przygasła bowiem epidemia tyfusu, zmalała śmiertelność, a szopy i warsztaty rozwijały produkcję na rzecz niemieckiego wysiłku wojennego. Co więcej, chcąc uśpić czujność mieszkańców, Niemcy wykonali pod ich adresem pewne gesty, m.in. nieco polepszając zaopatrzenie w żywność oraz zezwalając na otwarcie nowych placów zabaw dla dzieci. W tej sytuacji wielu Żydów łudziło się, że masakry i deportacje mają charakter wyłącznie lokalny. Nie dostrzegano w nich sygnałów, które świadczyły o dążeniu Niemców do całkowitej zagłady narodu żydowskiego. Wielu Żydów było ponadto przekonanych, że warszawskie getto jest zbyt duże i zbyt ważne z gospodarczego punktu widzenia, aby okupanci zdecydowali się je zlikwidować.

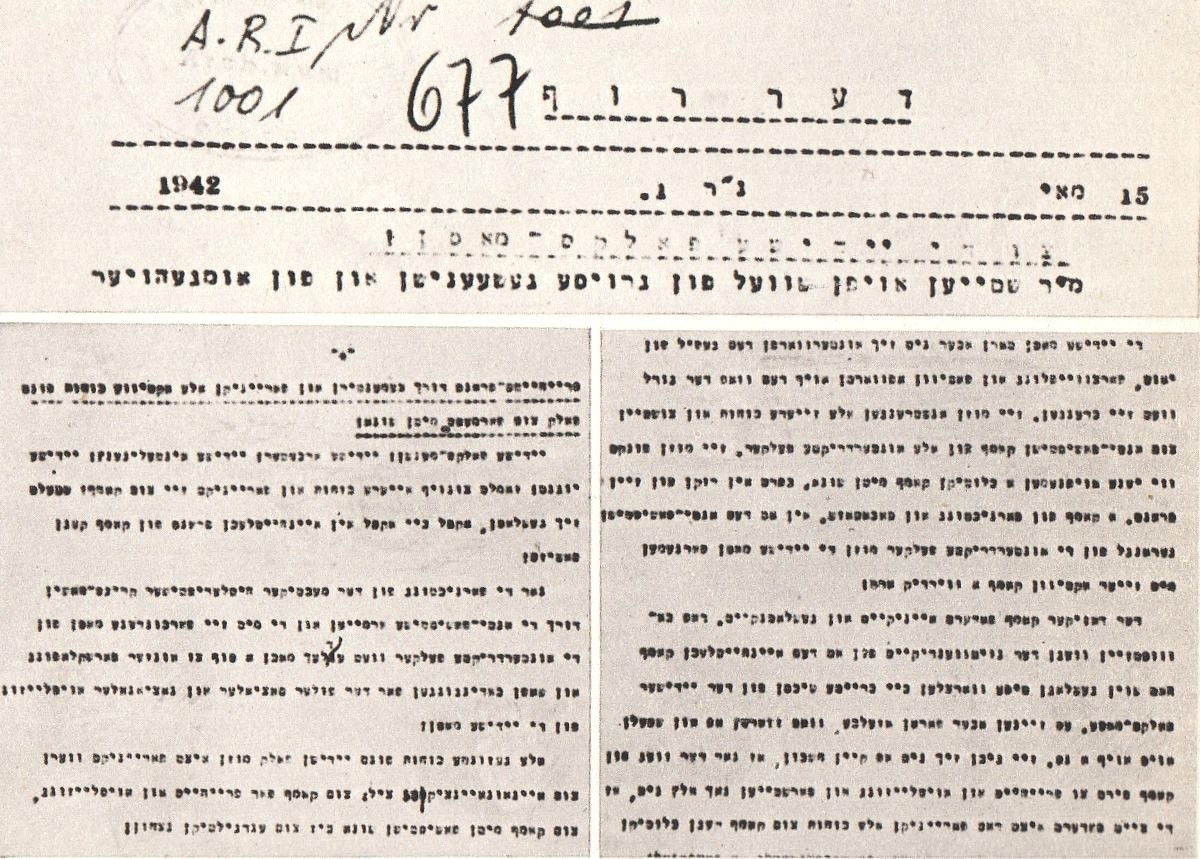
Odezwa Bloku Antyfaszystowskiego z 15 maja 1942 roku

Działacze starszego pokolenia sprzeciwiali się podejmowaniu przygotowań do zbrojnego oporu, gdyż uznawali je za przedwczesne, a zarazem obawiali się konsekwencji, które walka mogłaby przynieść gettu i jego ludności. Odmienne stanowisko zajęły natomiast ruchy młodzieżowe. Pierwsze próby powołania powszechnej organizacji bojowej w getcie warszawskim, podjęte z ich inicjatywy w marcu 1942 roku, zakończyły się jednak niepowodzeniem na skutek sprzeciwu socjalistycznego Bundu. Jednocześnie nawiązano jednak kontakty z funkcjonującą w getcie komórką komunistycznej Polskiej Partii Robotniczej. W konsekwencji w marcu 1942 roku Poalej Syjon-Lewica wraz z PPR utworzyły Blok Antyfaszystowski, do którego wkrótce dołączyły Ha-Szomer Ha-Cair, Dror i Poalej Syjon-Prawica. Działalność Bloku koncentrowała się na szkoleniu kadr i organizowaniu grup bojowych, które w przyszłości miały stać się zalążkiem leśnych oddziałów partyzanckich. W maju Gestapo aresztowało jednak czołowych działaczy PPR w getcie, czego konsekwencją stało się rozbicie Bloku.
Wiosną i latem 1942 roku w getcie stopniowo narastała atmosfera niepewności i zagrożenia. Przygnębiające wrażenie wywołała zwłaszcza masakra w nocy z 17 na 18 kwietnia. Przewodniczący Judenratu Adam Czerniaków nadal nie wierzył jednak w możliwość likwidacji getta i liczył, że polityka nieantagonizowania Niemców pozwoli uratować większość jego mieszkańców. Po wydarzeniach 17/18 kwietnia bezskutecznie zażądał od Maurycego Orzecha i Emanuela Ringelbluma wstrzymania kolportażu podziemnej prasy.
Niemniej, co wynika z zapisków w jego dzienniku, Czerniaków zdawał sobie sprawę z krążących w getcie pogłosek o rychłym wysiedleniu. Usiłował więc wybadać stanowisko Niemców. Ci jednak zwodzili go do ostatniej chwili. Gdy 18 lipca udał się do urzędu komendanta SD i policji bezpieczeństwa w Warszawie (KdS), kierownicy „referatu żydowskiego” SS-Untersturmführer Karl Georg Brandt i SS-Oberscharführer Gerhard Mende zapewnili go, że nic nie wiedzą o planowanym wysiedleniu, ani też nie wierzą w pogłoski na ten temat. Podobne fałszywe zapewnienia przewodniczący Judenratu usłyszał 20 lipca, gdy spotkał się z funkcjonariuszami warszawskiego Gestapo, a następnie z komisarzem Auerswaldem. Uwierzywszy słowom Niemców, Czerniaków zapewnił mieszkańców getta, że nie mają powodów do obaw. Przygotowania do akcji likwidacyjnej dobiegały w tym czasie końca.

## Przebieg

### Niemieckie przygotowania
15 lipca 1942 roku do Warszawy przybyło kilkunastu esesmanów ze sztabu akcji „Reinhardt” w Lublinie. Dowodził nimi SS-Hauptsturmführer Hermann Höfle. Jednocześnie w ramach warszawskich struktur SS i policji ukonstytuował się około dwudziestoosobowy „sztab wysiedleńczy”, którym dowodzili kierownicy „referatu żydowskiego” w warszawskim urzędzie KdS: Karl Georg Brandt i Gerhard Mende. Podział zadań i kompetencji pomiędzy sztabami „warszawskim” i „lubelskim” pozostawał niejasny.
Dariusz Libionka podaje, że w związku z przygotowaniami do akcji likwidacyjnej skierowano do Warszawy dwa oddziały złożone z ukraińskich, litewskich i łotewskich kolaborantów, liczące łącznie około 1000 osób. Hubert Kuberski przypuszcza, że jednostkami policyjnymi, które wyznaczono do udziału w deportacjach warszawskich Żydów, były 61. policyjny batalion rezerwy z Dortmundu (Reserve-Polizei-Bataillon 61) oraz 22. i 272. łotewskie bataliony Schutzmannschaft. Począwszy od 2 sierpnia służbę w getcie pełniło ponadto około 30–40 wachmanów z Oddziałów Wartowniczych Dowódcy SS i Policji na dystrykt lubelski.
17 lipca zatrzymano i osadzono na Pawiaku pewną liczbę Żydów – obywateli państw neutralnych. Na przełomie 1942 i 1943 roku zostali oni w dwóch grupach wywiezieni do obozu dla internowanych w Vittel we Francji.
21 lipca Niemcy aresztowali 60 ważnych osobistości getta, w tym Abrahama Gepnera, wielu członków Judenratu, a także osiemnastu lekarzy. Ich zatrzymanie w charakterze zakładników miało zapewnić spokojny przebieg deportacji. Część zakładników zwolniono po kilku godzinach, niektórzy wyszli jednak na wolność dopiero po upływie miesiąca lub nawet dwóch.
Akcja likwidacyjna w getcie warszawskim została później nazwana Grossaktion („Wielka Akcja”). Inne używane w stosunku do niej określenia to: „Wielka akcja deportacyjna”, „Wielka deportacja”, „Wielka akcja wysiedleńcza”, „Wielkie wysiedlenie”, „Wielka wywózka”, „Pierwsza Aktion”.

### Początek „Wielkiej Akcji”

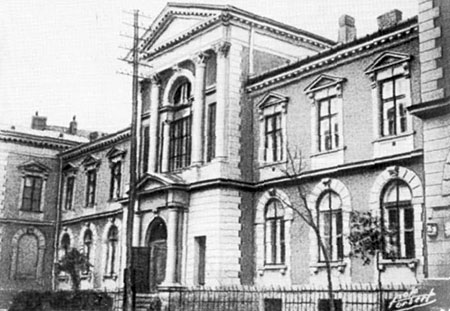
Budynek Główny Gminy Żydowskiej przy ul. Grzybowskiej 26/28, w latach 1939−1942 siedziba Rady Żydowskiej (Judenratu). Miejsce, w którym 22 lipca 1942 roku Niemcy ogłosili rozpoczęcie „przesiedlenia na Wschód”

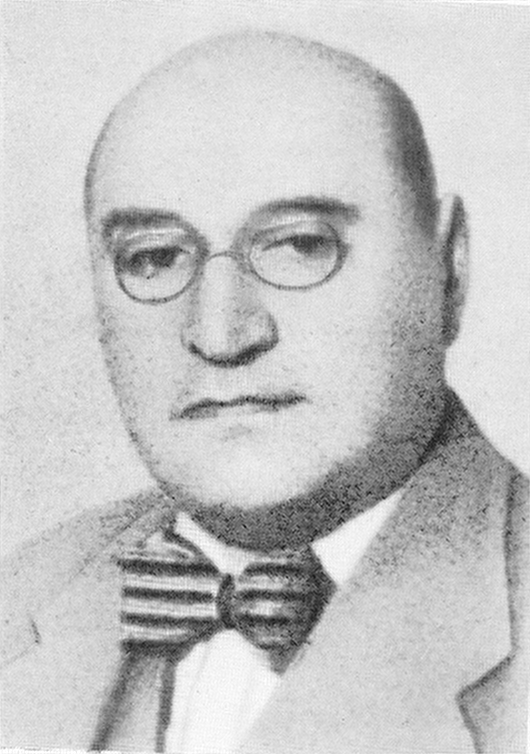
Adam Czerniaków – przewodniczący warszawskiego Judenratu. Popełnił samobójstwo w drugim dniu „Wielkiej Akcji”

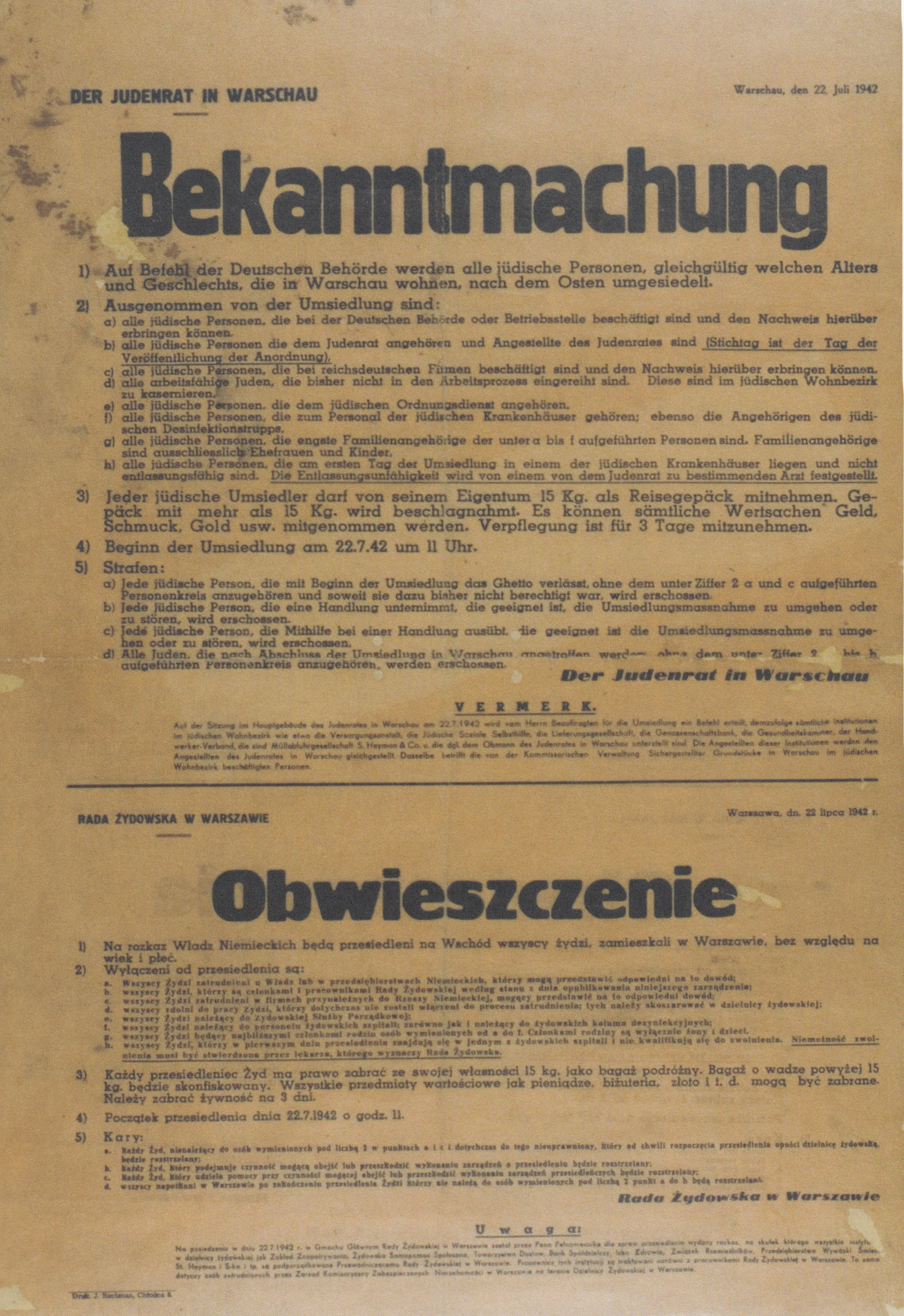
Obwieszczenie warszawskiego Judenratu z 22 lipca 1942 roku, wydane na rozkaz Niemców, ogłaszające rozpoczęcie „przesiedlenia na Wschód”

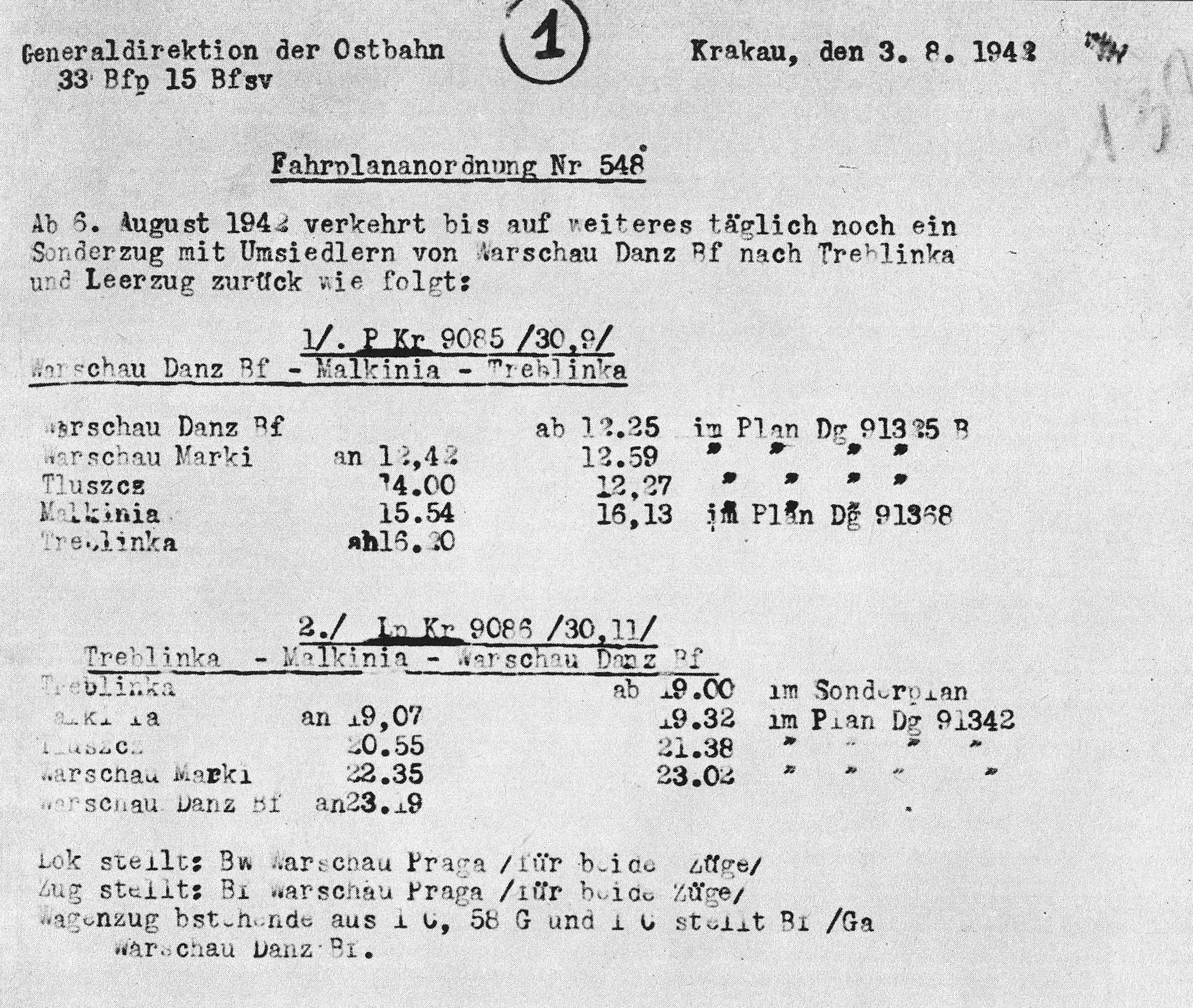
Rozkład nr 548 Generalnej Dyrekcji Kolei Wschodniej w Krakowie z 3 sierpnia 1942 roku wprowadzający kursowanie od 6 sierpnia dodatkowego pociągu z dworca Warszawa Gdańska do stacji Treblinka

W nocy z 21 na 22 lipca mury getta obstawiono posterunkami policji granatowej oraz wschodnich formacji kolaboracyjnych. Wkrótce doszło do pierwszych morderstw. O poranku grupa esesmanów wdarła się do jednego z mieszkań przy ul. Chłodnej, w którym polski lekarz Franciszek Paweł Raszeja odwiedzał swego żydowskiego pacjenta, jubilera Alberta Schulberga. Niemcy zastrzelili obu mężczyzn; zginął także przebywający przypadkiem w mieszkaniu żydowski antykwariusz Bernard Gutnajer, a według niektórych źródeł jeszcze jeden lekarz – Kazimierz Pollak (Żyd-konwertyta).
Około godziny 9:00 lub 10:00 pod siedzibę Judenratu przy ul. Grzybowskiej 26/28 podjechało kilka samochodów wypełnionych esesmanami. Niemcy obstawili budynek kordonem, usunęli urzędników ze skrzydła, w którym znajdował się gabinet przewodniczącego, po czym zwołali posiedzenie Judenratu. W spotkaniu, któremu przewodniczył Hermann Höfle, udział wziął przewodniczący Adam Czerniaków, kierownik sekretariatu generalnego Zygmunt Warman, pięciu lub sześciu niearesztowanych jeszcze radców, a także p.o. kierownika Żydowskiej Służby Porządkowej Jakub Lejkin. Władze niemieckie reprezentowało około ośmiu esesmanów z lubelskiego i warszawskiego „sztabów wysiedleńczych”, w tym Hermann Worthoff i Karl Georg Brandt. Marcel Reich-Ranicki, który uczestniczył w posiedzeniu w charakterze tłumacza, twierdził, że Höfle otworzył je słowami:

Z dniem dzisiejszym zaczyna się przesiedlanie Żydów z Warszawy. Wiadomo wam przecież, że jest tu zbyt wielu Żydów.

Czerniaków krótko zrelacjonował to spotkanie w jednym z ostatnich zapisków w swoim dzienniku:

O godzinie 10-ej zjawili się Sturmbanführer Hoefle z towarzyszami. Telefony wyłączyliśmy. Dzieci usunięto z przeciwległego ogródka. Oświadczono nam, że z pewnymi wyjątkami mają Żydzi, bez różnicy płci i wieku, być wysiedleni na wschód. Dziś do godziny 4 pp. ma być dostarczonych 6000 ludzi. I tak będzie (najmniej) codziennie.

Judenrat uczyniono odpowiedzialnym za poinformowanie ludności getta o planowanym „wysiedleniu”, a także za dostarczenie na punkt zborny codziennie 6 tys. osób. Niemcy zapowiedzieli, że sabotowanie ich zarządzeń będzie karane śmiercią. Höfle zagroził jednocześnie Czerniakowowi, że jego żona „na razie jest wolna, ale jeżeli wysiedlenie się nie uda, pierwsza będzie jako zakładnik rozstrzelana”. Ten ostatni zareagował w sposób „spokojny i rzeczowy”. Spróbował jednocześnie wynegocjować poszerzenie kategorii osób wyłączonych z deportacji. Höfle – być może chcąc uśpić jego podejrzenia – okazał się pozornie skłonny do ustępstw.
Tego samego dnia, około południa, na ulicach getta rozplakatowano podyktowane przez Niemców obwieszczenie. Ze względu na fakt, że Czerniaków odmówił jego podpisania, było ono sygnowane bezosobowym podpisem „Rada Żydowska”. Obwieszczenie informowało, że „wszyscy Żydzi zamieszkali w Warszawie, bez względu na wiek i płeć, będą przesiedleni na Wschód”. Przesiedleńcom zezwalano na zabranie 15 kg bagażu, w tym pieniędzy i kosztowności, a także zalecano zabranie żywności na trzy dni. Jednocześnie obwieszczenie wymieniało różne kategorie osób wyłączonych z wysiedlenia, w tym członków i pracowników Judenratu, funkcjonariuszy ŻSP, osoby zatrudnione w niemieckich przedsiębiorstwach i urzędach, personel szpitalny, osoby zdolne do pracy – „dotychczas niewłączone do procesu zatrudnienia” − a także członków ich rodzin. Owe wyłączenia dawały nadzieję, że „wysiedleniem” zostanie objętych jedynie około 50–60 tys. Żydów, a więc około 30% mieszkańców getta. Jak się jednak miało wkrótce okazać, był to wyłącznie zabieg dezinformacyjny. Jednocześnie Judenratowi podporządkowano szereg autonomicznych dotąd instytucji, takich jak Zakład Zaopatrzenia, Żydowska Samopomoc Społeczna czy Izba Zdrowia, a ich pracownicy uzyskali status równy pracownikom Judenratu.
Tego dnia Höfle i przybyli wraz z nim esesmani z lubelskiego sztabu akcji „Reinhardt” zarekwirowali dom przy ul. Żelaznej 103. Budynek ten stał się wkrótce znany w getcie jako Befehlstelle. Z kolei członkowie „warszawskiego” sztabu wysiedleńczego urządzili swą kwaterę w biurach ŻSP przy ul. Ogrodowej 17.
Chcąc zapobiec rozprzestrzenianiu się wieści o trwającej w getcie „akcji”, Niemcy zabronili, aby z getta wychodziły jakiekolwiek listy i przesyłki. Skonfiskowano także korespondencję przychodzącą do dzielnicy zamkniętej, aczkolwiek 29 lipca wznowiono jej dostarczanie.
22 lipca z getta warszawskiego odszedł pierwszy transport do obozu zagłady w Treblince, w którym znajdowało się 6250 osób. Jako pierwszych „wysiedlono” mieszkańców punktów dla uchodźców oraz ulicznych żebraków. Między innymi deportowano mieszkańców tzw. miasteczka uchodźców przy ul. Dzikiej 1/3/5, nie wyłączając znajdującego się tam internatu, w którym przebywało około 200 dzieci, oraz bursy dla 60 dziewcząt i chłopców w wieku od 14 do 18 lat. Ponadto do transportu dołączono kilkuset więźniów z Aresztu Centralnego przy ul. Gęsiej.
Czerniaków miał nadzieję, że uda się wynegocjować wyłączenie z deportacji dzieci z sierocińców. Niemcy początkowo odwlekali ostateczną decyzję w tej sprawie. Późnym popołudniem 23 lipca przewodniczący został jednak wezwany do siedziby Judenratu, gdzie oczekiwało nań dwóch esesmanów (jednym z nich był Hermann Worthoff). Podczas krótkiej, lecz burzliwej rozmowy Niemcy najprawdopodobniej poinformowali Czerniakowa, że dzienny kontyngent wysiedlonych ulegnie zwiększeniu do 10–12 tys. osób, a kategoria osób przeznaczonych do deportacji zostanie poszerzona i obejmie również dzieci. Czerniaków prawdopodobnie odmówił podpisania nowego zarządzenia o wysiedleniu. Krótko po odejściu Niemców popełnił samobójstwo, zażywając cyjanek potasu. W pożegnalnym liście do żony zapisał:

Żądają ode mnie bym własnymi rękami zabijał dzieci mego narodu. Nie pozostaje mi nic innego, jak umrzeć.

Samobójstwo Czerniakowa, choć przez wielu Żydów – zwłaszcza działaczy społecznych oraz członków ruchu oporu – ocenione krytycznie, pogłębiło panujący w getcie strach i poczucie niepewności. Nowym przewodniczącym Judenratu został mianowany Marek Lichtenbaum. Dał się on wkrótce poznać jako bezwolny wykonawca niemieckich zarządzeń. W praktyce najsilniejszą pozycję w getcie posiadało odtąd kierownictwo ŻSP, aczkolwiek będące wyłącznie narzędziem w rękach niemieckich „sztabów wysiedleńczych”.
24 lipca ukazało się kolejne obwieszczenie sygnowane podpisem „Rada Żydowska” – to samo, którego podpisania dzień wcześniej odmówił Czerniaków. Wzywano w nim ludność żydowską, aby nie ukrywała się i nie uchylała od wywózek, lecz stawiała się dobrowolnie na punkt zborny przy ul. Stawki 4/6. Zapewniano jednocześnie, że „przesiedlenie ludności, która nie jest produktywną w dzielnicy żydowskiej w Warszawie, nastąpi rzeczywiście na tereny wschodnie”. Obiecano ponadto, że rodziny nie będą rozdzielane.
W celu zagwarantowania, że deportacja warszawskich Żydów do obozu zagłady w Treblince będzie odbywała się bez zakłóceń, szef osobistego sztabu Himmlera, SS-Obergruppenführer Karl Wolff, nawiązał kontakt z Albertem Ganzemüllerem z Ministerstwa Transportu Rzeszy. Jak się wkrótce okazało, współpraca z służbami transportowymi przebiegła bardzo sprawnie. Już 28 lipca Ganzemüller zapewnił Wolffa, że „od 22 lipca odjeżdża codziennie pociąg z 5000 warszawskich Żydów, przez Małkinię do Treblinki”, a Generalna Dyrekcja Kolei Wschodniej pozostaje w stałym kontakcie z dowództwem Sicherheitspolizei w Krakowie. W wysłanym kilkanaście dni później piśmie z podziękowaniami Wolff zapisał:

Ze szczególną radością odnotowuję wasze zapewnienie, iż od dwóch tygodni codziennie odchodzi pociąg do Treblinki z 5000 członków narodu wybranego, co pozwala nam na prowadzenie tej operacji bez tarć.

### Modus operandi

#### „Blokady” i Umschlagplatz

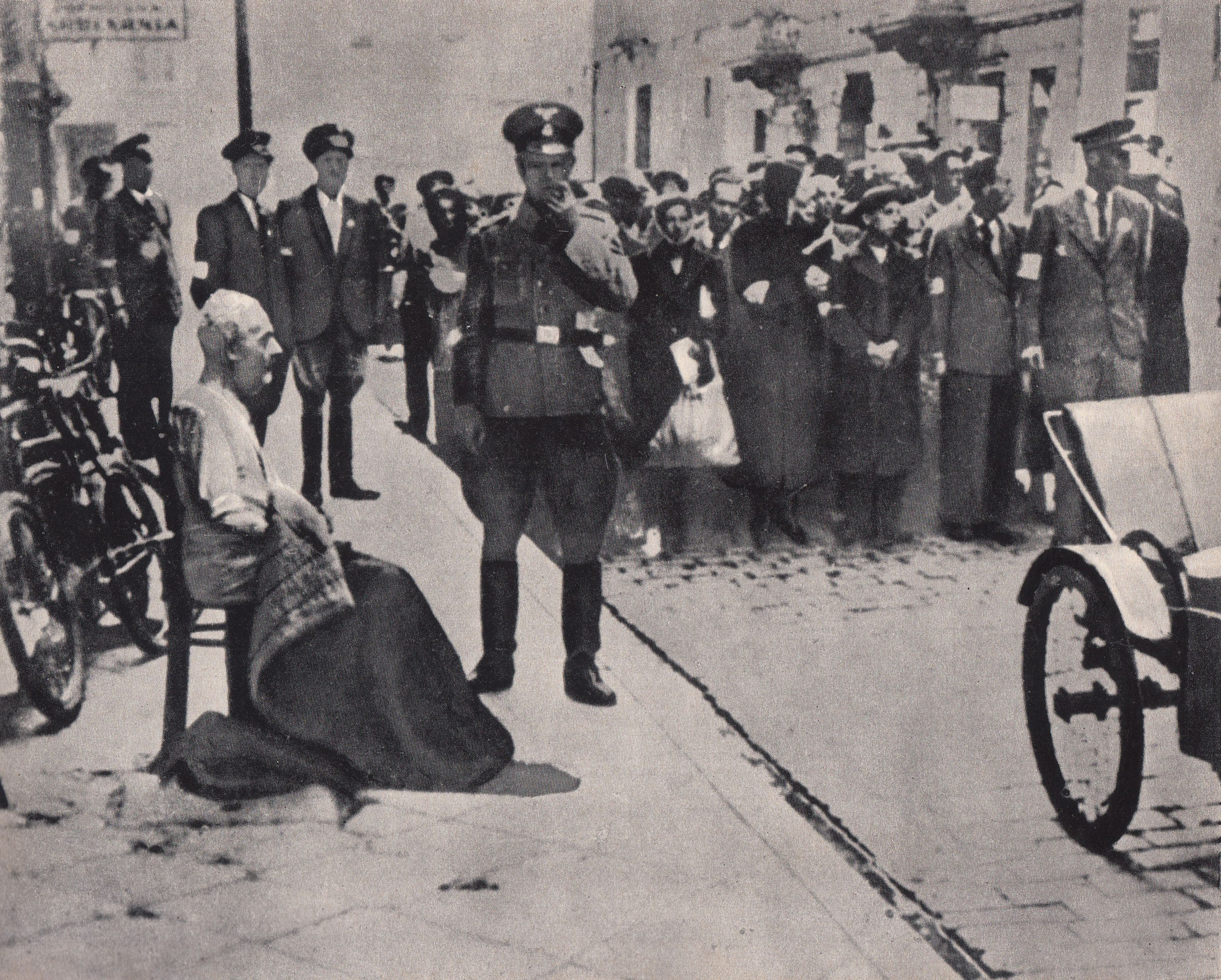
Getto w czasie „Wielkiej Akcji”

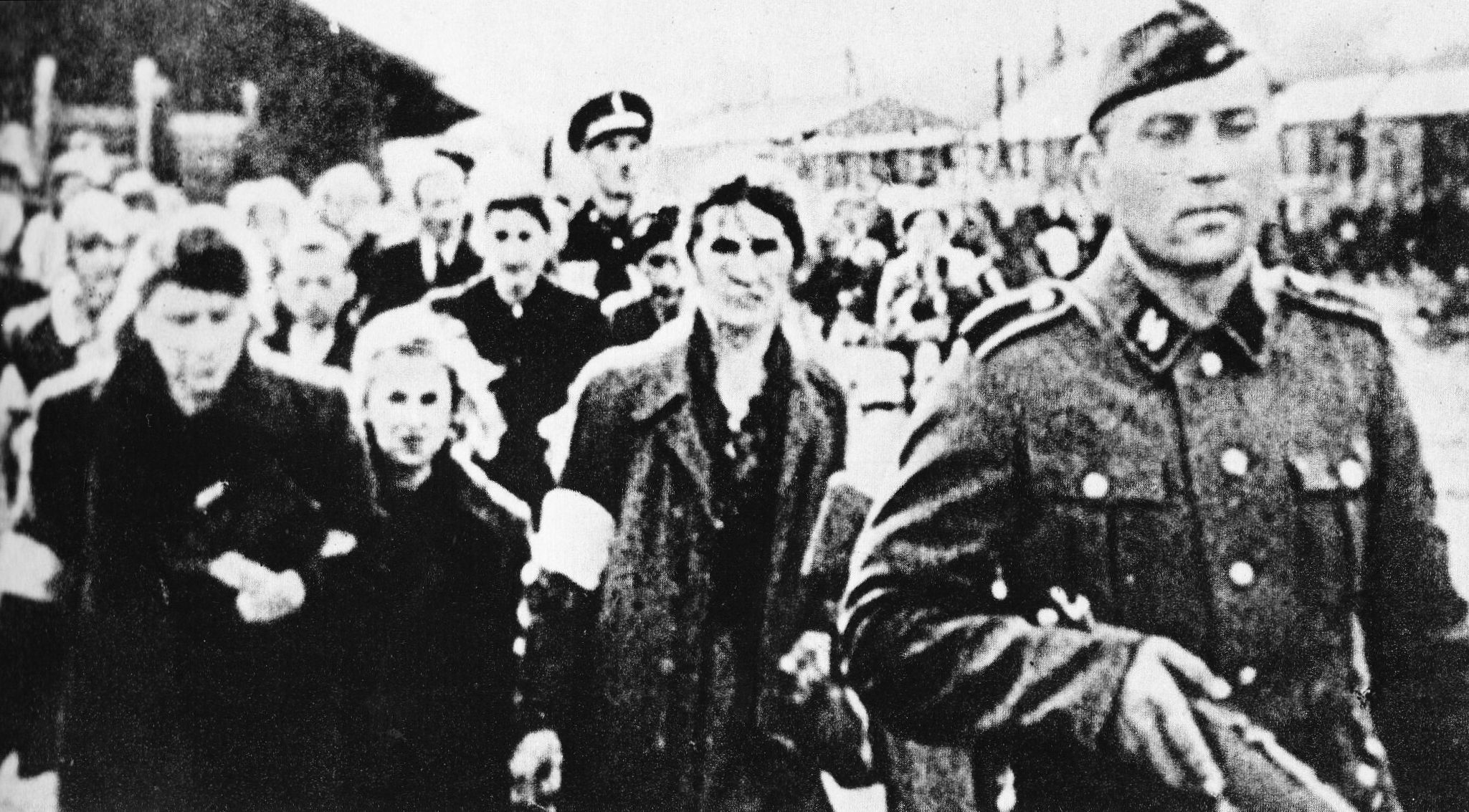
Żydzi na rampie Umschlagplatzu

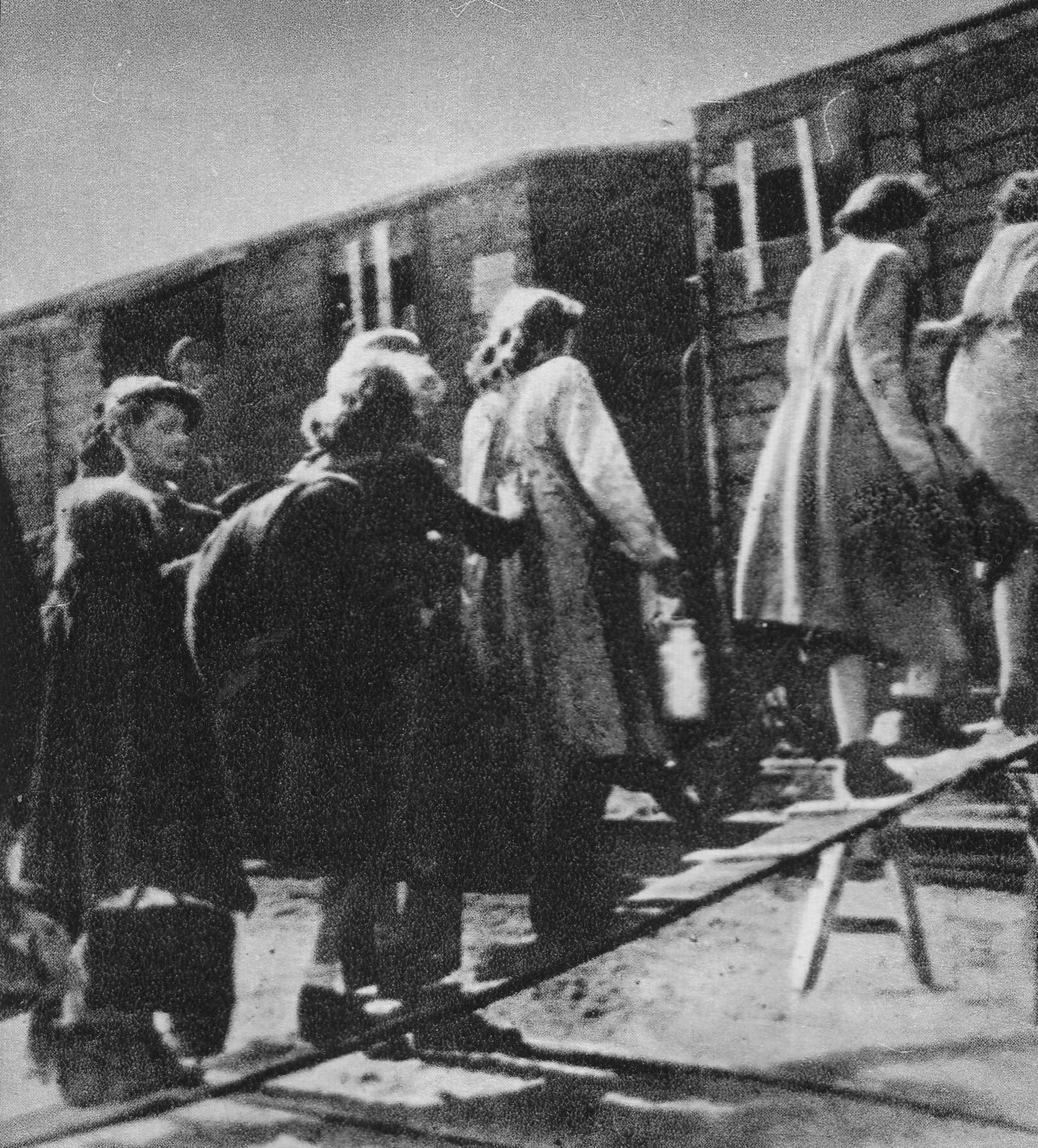
Umschlagplatz. Kobiety wsiadające do wagonu

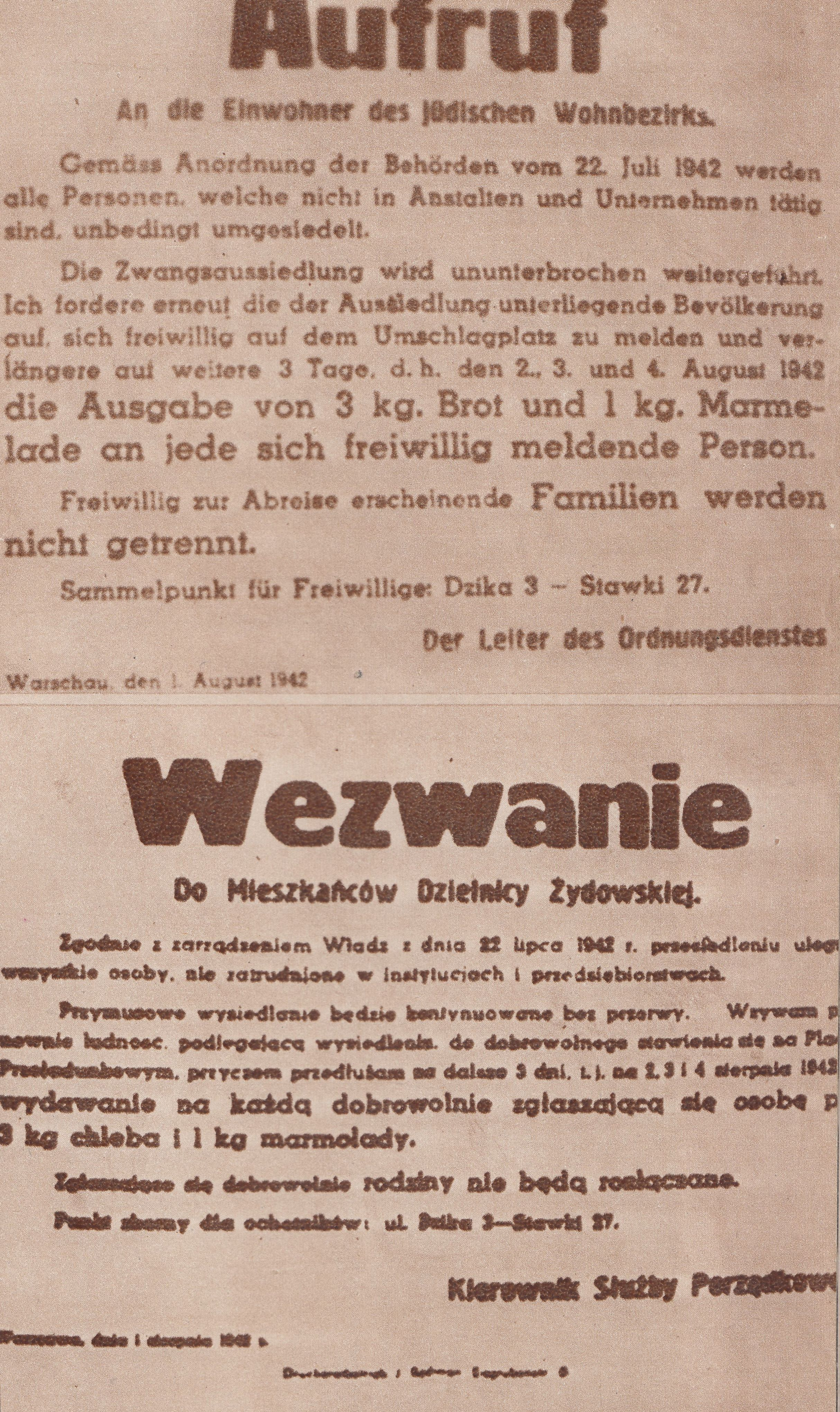
Obwieszczenie kierownika Żydowskiej Służby Porządkowej z 1 sierpnia 1942 roku, informujące, że osoby zgłaszające się dobrowolnie na Umschlagplatz otrzymają 3 kg chleba i 1 kg marmolady

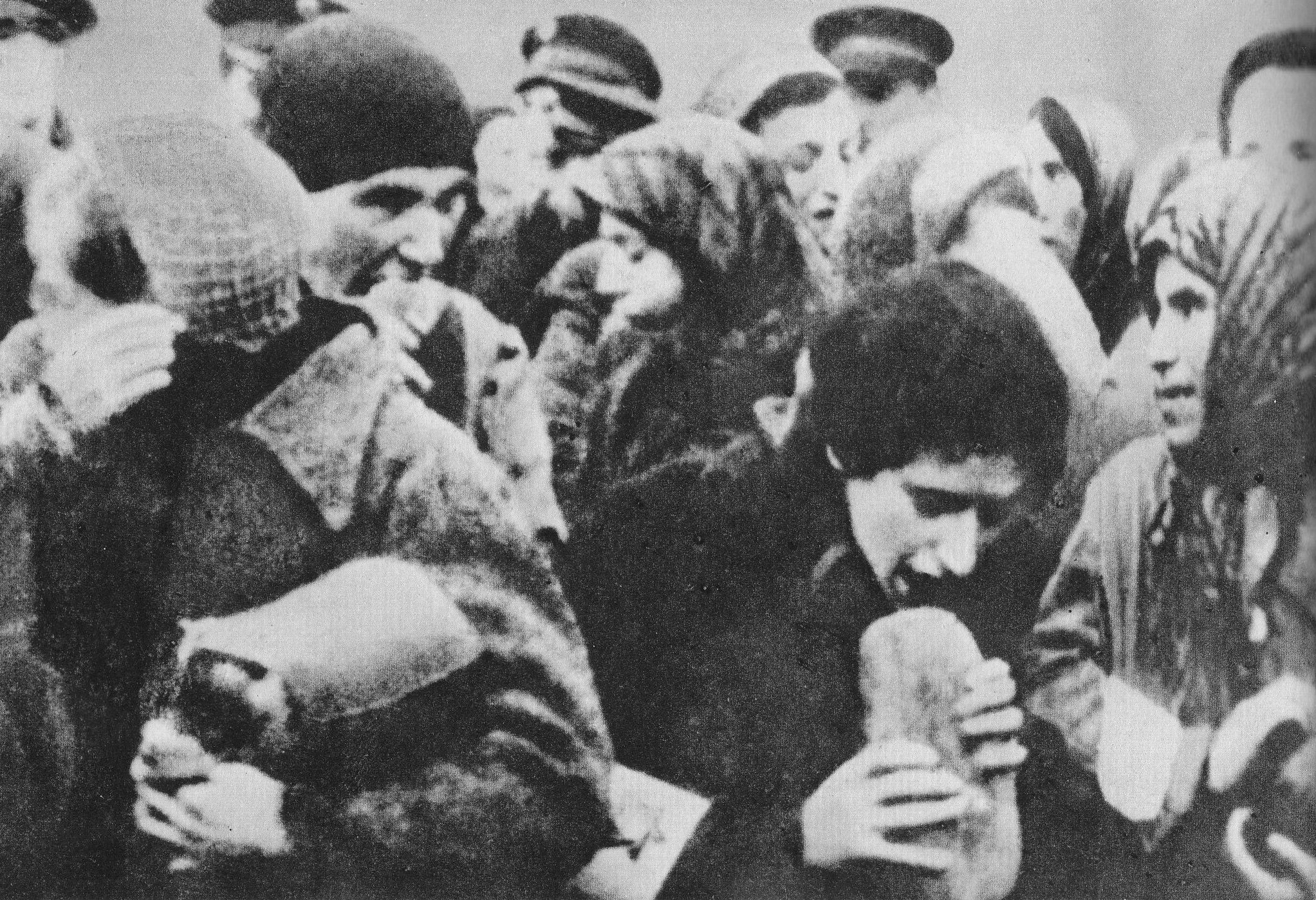
Żydzi, którzy dobrowolnie zgłosili się na Umschlagplatz, zachęceni obietnicą dodatkowych racji chleba i marmolady

Symbolem „Wielkiej Akcji” stał się Umschlagplatz. Był to plac z rampą kolejową, otoczony murem, przylegający do ulic Stawki, Niskiej i Dzikiej. Służył uprzednio jako miejsce wymiany towarowej getta ze „stroną aryjską”. Zaraz po rozpoczęciu „wysiedlenia” ze znajdujących się przy placu nowoczesnych budynków szkolnych przy ul. Stawki 6/8 ewakuowano oddziały wewnętrzny i zakaźny Szpitala na Czystem. Kierownikiem Umschlagplatzu Niemcy mianowali Mieczysława Szmerlinga – podobwodowego Żydowskiej Służby Porządkowej (awansowanego po kilku dniach na stanowisko obwodowego). To stamtąd, począwszy od 22 lipca, „pociągi specjalne” z warszawskimi Żydami odjeżdżały do obozu zagłady w Treblince. Ludzie, których schwytano podczas „blokad” i „selekcji”, byli tam doprowadzani pod eskortą: pieszo, rikszami lub na wozach konnych. Na Umschlagplatzu oczekiwali na transport do Treblinki, niekiedy nawet przez kilka dni. Panował ogromny ścisk, brakowało wody i żywności, a ze względu na brak urządzeń sanitarnych budynki i plac szybko uległy zanieczyszczeniu ludzkimi odchodami. Żydzi, dla których zabrakło miejsca w pomieszczeniach szkolnych, musieli oczekiwać na ul. Stawki, w przestrzeni otoczonej murem, bez osłony przed warunkami atmosferycznymi. W niektóre dni liczba przetrzymywanych na placu Żydów przekraczała 10 tys. Warunki bytowe pogorszyły się jeszcze bardziej, gdy 13 sierpnia w budynkach przy ul. Stawki 6/8 ponownie ulokowano oddziały wewnętrzny i zakaźny Szpitala na Czystem, a także Szpital Dziecięcy Bersohnów i Baumanów. Oczekujący na transport Żydzi byli bici, grabieni, a nawet zabijani przez „hiwisów”. Zdarzało się, że młode kobiety i dziewczęta padały ofiarą gwałtów.
Pociągi do Treblinki zwykle odchodziły z Umschlagplatzu w godzinach popołudniowych, około 16:00–17:00. W momencie gdy rozpoczynało się formowanie transportu, ofiary brutalnie gnano do wagonów przez szpaler żydowskich policjantów. Zdarzało się, że „hiwisi” strzelali na oślep do tłumu. Zabijali także osoby stawiające opór. Wagony wypełniano ludźmi do granic możliwości. Zdesperowani Żydzi usiłowali uniknąć wywózki, chowając się na górnych piętrach i w różnych zakamarkach gmachów szkolnych.
Niemiecki sztab wysiedleńczy decydował, który dom, ulica lub kwartał ulic będą danego dnia podlegać „wysiedleniu”. Wyznaczony teren obejmowano szczelną blokadą, po czym wzywano ludność do wyjścia na podwórza, gdzie następowało sprawdzanie dokumentów. Osoby, które nie posiadały zaświadczeń chroniących przed „wysiedleniem”, były zabierane na Umschlagplatz. Następnie opustoszałe mieszkania sprawdzano w poszukiwaniu ukrywających się osób. Wiele bloków było kilkukrotnie poddawanych „blokadzie” – najpierw przez żydowską policję, później przez Niemców i ich wschodnich kolaborantów. Gdy „Wielka Akcja” była już w pełnym toku, w blokadach uczestniczyło zwykle około 10–20 niemieckich esesmanów, około 50–100 „hiwisów” oraz około 250–350 żydowskich policjantów. Wyruszali oni do akcji każdego poranka około godziny 7:00–7:30 z siedziby ŻSP przy ul. Ogrodowej 17. „Blokady” i doprowadzanie ofiar na Umschlagplatz trwały do godziny 17:00 lub dłużej.
„Wysiedlenie” było przeprowadzane bardzo brutalnie, zwłaszcza po 29 lipca, gdy Niemcy zaczęli bezpośrednio uczestniczyć w „blokadach”. Osoby, które stawiały opór, usiłowały uciekać lub się ukrywać, zbyt wolno reagowały na polecenia, były zabijane na miejscu. Bardzo często Niemcy i „hiwisi” otwierali ogień do przypadkowych przechodniów, a nawet do osób, które wyglądały przez okna i balkony. Doraźnie rozstrzeliwali również Żydów, których z racji podeszłego wieku lub stanu zdrowia uznali za niezdolnych do podróży do Treblinki. Takie egzekucje odbywały się przede wszystkim na cmentarzu żydowskim przy ul. Okopowej, a także w sąsiedztwie Umschlagplatzu. Nocami uzbrojeni „hiwisi” włamywali się do żydowskich mieszkań, terroryzując mieszkańców i grabiąc ich dobytek.
5 lub 6 sierpnia z Umschlagplatzu do Treblinki wywieziono pracowników i wychowanków Domu Sierot przy ul. Siennej 16, w tym Janusza Korczaka i Stefanię Wilczyńską. W tym samym transporcie deportowano chłopców z internatu przy ul. Twardej 7 – wraz z jego kierownikiem nazwiskiem Dąbrowski i jego żoną, a także dziewczęta z internatu przy ul. Śliskiej 28 – wraz z kierowniczką Broniatowską i innymi pracownikami. Z kolei 7 sierpnia wywieziono 1,2 tys. dzieci z internatu przy ul. Wolność 12/14 oraz kilkaset dzieci z internatu przy ul. Mylnej 18. Wraz z tymi ostatnimi do Treblinki udał się dobrowolnie dyrektor internatu Aron Koniński wraz z żoną. Adolf i Barbara Bermanowie szacowali, że w czasie „Wielkiej Akcji” wywieziono do Treblinki łącznie około 4 tys. dzieci z blisko trzydziestu sierocińców i internatów.
Przed deportacją byli początkowo chronieni pracownicy Judenratu i jego agend, a także ich rodziny. 9 sierpnia Rada otrzymała jednak rozkaz wyznaczenia do „przesiedlenia” 7 tys. osób. Kolejne „blokady” w siedzibie Judenratu, w których wyniku wywieziono wielu urzędników, miały miejsce 16, 25 i 27 sierpnia. W rezultacie spośród 9030 pracowników, których Judenrat zatrudniał w lipcu 1942 roku, po zakończeniu „Wielkiej Akcji” pozostało 2527. Spośród 3 tys. pracowników Żydowskiej Samopomocy Społecznej, którą po rozpoczęciu deportacji podporządkowano Judenratowi, ocalało 75 osób.
„Wielka Akcja” nie przebiegała w jednakowym tempie. 19–24 sierpnia Niemcy przejściowo opuścili getto, co miało związek z trwającą w tym czasie likwidacją gett w miejscowościach podwarszawskich: Otwocku, Falenicy, Miedzeszynie, Mińsku Mazowieckim i Rembertowie. Transporty wstrzymano ponownie 28 sierpnia, tym razem w związku z koniecznością opanowania chaosu, w którym pogrążył się obóz śmierci w Treblince. Zostały wznowione po sześciu dniach.
23 lipca przy ul. Leszno 109, gdzie uprzednio znajdował się ośrodek kwarantanny, Niemcy urządzili obóz przejściowy (Dulag). Umieszczano w nim młodych Żydów, których po selekcji na Umschlagplatzu uznano za zdolnych do pracy. Ludzi tych wywożono następnie do różnych obozów pracy. Selekcje do Dulagu odbywały się do 19 sierpnia. Później zostały wstrzymane i przeprowadzono je tylko jeden raz – 12 września.

#### Dezinformacja
Niemcy, chcąc zapobiec potencjalnemu buntowi, na szeroką skalę stosowali dezinformację. W getcie krążyły pogłoski, że deportowani rzeczywiście zostali osiedleni na Wschodzie i żyją tam w relatywnie dobrych warunkach. Jest możliwe, że jednym ze źródeł tych plotek były pocztówki i listy, napisane pod dyktando i z przymusu przez niektórych spośród Żydów, których wysłano do Treblinki. Możliwe także, że autorami przynajmniej niektórych z tych wiadomości byli Polacy, którzy usiłowali wyłudzić od warszawskich Żydów pieniądze i wartościowe przedmioty – rzekomo dla wywiezionych krewnych. W rozgłaszaniu pogłosek o rzekomym „przesiedleniu na Wschód” aktywnie uczestniczyli ponadto żydowscy kolaboranci, których Höfle sprowadził z Lublina. Wyróżniał się wśród nich Szama Grajer – jedna z najważniejszych osobistości lubelskiego getta, nazywany „żydowskim królem”.
Dla Żydów dobrowolne i przymusowe migracje były stałym elementem wojennej rzeczywistości, a do większości mieszkańców warszawskiego getta informacje o niemieckich zbrodniach docierały co najwyżej w formie niesprawdzonych pogłosek. Stąd też początkowo niektórzy Żydzi zgłaszali się dobrowolnie na Umschlagplatz, ufając niemieckim obietnicom o „przesiedleniu na Wschód”. W pierwszych dniach akcji zdarzało się nawet, że liczba zgłaszających się dobrowolnie była tak duża, że musiano ich odsyłać z Umschlagplatzu ze względu na brak miejsca w transporcie.
Gdy Żydzi zaczęli coraz częściej unikać wywózki, Niemcy uciekli się do podstępu. 29 lipca w getcie rozlepiono plakaty podpisane przez kierownika ŻSP, które informowały, że osoby zgłaszające się dobrowolnie na Umschlagplatz dostaną po 3 kg chleba i 1 kg marmolady. Wielu zdesperowanych głodem Żydów posłuchało tego wezwania. Niektórzy doszli do wniosku, że pogłoski o mordowaniu deportowanych nie mogą być prawdziwe, gdyż Niemcy nie wydawaliby żywności ludziom skazanym na śmierć. Inni zgłosili się pod wpływem obietnic, że rodziny, które zgłoszą się dobrowolnie, nie będą rozdzielane.

Matka nie chciała pójść bez dziecka. Ojciec nie chciał pójść bez żony itd. A potem wszyscy poszli do wagonu. Ze względu na dzieci setki rodzin poszło na Umschlag.

Niemcy starali się także utrzymać ludność żydowską w przekonaniu, że „wysiedlenie” dotyczy tylko niektórych kategorii osób, przede wszystkim „elementów nieproduktywnych”, takich jak uchodźcy spoza Warszawy czy bezrobotni. Dla rzekomo uprzywilejowanych grup ludności wprowadzono zaświadczenia o zatrudnieniu, które miały chronić przed wywózką do Treblinki. W pierwszych dniach akcji ich uzyskanie było bardzo łatwe, co umocniło w Żydach przekonanie, że deportacja obejmie tylko najsłabszą i najbardziej spauperyzowaną część ludności. Aby zapobiec oporowi lub masowym ucieczkom co pewien czas rozpowszechniano również fałszywe pogłoski, że akcja lada chwilę dobiegnie końca. Tymczasem wraz z jej postępami kolejne kategorie mieszkańców stopniowo traciły swój pozornie uprzywilejowany status. Wydane zaświadczenia były unieważniane lub ich honorowanie zależało od arbitralnych decyzji Niemców i „hiwisów”. W konsekwencji dopiero po pewnym czasie ludność getta zorientowała się, że „wysiedlenie” oznacza śmierć i żadna grupa społeczna nie będzie bezpieczna.

### Żydowskie reakcje i strategie przetrwania

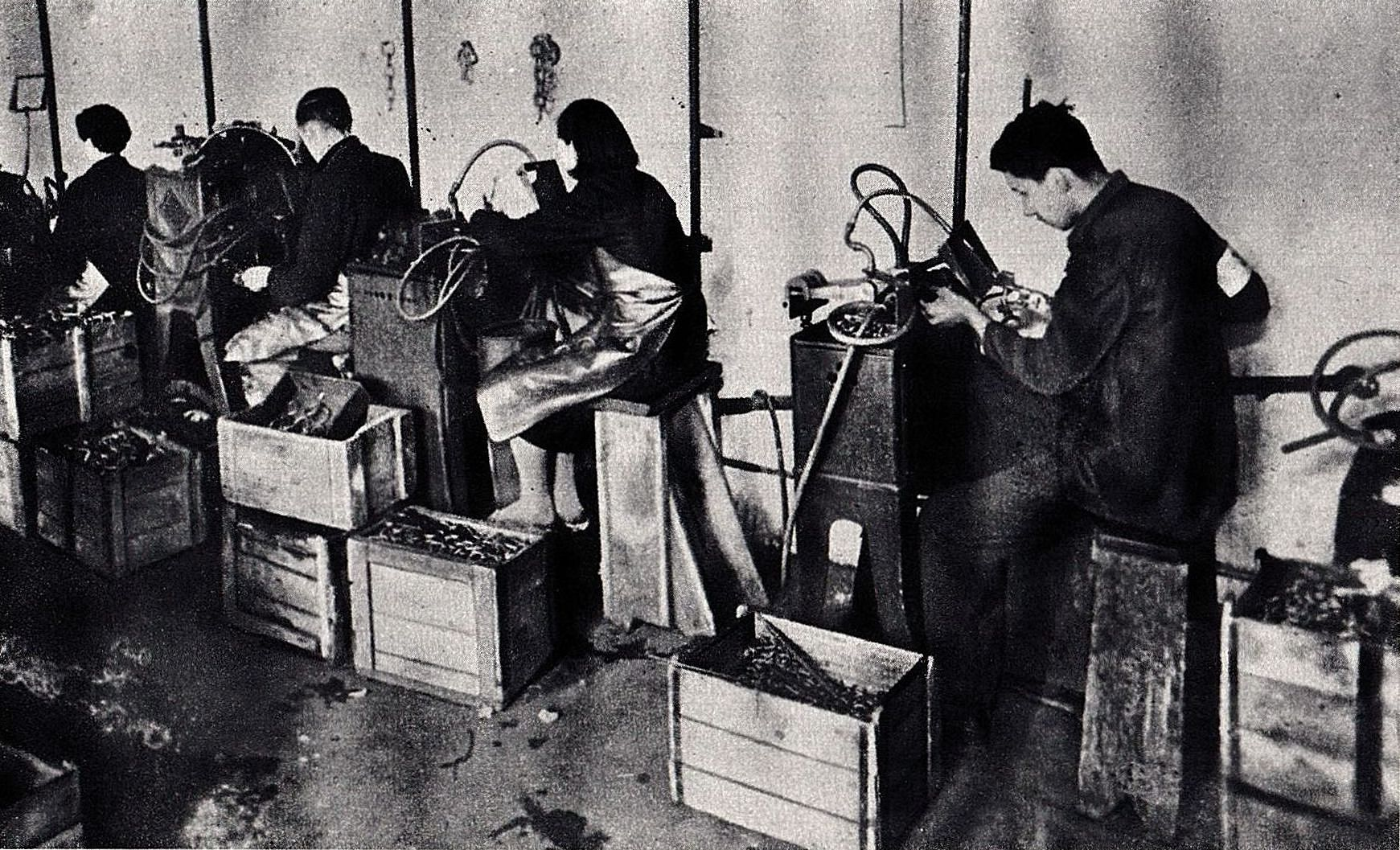
Jeden z szopów w getcie warszawskim. W czasie „Wielkiej Akcji” tysiące Żydów szukały schronienia w takich zakładach

W obliczu śmiertelnego zagrożenia ludność żydowska przyjmowała różne postawy. Niektórzy – wyczerpani psychicznie i fizycznie dwuletnim pobytem w getcie oraz nieustannymi „blokadami” – popełniali samobójstwo lub udawali się dobrowolnie na Umschlagplatz. Przypadki czynnego oporu były bardzo rzadkie.
Wielu mieszkańców getta szukało ocalenia w szopach, których pracownicy byli przejściowo wyłączeni z „wysiedlenia”. W pewnym momencie dawały one zatrudnienie ok. 40 tys. Żydów. Za miejsce pracy w szopie rzemieślnicy i robotnicy płacili pieniędzmi lub narzędziami pracy (np. maszynami do szycia). Także żydowscy właściciele mniejszych warsztatów i zakładów płacili pieniędzmi, kosztownościami lub mieniem – w postaci maszyn, surowców i półfabrykatów – za możliwość przyłączenia swoich przedsiębiorstw do szopów. Dla niemieckich przedsiębiorców, takich jak Walther Többens czy Wilfried Hoffmann, lecz także dla niektórych żydowskich majstrów i „pośredników”, stało się to okazją do ogromnych zarobków. Niektórzy Żydzi zaczęli także na własną rękę organizować „małe szopy” (nierzadko całkowicie fikcyjne) – rzekomo pracujące dla „celów wojennych”. Właściciele niektórych z tych zakładów także korzystali z okazji do zarobku, pobierając łapówki od rodaków poszukujących zaświadczeń o pracy. Przy większych szopach organizowano przedszkola, dzięki czemu robotnicy mogli chwilowo zabezpieczyć przed wywózką swoje dzieci.
W przypadku kategorii pracowników pozornie chronionych – urzędników Judenratu, funkcjonariuszy ŻSP, pracowników szopów itp. – niemieckie obietnice mówiły o wyłączeniu z deportacji ich rodzin. Z tego powodu w czasie „Wielkiej Akcji” zawarto wiele fałszywych małżeństw. Aby przeżyć „selekcję” osoby starsze nierzadko usiłowały charakteryzować się na ludzi młodych i zdolnych do pracy, np. farbując włosy czy stosując makijaż.
Jak się jednak wkrótce okazało, szopy i inne miejsca pracy na dłuższą metę nie zapewniały bezpieczeństwa. Pierwsze niewielkie przedsiębiorstwa uległy likwidacji już na początku sierpnia. Po 14 sierpnia Niemcy przestali honorować zaświadczenia o zatrudnieniu. Dziesięć dni później warszawski Arbeitsamt zatwierdził listę instytucji i przedsiębiorstw działających w getcie i po „stronie aryjskiej”, które miały prawo zatrudniać żydowskich robotników. Limit zatrudnienia wyznaczono na 30 tys. osób. W szopach wielokrotnie przeprowadzano „selekcje”, a nadliczbowych robotników oraz osoby uznane za niezdolne do pracy zabierano na Umschlagplatz. Szczególne nasilenie tych działań nastąpiło w drugiej połowie sierpnia; „blokady” nie ominęły przy tym szopów uznawanych dotąd za „pewne”. Zdarzało się, że wywożono do Treblinki wszystkich bez wyjątku robotników. Podczas jednej tylko „blokady” w szopie Többensa przy ul. Prostej zabrano na śmierć 3,6 tys. osób, w większości kobiety i dzieci. Nawet Wehrmacht i niemieckie przedsiębiorstwa w wielu wypadkach nie były w stanie uchronić swych żydowskich pracowników przed deportacją do Treblinki.
Bardzo wielu Żydów wynajdowało kryjówki i schowki, licząc, że uda się w nich doczekać końca „akcji”. Zjawisko to nasiliło się zwłaszcza po 14 sierpnia, gdy zorientowano się, że zaświadczenia o zatrudnieniu nie gwarantują już bezpieczeństwa. Kryjówki urządzano w piwnicach, na strychach i poddaszach, w odizolowanych pomieszczeniach, a nawet w gruzach po budynkach zburzonych we wrześniu 1939 roku. Do kryjówek niechętnie przyjmowano jednak matki z małymi dziećmi, gdyż obawiano się, że dziecięcy płacz lub zbyt głośne zachowanie mogą zwrócić uwagę łapaczy.
Przed 22 lipca tylko nieliczni Żydzi decydowali się na ucieczkę z getta na „aryjską stronę”. Takie ucieczki były postrzegane przez społeczność getta bardzo negatywnie. Sytuacja zmieniła się po rozpoczęciu „Wielkiej Akcji”. Trudna do określenia liczba Żydów, prawdopodobnie około kilku tysięcy, zdołała wtedy zbiec z getta. Ucieczka wiązała się jednak z dużym ryzykiem. Bramy i mury dzielnicy zamkniętej były pilnie strzeżone przez niemiecką policję i członków wschodnich formacji kolaboracyjnych. Na uciekinierów urządzano po „aryjskiej stronie” obławy – także z udziałem funkcjonariuszy policji granatowej. Poważne zagrożenie stanowili ponadto polscy donosiciele i szmalcownicy.
5 września 1942 roku dowódca SS i Policji w dystrykcie warszawskim SS-Oberführer Ferdinand von Sammern-Frankenegg wydał obwieszczenie, w którym informując, że „w ostatnim czasie większa ilość Żydów wydostała się bez uprawnienia z dla nich przeznaczonej dzielnicy”, przypomniał, że zarówno uciekinierzy, jak i osoby udzielające im pomocy w jakiejkolwiek formie, będą karani śmiercią.

### Rola Żydowskiej Służby Porządkowej

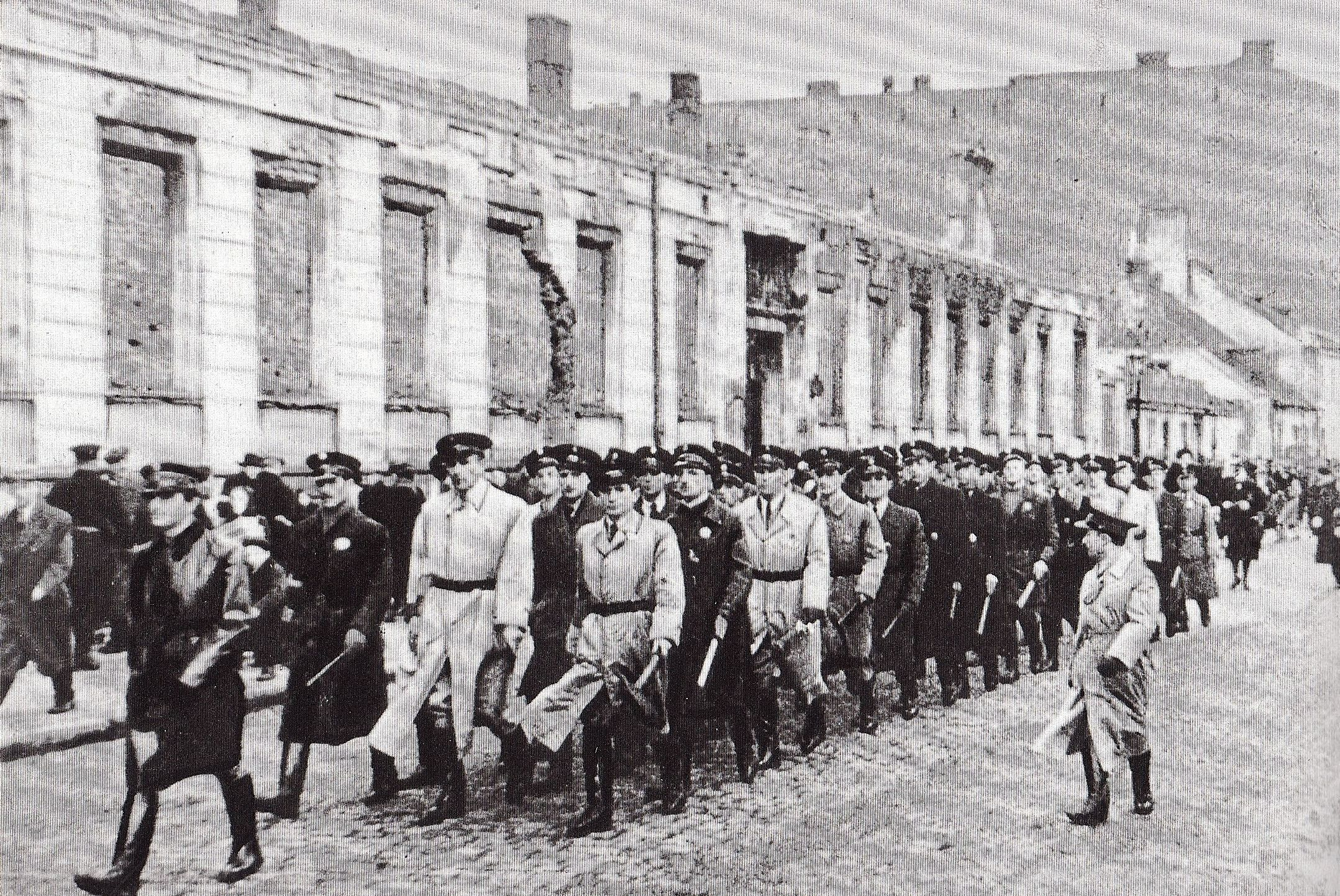
Oddział Żydowskiej Służby Porządkowej maszerujący ulicą Grzybowską

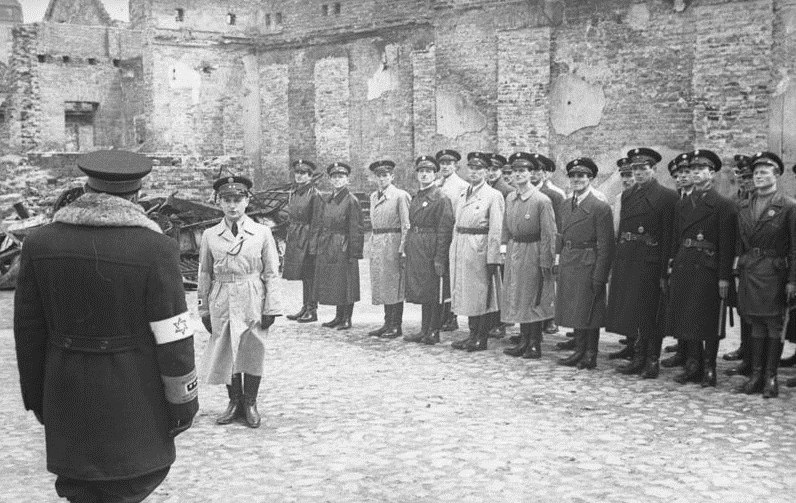
Józef Szeryński (stojący tyłem) odbierający meldunek Jakuba Lejkina

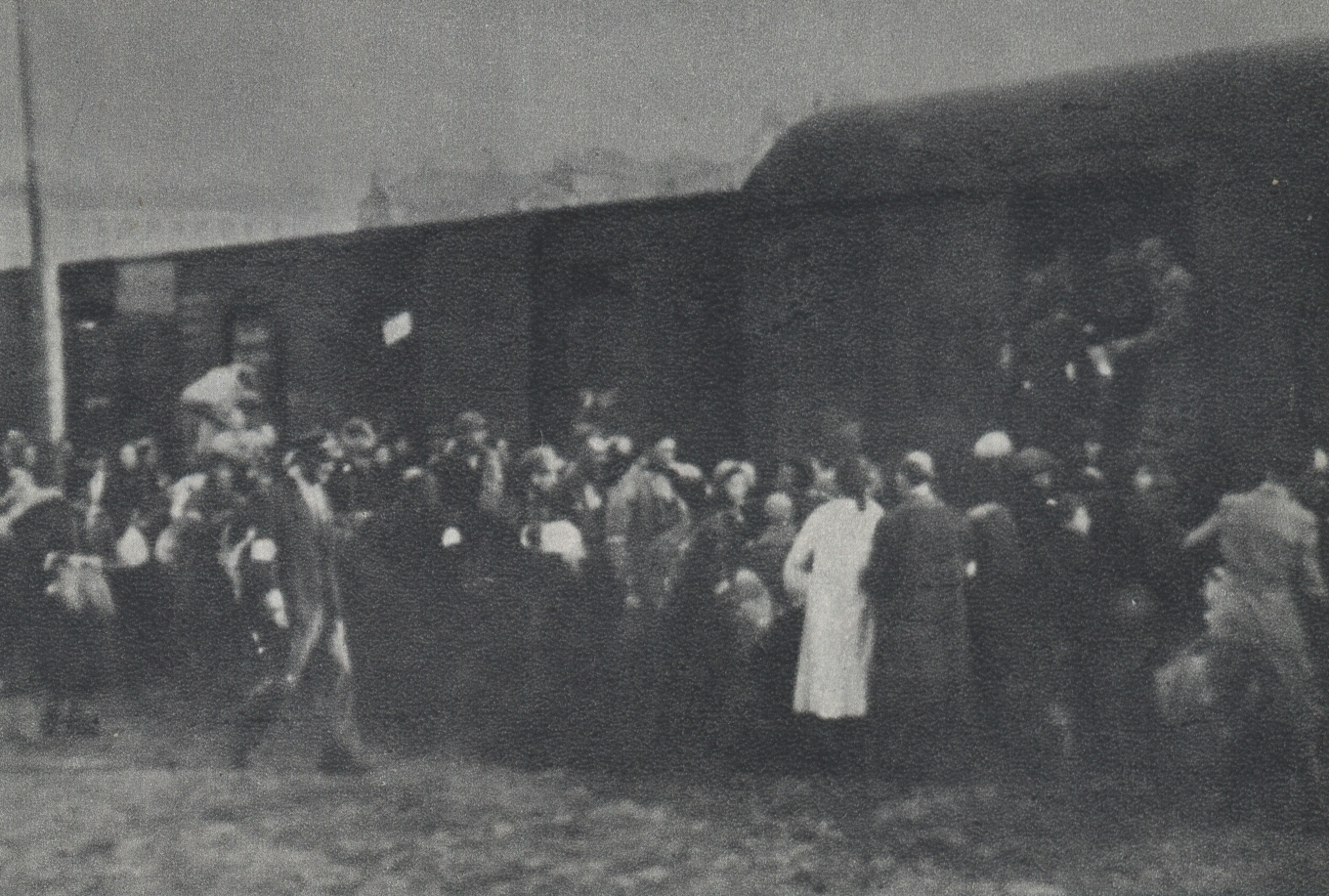
Żydzi zmuszani do wejścia do wagonów na Umschlagplatzu. Na pierwszym planie z lewej widoczny funkcjonariusz ŻSP

Prawdopodobnie już w pierwszym dniu „Wielkiej Akcji” z więzienia na Pawiaku został zwolniony Józef Szeryński – komendant Żydowskiej Służby Porządkowej, którego aresztowano w maju 1942 roku pod zarzutem ukrycia po „aryjskiej stronie” futer należących do jego żony. Szeryński został mianowany nadkierownikiem ŻSP i „pełnomocnikiem ds. wysiedlenia”. Niemniej jego faktyczna pozycja w szeregach ŻSP nie była już tak silna, jak przed aresztowaniem, gdyż władzą musiał się dzielić z Jakubem Lejkinem („kierownikiem technicznym”) oraz Mieczysławem Szmerlingiem (kierownikiem Umschlagplatzu).
W pierwszym tygodniu „Wielkiej Akcji” Niemcy i ich wschodni kolaboranci zwykle trzymali się na uboczu, a zadanie dostarczania codziennego kontyngentu „wysiedleńców” na Umschlagplatz powierzyli funkcjonariuszom ŻSP. W zamian ci ostatni otrzymali zaświadczenia, które miały chronić zarówno ich, jak i członków ich rodzin przed deportacją do Treblinki. W przeprowadzaniu „blokad” funkcjonariuszom ŻSP pomagali członkowie Żydowskiego Pogotowia Ratunkowego, a także oddelegowani urzędnicy Judenratu. Na Umschlagplatzu funkcjonowała specjalna grupa „ładowaczy”, dowodzona przez podobwodowego Mieczysława Brzezińskiego, której zadaniem było wpędzanie ludzi do wagonów i obliczanie ilu Żydów wywieziono danego dnia do Treblinki.
Począwszy od 29 lipca, prawdopodobnie w związku z rosnącymi trudnościami w kompletowaniu kontyngentów, Niemcy i „hiwisi” zaczęli w większym zakresie uczestniczyć w „blokadach”. Głównym zadaniem ŻSP stało się odtąd eskortowanie złapanych Żydów na Umschlagplatz. Nie było to jednak regułą. W połowie sierpnia Jakub Lejkin, działając z rozkazu Niemców, zarządził, iż każdy funkcjonariusz ŻSP musi codziennie dostarczyć pięć osób na Umschlagplatz. Za niewykonanie tego rozkazu grozić miały rozstrzelanie lub deportacja do Treblinki – wraz z rodziną. 19–24 sierpnia, gdy Niemcy byli zajęci likwidacją gett w miejscowościach podwarszawskich, ŻSP ponownie organizowała samodzielne „blokady”.
Postępowanie żydowskich policjantów nie było jednolite. Nieustalona ich liczba porzuciła służbę, nie chcąc pomagać Niemcom w zagładzie swego narodu. Według Abrahama Lewina ośmiu funkcjonariuszy miało popełnić samobójstwo w pierwszym tygodniu „Wielkiej Akcji”. Niektórzy pozostali w szeregach ŻSP, starali się jednak sabotować niemieckie zarządzenia, a nawet bezinteresownie pomagali w ucieczkach z Umschlagplatzu. Pewna ich liczba, być może nawet około 20–30, została z tego powodu zabita przez Niemców.
Większość funkcjonariuszy sumiennie, a wręcz gorliwie wykonywała jednak rozkazy Niemców, wierząc, że w ten sposób uratują siebie i najbliższych. W czasie akcji przylgnęło do nich określenie „jamniki”, gdyż potrafili bardzo skutecznie odnajdywać schowki i kryjówki, w których kryli się inni Żydzi. Wielu policjantów uległo daleko posuniętej demoralizacji. Z relacji świadków wynika, że w czasie „blokad” i obław często postępowali ze skrajną brutalnością. Udział w „wysiedleniu” wykorzystywali także do osobistego bogacenia się, szabrując opustoszałe mieszkania, wymuszając łapówki w zamian za zwolnienie z Umschlagplatzu lub po wygórowanych cenach sprzedając chleb oczekującym na transport ludziom. Zdarzało się nawet, że wymuszali na kobietach i dziewczętach stosunki seksualne, obiecując zwolnienie z Umschlagplatzu. Gdy narzucono limit pięciu osób, które muszą zostać codziennie sprowadzone na Umschlagplatz, policjanci zaczęli urządzać „polowania na ludzi”, a także „handlowali” między sobą schwytanymi osobami. Z bezwzględności, okrucieństwa i łapówkarstwa zasłynął w szczególności kierownik Umschlagplatzu Mieczysław Szmerling.
W konsekwencji ŻSP stała się najbardziej znienawidzoną organizacją w getcie warszawskim.

### Eksterminacja warszawskich Żydów w Treblince

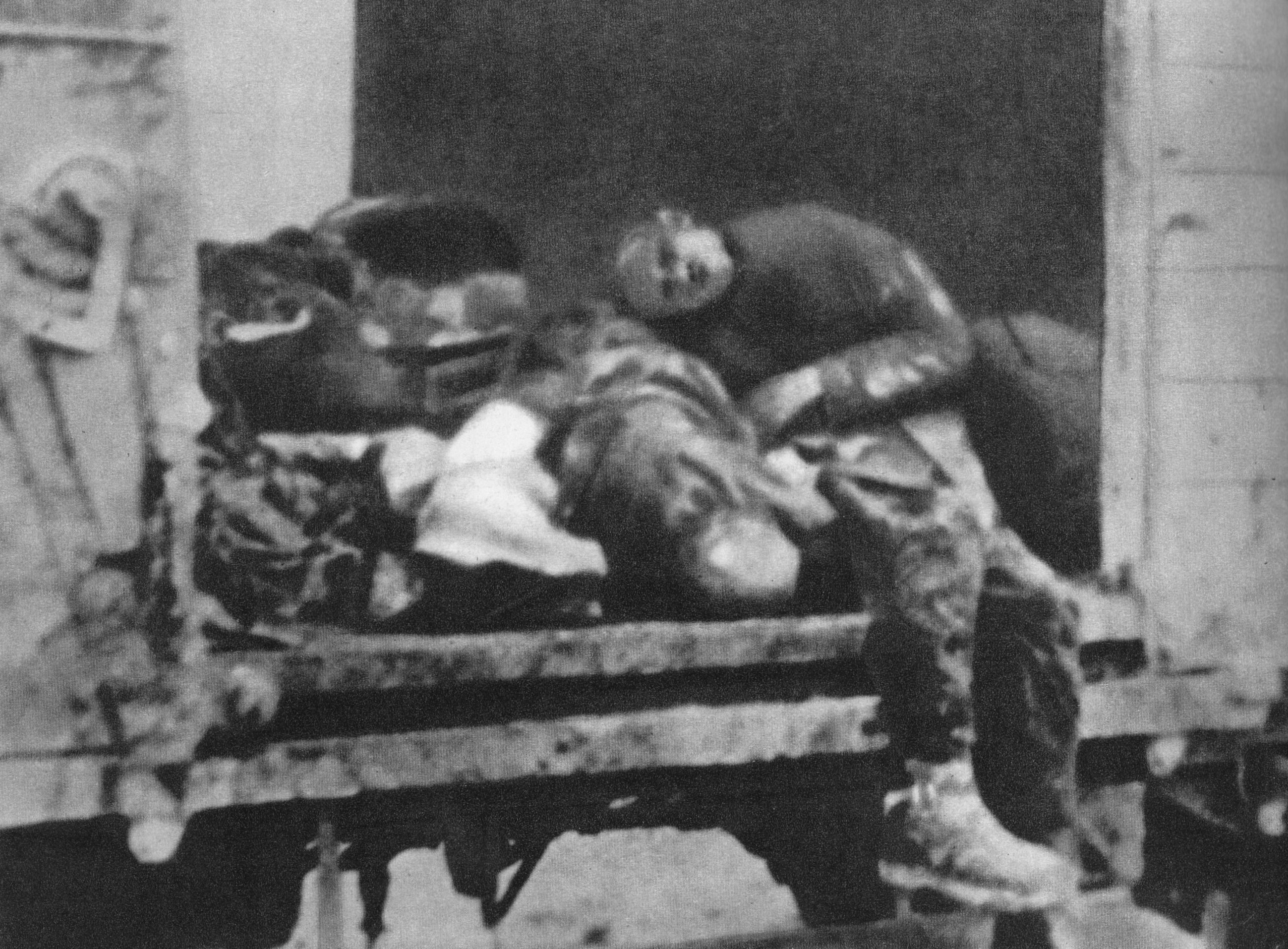
Zwłoki Żydów zmarłych w czasie podróży pociągiem z getta warszawskiego do obozu zagłady w Treblince, sierpień 1942 roku

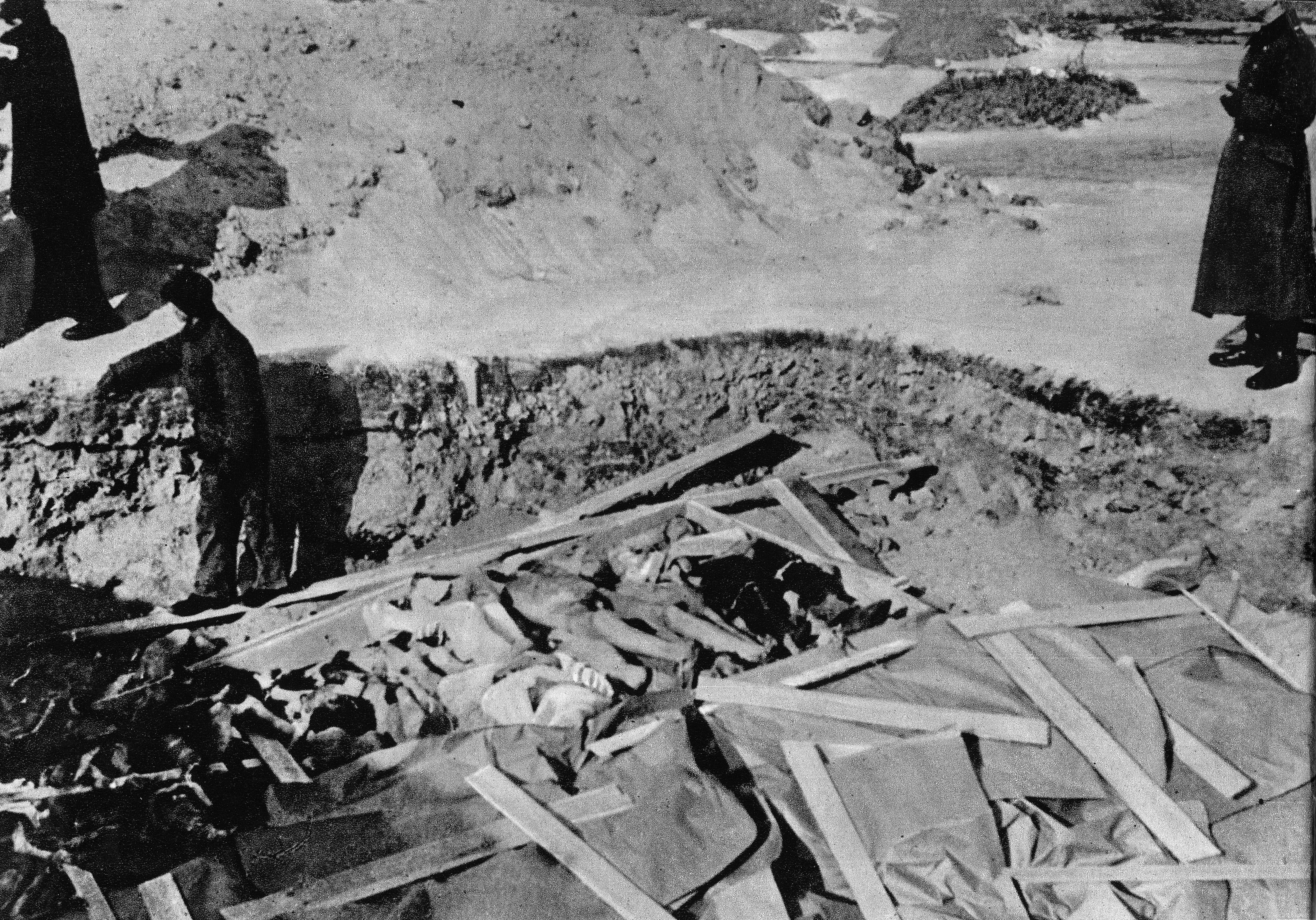
Obóz zagłady w Treblince, otwarty masowy grób z ciałami ofiar pogrzebanych w 1942 roku; fotografia niemiecka z 1943 roku

Pierwszy transport z Warszawy przybył do obozu zagłady w Treblince 23 lipca 1942 roku, a więc dzień po rozpoczęciu „Wielkiej Akcji”.
Podróż do Treblinki warszawscy Żydzi odbywali w wagonach towarowych. Były one pozbawione jakichkolwiek urządzeń sanitarnych. „Wysiedleńcy” nie otrzymywali też wody i żywności. Do wagonów, które zdolne były pomieścić 60–70 ludzi, wpędzano nawet do 150 osób. „Pociągi specjalne” poruszały się poza oficjalnym rozkładem, stąd często musiały zatrzymywać się na bocznicach i peryferyjnych stacjach, aby ustąpić miejsca transportom wojskowym i pociągom osobowym. W rezultacie czas podróży do Treblinki nierzadko przekraczał dobę lub dwie, a zamknięci w wagonach Żydzi masowo umierali z powodu pragnienia, wyczerpania i braku powietrza. W miesiącach letnich 1942 roku, gdy do Treblinki docierały transporty z Warszawy, w niektórych wagonach znajdowano więcej zwłok niż osób żyjących.
Po przybyciu do obozu Żydów brutalnie wypędzano z wagonów, a następnie – w akompaniamencie nieustannych krzyków oraz ciosów pejczami i kolbami – zmuszano do porzucenia bagażu, rozebrania się do naga i udania się biegiem do komór gazowych. Z prowadzonych na śmierć transportów wyłączano jedynie niewielką liczbę mężczyzn, których następnie zmuszano do pracy, m.in. przy sortowaniu zagrabionego mienia, czyszczeniu komór gazowych i przenoszeniu zwłok do masowych grobów. Więźniowie musieli pracować w morderczym tempie, podczas gdy Niemcy i wachmani maltretowali ich i zabijali pod byle pretekstem. Podczas codziennych apeli przeprowadzano selekcje, skazując na śmierć wszystkich Żydów, którzy zdradzali najdrobniejsze oznaki choroby lub wyczerpania.
Ambicją komendanta Treblinki, Irmfrieda Eberla, było, aby jego obóz przewyższył wszystkie inne ośrodki zagłady pod względem liczby zamordowanych Żydów. Nie zważając na jego ograniczone „zdolności absorpcyjne”, domagał się przysyłania wciąż nowych transportów z ofiarami. Skutki takiego postępowania okazały się katastrofalne. Personel obozu nie nadążał z likwidacją przyjeżdżających transportów, więc pociągi przez długi czas oczekiwały na stacji w Treblince lub na stacjach pośrednich, a zamknięci w wagonach Żydzi masowo umierali na skutek pragnienia i braku powietrza. W dodatku komory gazowe działały zbyt wolno z powodu problemów technicznych i braku doświadczenia personelu. Wobec ich niskiej wydajności i zawodności całe transporty musiały być rozstrzeliwane już w strefie przyjęć. Żydowscy więźniowie nie nadążali z grzebaniem ofiar, stąd obóz był zasłany tysiącami zwłok. Usiane były nimi także pobocza prowadzących do niego torów kolejowych. Zwłoki błyskawicznie rozkładały się w letnim upale, co powodowało trudny do zniesienia i wyczuwalny w całej okolicy odór. W tych okolicznościach niemożliwe było zachowanie ludobójstwa w tajemnicy, a w docierających do Treblinki transportach wybuchała panika, przeradzająca się nierzadko w próby ucieczek lub oporu. Niemożliwe stało się również właściwe zabezpieczenie i wywóz zagrabionego mienia.
Sytuacja w Treblince zaalarmowała przełożonych Eberla. 19 sierpnia 1942 roku wstępną inspekcję przeprowadzili tam inspektor obozów zagłady akcji „Reinhardt” Christian Wirth i jego adiutant Josef Oberhauser. Niedługo później do Treblinki udał się osobiście SS-Brigadeführer Odilo Globocnik. Zorientowawszy się w sytuacji, natychmiast odwołał Eberla ze stanowiska komendanta, powierzając jednocześnie Wirthowi zadanie opanowania sytuacji w obozie. 28 sierpnia przejściowo wstrzymano transporty do Treblinki.
Witrh spędził w obozie trzy tygodnie, dokonując jego gruntownej reorganizacji. Po jej zakończeniu przekazał dowodzenie SS-Obersturmführerowi Franzowi Stanglowi, uprzednio komendantowi ośrodka zagłady w Sobiborze. W międzyczasie, 3 września, wznowiono transporty do Treblinki. Pierwszy „pociąg specjalny” z Warszawy przybył do obozu następnego dnia.

### Funkcjonowanie getta w czasie „Wielkiej Akcji”

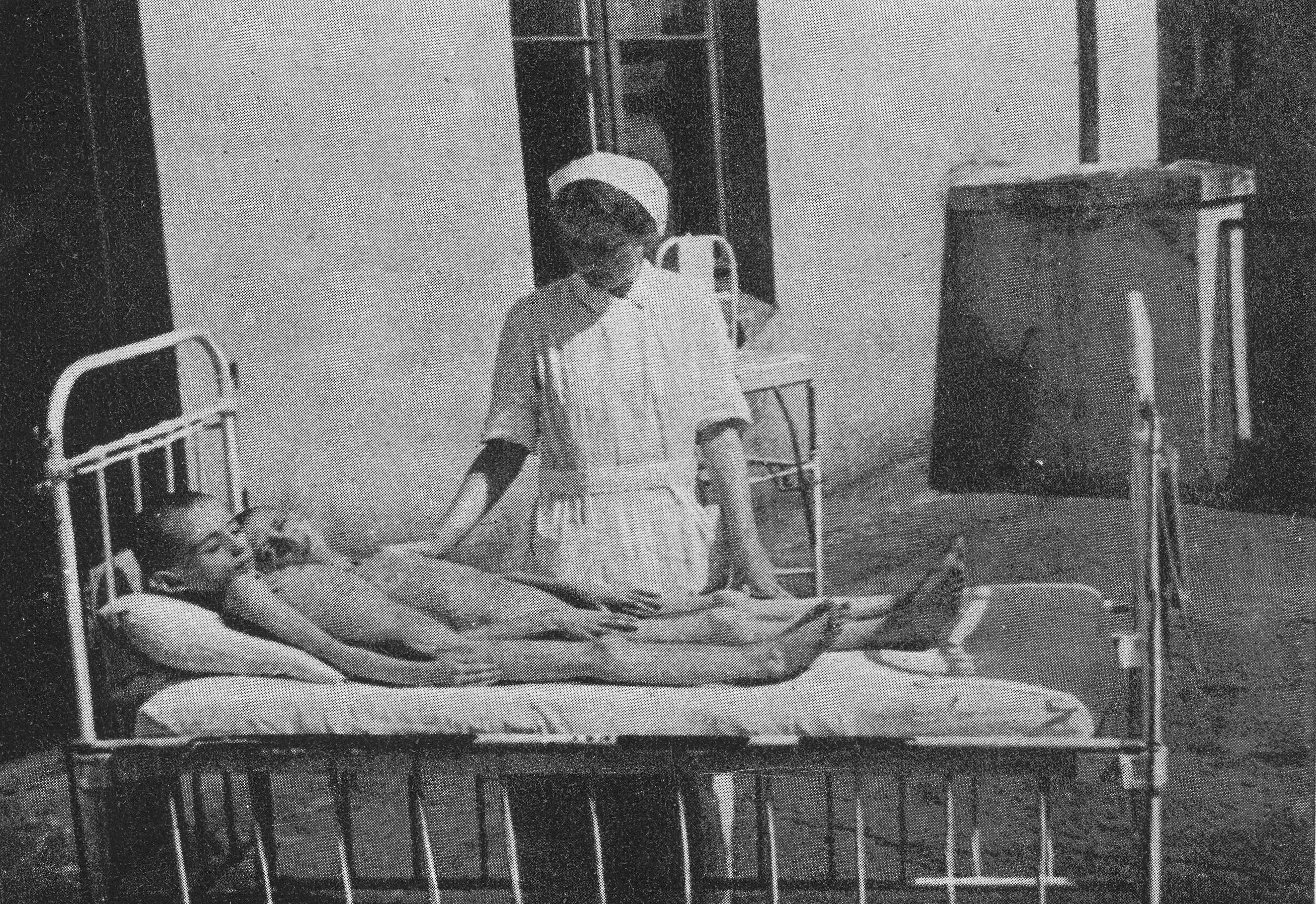
Wyniszczone głodem dzieci w Szpitalu Dziecięcym Bersohnów i Baumanów. W czasie „Wielkiej Akcji” ponieśli śmierć pacjenci i znaczna liczba pracowników szpitala

Wywózkom do Treblinki towarzyszyły zakrojone na szeroką skalę migracje i przesiedlenia wewnątrz getta. Były one konsekwencją drastycznego zmniejszenia jego powierzchni. 9–10 sierpnia likwidacji uległo „małe getto”, a jego ludność zmuszono, aby przeniosła się do „dużego getta”. Siedziba Judenratu została wtedy przeniesiona z ul. Grzybowskiej 26/28 do budynku dawnych Koszar Wołyńskich przy ul. Zamenhofa 19, dotychczasowej siedziby Biura Przyjmowania Przesyłek Pocztowych. 13 sierpnia ogłoszono, że z getta zostaną wyłączone tereny między ulicami Chłodną i Leszno. Dwa dni później obwieszczono natomiast zarządzenie w sprawie opróżnienia wielu budynków mieszkalnych na potrzeby pracowników szopów. „Wewnętrzne przesiedlenia” pomagały Niemcom osiągnąć dwa cele. Po pierwsze, odwracały uwagę Żydów od trwających deportacji do Treblinki. Po drugie, poprzez danie mieszkańcom bardzo krótkiego czasu na wyprowadzkę, zmuszano ich do porzucenia całości lub większości dobytku.
W czasie „Wielkiej Akcji” głód przybrał wręcz „rozmiary nieporównywalne z najgorszymi okresami w historii getta”. Niemal całkowicie ustał bowiem szmugiel. Robotnicy otrzymywali jednak przydziałową zupę w szopach, a w sklepach nadal honorowano kartki żywnościowe. W szopach powstały ponadto specjalne sklepy dla pracujących, jednakże ceny były tam bardzo wysokie. Na czarnym rynku cena chleba, wynosząca przed akcją 10 złotych za kilogram, wzrosła na początku sierpnia do 100 złotych za bochenek, aczkolwiek pod koniec tegoż miesiąca spadła do 35 złotych. W najtrudniejszej sytuacji znajdowały się osoby, które ukrywały się, gdyż nie posiadały dokumentów chroniących przed wysiedleniem. Były one zmuszone korzystać ze zgromadzonych wcześniej zapasów lub szabrować opustoszałe mieszkania. W niektórych wypadkach nie posiadały nawet dostępu do wody pitnej.
Niemal do końca akcji Niemcy zezwalali na funkcjonowanie obu żydowskich szpitali:
- Szpital Dziecięcy Bersohnów i Baumanów został 10–12 sierpnia przeniesiony z ul. Siennej w „małym getcie” do budynku przy ul. Żelaznej 86/88 róg ul. Leszno w „dużym getcie”, gdzie dotąd mieściła się jego filia[275]. 13 sierpnia został jednak ponownie przeniesiony – tym razem do sąsiadujących z Umschlagplatzem budynków przy ul. Stawki 6/8[276].
- oddziały wewnętrzne i zakaźne Szpitala na Czystem usunięto na początku „Wielkiej Akcji” z budynków przy ul. Stawki 6/8. Zostały przeniesione częściowo do gmachu przy ul. Leszno 1, a częściowo do filii Szpitala Dziecięcego na rogu Żelaznej i Leszna[277]. Wtedy też dokonano pierwszej redukcji personelu[278]. 13 sierpnia oddziały przeniesiono z powrotem na Stawki – wraz z pacjentami i personelem Szpitala Dziecięcego[155]. Obok placówki utworzono wtedy niewielkie ambulatorium, w którym udzielano doraźnej pomocy chorym i rannym z Umschlagplatzu. Dzięki sąsiedztwu szpitala i ambulatorium oraz odważnej postawie ich personelu udało się uchronić pewną liczbę Żydów przed wywózką do Treblinki. Zdarzało się, że w ambulatorium łamano kończyny wybranym osobom, by jako niezdolne do pracy ewakuować je następnie z Umschlagplatzu. Otaczano także opieką porzucone niemowlęta, których rodziców wywieziono do Treblinki[279][280].
- przy ul. Leszno 1 były ulokowane oddziały chirurgiczny i laryngologiczny Szpitala na Czystem. W czasie akcji ich personel udzielał pomocy m.in. osobom postrzelonym na ulicach getta[281]. Pracownicy szpitala uzyskali także zgodę na dostarczanie wody ludziom, którzy oczekiwali na Umschlagplatzu. Przy tej okazji szpitalnemu personelowi udało się stamtąd wydostać pewną liczbę Żydów – przede wszystkim lekarzy i pielęgniarki. Ubranych w lekarskie kitle i opaski wywożono potajemnie szpitalną karetką, która kursowała między Lesznem a Stawkami[282][283]. 6 września pacjentów przeniesiono do gmachów przy ul. Stawki 6/8. Od tej pory Szpital na Czystem i Szpital Dziecięcy Bersohnów i Baumanów stanowiły de facto jeden organizm[284].

W czasie akcji szopy i warsztaty nie przerwały działalności, a ich produkcję nadal wywożono z getta. Ponadto żydowscy robotnicy wciąż byli kierowani do pracy na „placówkach” poza gettem. Co prawda po rozpoczęciu „Wielkiej Akcji” zabroniono zatrudniania nowych robotników na „placówkach”, jednakże dotychczas zatrudnieni, w liczbie 7,6 tys., byli przez wiele tygodni chronieni przed „wysiedleniem”. Dzięki nim sytuacja aprowizacyjna w getcie po pewnym czasie nieco się poprawiła, gdyż pracując poza terenem getta byli w stanie nabywać i przemycać żywność. Na początku września SS-Untersturmführer Karl Georg Brandt osobiście dokonał jednak selekcji „placówkarzy”, którzy wracali do getta przez bramę na rogu ulic Leszno i Żelaznej. Znaczną ich liczbę skierował wtedy bezpośrednio na Umschlagplatz.
15 sierpnia przestały kursować „aryjskie” tramwaje, które dotąd przejeżdżały „tranzytem” przez getto. Po jego ulicach nadal poruszały się jednak tramwaje konne oraz riksze. Niemcy, „hiwisi” oraz funkcjonariusze ŻSP wykorzystywali je do transportu schwytanych Żydów na Umschlagplatz.
W czasie „Wielkiej Akcji” w getcie bez przeszkód działały telefony.
W przededniu akcji w getcie czynne były dwa rzymskokatolickie kościoły: kościół Wszystkich Świętych przy pl. Grzybowskim oraz kościół Narodzenia Najświętszej Maryi Panny przy ul. Leszno. Uczęszczali do nich Żydzi-konwertyci. 21 lub 22 lipca Niemcy rozkazali pełniącym tam posługę księżom opuścić getto. Konwertyci podzielili natomiast los pozostałych Żydów.
Latem 1942 roku miały miejsce ataki sowieckiego lotnictwa na Warszawę. Podczas nalotu w nocy z 1 na 2 września niektóre bomby spadły na teren getta. Wiele budynków zostało uszkodzonych, a nieustalona liczba Żydów zginęła lub odniosła rany. Niemniej wielu Żydów przyjęło sowieckie naloty z zadowoleniem, interpretując je jako odwet za „Wielką Akcję”. W rzeczywistości pomiędzy tymi wydarzeniami nie było żadnego związku. Z drugiej strony, według niektórych źródeł konspiracyjnych sowieckie naloty przełożyły się na wzrost nastrojów antysemickich wśród mieszkańców Warszawy.

### „Kocioł na Miłej” i zakończenie akcji
5 września w getcie rozplakatowano obwieszczenie podpisane przez „Radę Żydowską w Warszawie”, które nakazywało wszystkim Żydom, by do 6 września do godziny 10:00 stawili się celem rejestracji na obszarze zamkniętym ulicami: Smoczą, Gęsią, Zamenhofa, Szczęśliwą i pl. Parysowskim. Polecono im zabrać ze sobą żywność na dwa dni oraz naczynia do picia. W obwieszczeniu znalazła się jednocześnie groźba, że każdy Żyd, który po upływie wskazanego terminu zostanie odnaleziony poza wyznaczoną strefą, zostanie rozstrzelany. Po opublikowaniu tego obwieszczenia ludność żydowską ogarnęła panika, gdyż obawiano się, że jest to wstęp do wywózki wszystkich mieszkańców getta.
W ten sposób rozpoczął się ostatni etap „Wielkiej Akcji”, który przeszedł do historii jako „kocioł na Miłej”. Wszystkim szopom i przedsiębiorstwom, a także instytucjom wyznaczono limity zatrudnienia. Niemcy zdecydowali, że w getcie może pozostać tylko 32 tys. Żydów. Kierownicy przedsiębiorstw i instytucji otrzymali więc 32 tys. „numerków na życie”, które musieli rozdysponować pomiędzy swoimi pracownikami. Osoby, które nie otrzymały numerków, miały zostać wywiezione do Treblinki. Od 6 do 11 września mieszkańcy getta byli poddawani „selekcji”. Dla pracowników szopów, niemieckich przedsiębiorstw oraz „placówkarzy” jako punkt zborny wyznaczono zbieg ulic Wołyńskiej i Lubeckiego, podczas gdy dla pracowników Judenratu, ŻSP, Werterfassungsstelle oraz warsztatów SS był to niewielki plac u zbiegu ulic Zamenhofa i Gęsiej. W czasie „selekcji” brutalnie rozdzielano rodziny. Doprowadzeni do ostateczności ludzie przyjmowali różne postawy. Niektórzy, uznani za zdolnych do pracy, porzucali dzieci i współmałżonków. Inni rezygnowali z szansy na ocalenie, by razem ze swoimi najbliższymi udać się do Treblinki. Rodzice usiłowali ratować dzieci, usypiając je i chowając w plecakach.
Ostatecznie w wyniku sześciodniowego „kotła” Niemcy wywieźli do Treblinki 54 269 Żydów, a kolejnych 2648 zamordowali na terenie getta.
W czasie „kotła” nie oszczędzono szpitali. 6 września Niemcy rozkazali, aby chorzy z oddziałów chirurgicznego i laryngologicznego Szpitala na Czystem zostali przeniesieni do budynków przy ul. Stawki 6/8, gdzie mieściły się już jego oddziały zakaźny i wewnętrzny oraz Szpital Dziecięcy Bersohnów i Baumanów. Personel wszystkich szpitali musiał natomiast stawić się pod siedzibą Judenratu przy ul. Zamenhofa 19, gdzie SS-Untersturmführer Karl Georg Brandt osobiście przeprowadził „selekcję”. Spośród około 500 pracowników szpitali oraz członków ich rodzin tylko około 200 otrzymało „numerki na życie”. 10 września zabrano na Umschlagplatz pierwszych 156 pacjentów. Dwa dni później nastąpiła ostateczna likwidacja szpitala na Stawkach. Do Treblinki wywieziono wtedy około 900–950 pacjentów i około 50 pracowników. Niektórzy z lekarzy dobrowolnie udali się do Treblinki, nie chcąc opuszczać swoich pacjentów. Deportacji lub śmierci z rąk „hiwisów” uniknęli najmłodsi pacjenci, którym lekarki: Adina Blady-Szwajger i Anna Margolisowa podały wcześniej śmiertelną dawkę morfiny.
Iluzoryczne okazały się gwarancje bezpieczeństwa, które Niemcy złożyli funkcjonariuszom ŻSP. Na początku „Wielkiej Akcji” w szeregach tej formacji służyło około 2,5 tys. funkcjonariuszy. W czasie „kotła” policjantom, pracownikom personelu pomocniczego ŻSP, a także członkom ich rodzin przydzielono jednak zaledwie 500 „numerków na życie”. Pewna liczba zredukowanych funkcjonariuszy została robotnikami przymusowymi. Trzydziestu skierowano do pracy w warsztatach Ostbahn na Pradze, a pięćdziesięciu skoszarowano wraz z żonami w warsztatach Tramwajów Miejskich przy ul. Młynarskiej. Resztę byłych policjantów podzielono na dwie grupy i osadzono wraz z rodzinami w tzw. blokach policyjnych przy ulicach Lubeckiego i Ostrowskiej. Mieszkańców tego pierwszego wkrótce wywieziono do Treblinki.
12 września z Warszawy wyjechali Hermann Höfle oraz członkowie „lubelskiego” sztabu wysiedleńczego. Do biur Befehlstelle przy ul. Żelaznej 103 przenieśli się wtedy funkcjonariusze ze sztabu „warszawskiego”, dotąd kwaterujący przy ul. Ogrodowej 17. Od tego czasu Niemcy zasadniczo zaprzestali organizowania „blokad” i transportów do Treblinki. Na Umschlagplatz trafiali teraz przede wszystkim Żydzi schwytani po „aryjskiej stronie” lub zatrzymani przez Niemców na ulicach getta.
21 września, w dniu żydowskiego święta Jom Kipur, Niemcy w obecności Lejkina i Szmerlinga przeprowadzili blokadę „bloku policyjnego” przy ul. Ostrowskiej, w którym mieszkała ostatnia grupa zredukowanych funkcjonariuszy ŻSP wraz z rodzinami. Tego dnia z Umschlagplatzu odjechał ostatni transport do Treblinki, liczący 2196 osób. Znalazły się w nim m.in. rodziny byłych policjantów. Ich samych wywieziono nieco później do obozu koncentracyjnego na Majdanku.
24 września Brandt poinformował warszawski Judenrat, że „wysiedlenie” dobiegło końca.
Mimo formalnego zakończenia akcji na Umschlagplatzu nadal przetrzymywano kilkuset Żydów, wśród nich także kobiety i dzieci. Zwolniono ich dopiero 22 listopada.

### Kalendarium deportacji
W monografii Getto warszawskie. Przewodnik po nieistniejącym mieście wskazano następujące daty i liczebność transportów, które latem 1942 roku odjechały z Umschlagplatzu do Treblinki:
| Data           | Liczba wywiezionych | Dodatkowe informacje |
| -------------- | ------------------- | --- |
| 22 lipca       | 6250                | Żebracy, uchodźcy, więźniowie aresztu przy ul. Gęsiej. |
| 23 lipca       | 7200                | Uchodźcy, więźniowie aresztu przy ul. Gęsiej, ofiary „blokad” na ulicach Miłej, Muranowskiej 42 i 44 oraz Zamenhofa. |
| 24 lipca       | 7400                | M.in. ofiary „blokad” na ulicach Karmelickiej, Nowolipie 25, Nalewki 17–29 i Ogrodowej 29. |
| 25 lipca       | 7350                | M.in. ofiary „blokad” na odcinku Nowolipek za Karmelicką. |
| 26 lipca       | 6400                | M.in. ofiary „blokad” na ulicach Solnej 6, Nowolipie 10 i 12 i Nowolipki 57. |
| 27 lipca       | 6320                | M.in. ofiary „blokad” na ulicach Smoczej, Ogrodowej 29 i Miłej 56. |
| 28 lipca       | 5020                | M.in. ofiary „blokad” na ulicach Nowolipie, Smoczej i Waliców 6. |
| 29 lipca       | 5480                | M.in. ofiary „blokad” na ulicach Kupieckiej i Nowolipki. |
| 30 lipca       | 6430                | M.in. ofiary „blokad” na ulicach Ogrodowej 29 i 31, Waliców i Grzybowskiej, dzieci z sierocińca przy ul. Ogrodowej 27. Około 1,5 tys. osób stawiło się dobrowolnie na Umschlagplatzu.                                                                             |
| 31 lipca       | 6756                | M.in. ofiary „blokad” na ulicach Ogrodowej 31 i Nowolipki 52. Około 750 osób stawiło się dobrowolnie na Umschlagplatzu. |
| 1 sierpnia     | 6220                | M.in. ofiary „blokad” na ulicach Dzielnej, Nowolipie 20 i 22 i Nowolipki 25. |
| 2 sierpnia     | 6276                | M.in. ofiary „blokad” na ulicach Rynkowej 1 oraz w domach na rogu Leszna i Solnej. |
| 3 sierpnia     | 6458                | M.in. ofiary „blokad” na ulicach Gęsiej, Pawiej, Smoczej i Lubeckiego. Około 3 tys. osób stawiło się dobrowolnie na Umschlagplatzu. |
| 4 sierpnia     | 6568                | M.in. ofiary „blokad” na ulicach Muranowskiej 38, 40, 42, Nowolipki 45, Gęsiej, Zamenhofa oraz w „małym getcie”. |
| 5 sierpnia     | 6623                | Prawdopodobnie tego dnia deportowano m.in. pracowników i wychowanków Domu Sierot, w tym Janusza Korczaka i Stefanię Wilczyńską. W tym samym transporcie wywieziono także pracowników i wychowanków internatów z ulic Twardej 77 i Śliskiej 28.                    |
| 6 sierpnia     | 10 085              | M.in. ofiary „blokad” przy ul. Nowolipki 10, 23, 25 oraz „selekcji” w biurach Centosu przy ul. Leszno 2. |
| 7 sierpnia     | 10 672              | M.in. wychowankowie i pracownicy internatów przy ul. Wolność 12/14 i Mylnej 18, ofiary „blokad” na ulicach Miłej i Lubeckiego oraz „selekcji” w szopie Landaua przy ul. Gęsiej 30.                                                                                |
| 8 sierpnia     | 7304                | M.in. ofiary „blokad” na ulicach Siennej i Żelaznej. |
| 9 sierpnia     | 6292                | M.in. ofiary „blokad” w różnych punktach „dużego getta”. |
| 10 sierpnia    | 2158                | M.in. ofiary „blokad” na ul. Chłodnej oraz w szkole pielęgniarskiej przy ul. Mariańskiej. |
| 11 sierpnia    | 7725                | M.in. ofiary „blokad” na ulicach Bonifraterskiej, Chłodnej, Franciszkańskiej, Muranowskiej i Nalewki. |
| 12 sierpnia    | 4688                | M.in. ofiary „blokady” w szopie Landaua przy ul. Gęsiej 30. |
| 13 sierpnia    | 4313                | M.in. ofiary „blokad” przy ul. Leszno 15 oraz w szopie Többensa przy ul. Prostej. |
| 14 sierpnia    | 5168                | M.in. ofiary „blokad” na ul. Karmelickiej oraz w szopie Schultza przy ul. Nowolipie. |
| 15 sierpnia    | 3633                | |
| 16 sierpnia    | 4095                | M.in. ofiary „selekcji” w siedzibie Judenratu oraz na „placówce” przy Umschlagplatzu. W transporcie tym wywieziono m.in. rodzinę Władysława Szpilmana. |
| 17 sierpnia    | 4160                | M.in. ofiary „blokady” przy ul. Leszno 25. |
| 18 sierpnia    | 3976                | M.in. ofiary „selekcji” w szopie szczotkarzy przy ul. Świętojerskiej. |
| 19–24 sierpnia | ok. 20 000          | Brak bliższych informacji na temat transportów w tych dniach. Są one ponadto sprzeczne z pojawiającymi się w innych miejscach informacjami o wstrzymaniu w tych dniach deportacji z Warszawy w związku z trwającym „wysiedleniem” z miejscowości podwarszawskich. |
| 25 sierpnia    | 3002                | M.in. ofiary „blokad” na ulicach Gęsiej, Pawiej, Lubeckiego i Zamenhofa 19, „blokady” w szopie Mullera przy ul. Mylnej, a także „selekcji” w biurach Judenratu.                                                                                                   |
| 26 sierpnia    | ok. 3000            | M.in. ofiary „selekcji” w szopach, w tym w zakładzie Landaua przy ul. Gęsiej 30. |
| 27 sierpnia    | 2454                | M.in. ofiary „blokady” przy ul. Pawiej 14 oraz „selekcji” w biurach Judenratu i w szopie Oschmana-Leszczyńskiego przy ul. Nowolipie. |
| 3 września     | 4609                | M.in. ofiary „blokad” w szopach Schultza i Többensa |
| 4 września     | 1669                | M.in. ofiary „blokady” w szopie szczotkarzy przy ul. Świętojerskiej oraz w szopie AHAGE-Zimmermann przy ul. Miłej. |
| 6–11 września  | 54 269              | Osoby wyselekcjonowane w czasie „kotła na Miłej”. |
| 21 września    | 2196                | M.in. zredukowani funkcjonariusze ŻSP i ich rodziny. |

### Żydowski ruch oporu w czasie „Wielkiej Akcji”

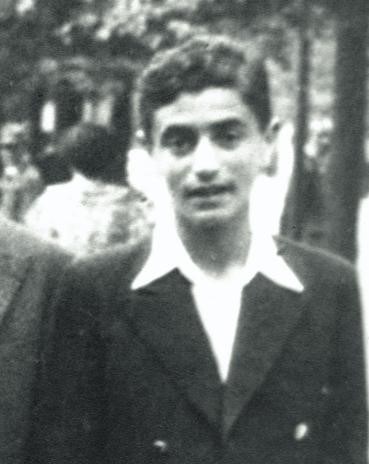
Izrael Kanał, wykonawca zamachu na Józefa Szeryńskiego

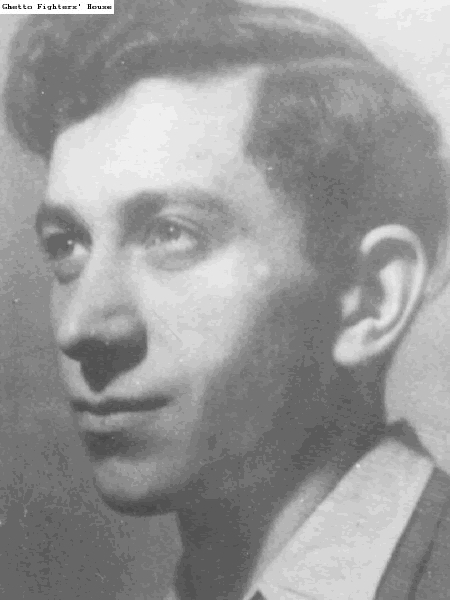
Józef Kapłan, jeden z liderów ŻOB, zatrzymany przez Niemców 3 września 1942 roku, stracony po ośmiu dniach

Wkrótce po rozpoczęciu „Wielkiej Akcji” liderzy żydowskiej konspiracji, reprezentujący wszystkie orientacje polityczne (poza syjonistami rewizjonistami), spotkali się, aby omówić dalsze działania. Źródła sugerują, że mogły się odbyć nawet dwa takie spotkania: 22 lipca w mieszkaniu syjonisty Menachema Kirszenbauma przy ul. Leszno 56 oraz 23 lipca w lokalu Żydowskiego Towarzystwa Opieki Społecznej (ŻTOS) na Nowolipkach 25. Marek Edelman i Bernard Goldstein twierdzili, że za aktywnym oporem opowiedziały się Bund, Dror i Ha-Szomer Ha-Cair. Według Icchaka Cukiermana podobne stanowisko mieli także zająć lewicowi syjoniści. Ostatecznie przeważyło jednak zdanie Icchaka Schippera (Ogólni Syjoniści) i Aleksandra Zysze Frydmana (Aguda), którzy argumentowali, że podejmowanie walki byłoby przedwczesne. Pierwsze obwieszczenia Judenratu zdawały się bowiem wskazywać, że „wysiedlenie” obejmie nie więcej jak 50–70 tys. osób. W tej sytuacji większość liderów i działaczy zakładała, że wciąż istnieje szansa na ocalenie większości mieszkańców getta, a jednocześnie obawiała się, że zbrojny opór mógłby skłonić Niemców do jego całkowitej likwidacji. Planowano zorganizować kolejne spotkanie koordynacyjne, jednakże w obliczu chaosu i terroru, które ogarnęły getto, okazało się to niemożliwe.
Niemniej część działaczy młodzieżowych nie chciała biernie czekać na rozwój wypadków. Już 24 lipca członkowie Ha-Szomer Ha-Cair rozrzucili na ulicach getta ulotki, w których ostrzegali, że deportowanych czeka śmierć, a także wzywali do oporu oraz sabotowania zarządzeń ŻSP i okupanta. Wezwania te nie przyniosły jednak żadnego skutku. Wielu Żydów było nawet przekonanych, że mają do czynienia z niemiecką prowokacją. Dopiero w późniejszym czasie działalność informacyjna żydowskiego podziemia zaczęła przynosić bardziej wymierne efekty.
28 lipca w kibucu Droru przy ul. Dzielnej doszło do spotkania przedstawicieli organizacji młodzieżowych: Droru, Ha-Szomer Ha-Cair i Akiwy. W przekonaniu, że liderzy starszego pokolenia nie są zdolni do radykalnych działań, podjęli oni decyzję o utworzeniu Żydowskiej Organizacji Bojowej. Nowo powstała organizacja dysponowała jednak zaledwie jednym pistoletem. Na „aryjską stronę” postanowiono więc wysłać emisariusza w osobie „Arie” Wilnera. Kontakt z Armią Krajową udało mu się jednak nawiązać dopiero po upływie wielu tygodni.
Podziemne organizacje getta poniosły w czasie „Wielkiej Akcji” bolesne straty. Wśród zamordowanych znaleźli się m.in. przywódca Poalej Syjon-Lewicy Szachno Sagan oraz lider struktur PPR w getcie Józef Lewartowski. Z kolei przywódca Bundu, Maurycy Orzech, ukrył się wraz z rodziną po „aryjskiej stronie”. Niektóre ugrupowania konspiracyjne usiłowały we współpracy z PPR przerzucić pewną liczbę młodych Żydów poza Warszawę, gdzie mieli oni zasilić oddziały partyzanckie Gwardii Ludowej. W większości wypadków próby te okazały się jednak nieudane, a niedoszli partyzanci byli zmuszeni powrócić do getta lub ponieśli śmierć, m.in. kilkudziesięciu członków warszawskiego Droru zostało w sierpniu schwytanych i zabitych przez Niemców w rejonie Hrubieszowa.
3 sierpnia w piwnicy szkoły przy ul. Nowolipki 68 członkowie Oneg Szabat zakopali pierwszą część podziemnego archiwum getta warszawskiego.
20 sierpnia członek ŻOB Izrael Kanał dokonał zamachu na kierownika Żydowskiej Służby Porządkowej Józefa Szeryńskiego. Zamach okazał się nieudany, gdyż Szeryński został jedynie ranny. Niemniej była to pierwsza akcja zbrojna żydowskiego podziemia w getcie, która wywarła na ludności bardzo duże wrażenie. Bojownicy ŻOB usiłowali także podpalać opustoszałe domy oraz magazyny zlikwidowanych szopów, nie chcąc dopuścić, aby znajdujące się w nich mienie wpadło w ręce hitlerowców.
Bund podjął próbę ustalenia, jaki los spotyka Żydów wywożonych z getta. Na początku sierpnia Zalman Frydrych ps. „Zygmunt” potajemnie opuścił getto i w ślad za jednym z transportów dotarł do Sokołowa Podlaskiego. Tam na podstawie relacji polskich kolejarzy i żydowskich uciekinierów zdołał bezspornie ustalić, że warszawscy Żydzi są mordowani w Treblince. 20 września Bund wydał specjalny numer pisma „Ojf der Wach”, w którym opublikowano artykuł o losie deportowanych, opracowany na podstawie relacji Frydrycha. Z kolei pod koniec sierpnia do getta przedostał się Dawid Nowodworski – członek Ha-Szomer Ha-Cair, uciekinier z Treblinki. Jako naoczny świadek złożył członkom Oneg Szabat relację o dokonywanym w obozie ludobójstwie. W kolejnych tygodniach członkowie podziemnego archiwum getta spisali jeszcze relacje trzech innych uciekinierów z Treblinki: Jakuba Rabinowicza, Abrahama Krzepickiego oraz trzeciego, nieznanego z nazwiska.
3 września na ŻOB spadła seria ciosów. Podczas „blokady” w szopie OBW został zatrzymany jeden z liderów organizacji, Józef Kapłan. Tego samego dnia na ul. Gęsiej został zastrzelony Szmuel Bresław. Dodatkowo Niemcy przechwycili cały zapas broni, który łączniczka Reginka Justman usiłowała przemycić z bloku mieszkalnego OBW na ul. Miłej 63 do nowej skrytki przy ul. Dzielnej 34. Wydarzenia te przejściowo sparaliżowały działalność ŻOB i przekreśliły plany podjęcia zbrojnego oporu przeciw „wysiedleniu”. W tych okolicznościach część zdesperowanych działaczy wysunęła pomysł, by dla ratowania honoru narodu żydowskiego przeprowadzić samobójczy atak na Niemców. Ostatecznie przeważyło jednak zdanie Icchaka Cukiermana i „Arie” Wilnera, którzy przekonywali, by odłożyć zbrojne wystąpienie do czasu zdobycia broni i zbudowania podziemnych struktur.
Jak konkludowała Barbara Engelking:

Samoobrona getta warszawskiego była w lipcu 1942 r. zupełnie niemożliwa. Konspiracja była wówczas słaba, rozproszona i niezdecydowana, nie było odpowiednich struktur podziemnych ani broni, społeczność getta składała się zaś w przeważającej większości z ludzi niezdolnych do oporu – głodnych, chorych, umęczonych, starych, kobiet, dzieci, żebraków i nędzarzy. Czerniaków nie miał wystarczającego autorytetu, by wezwać społeczeństwo getta do walki, nie miały go wówczas jeszcze także organizacje podziemne.

## Bilans

### Liczba ofiar

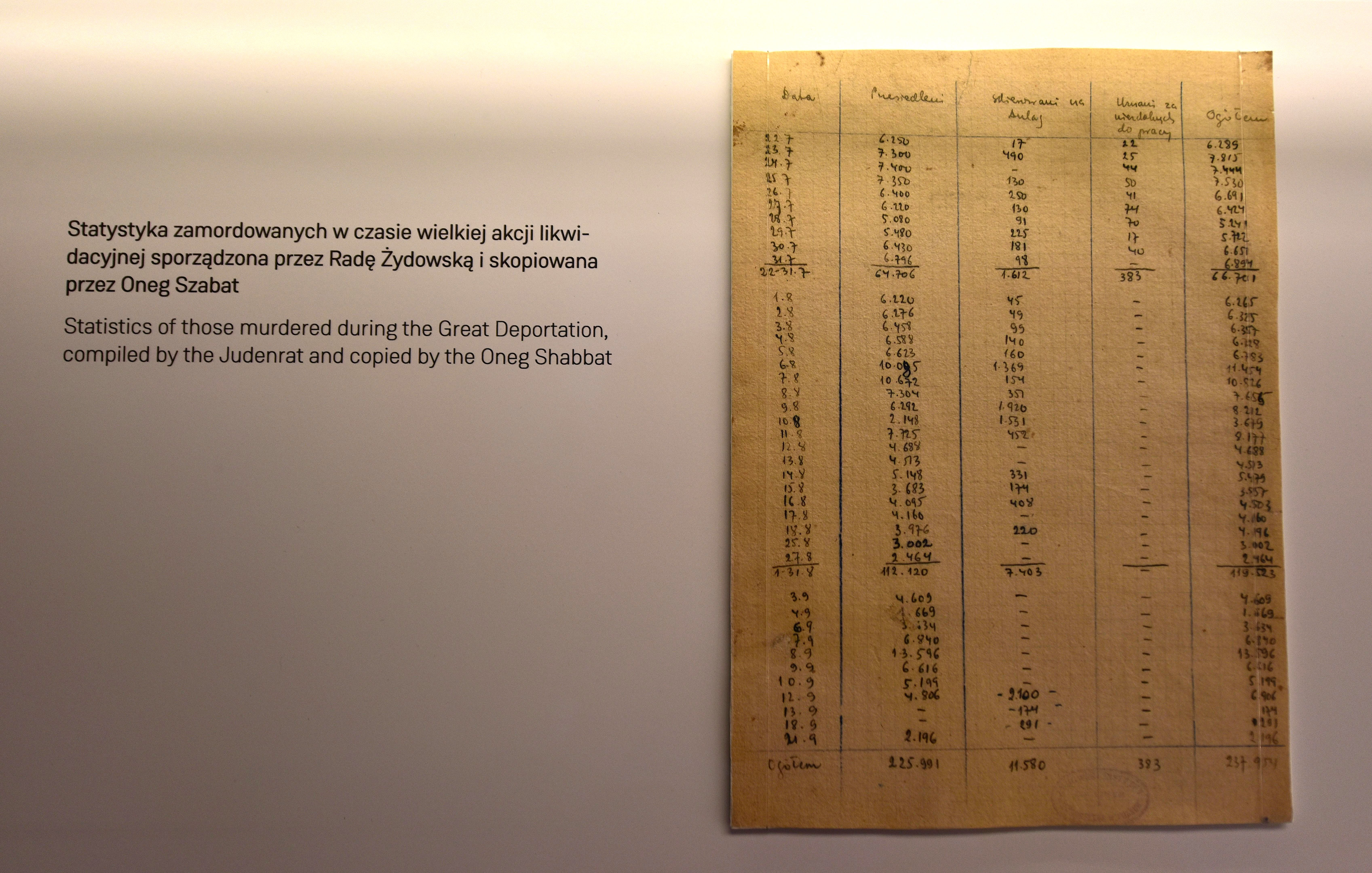
Statystyka ofiar „Wielkiej Akcji” sporządzona przez warszawski Judenrat i skopiowana przez członków Oneg Szabat

W lipcu 1942 roku, w przededniu „Wielkiej Akcji”, w warszawskim getcie przebywało około 380 tys. Żydów. Po jej zakończeniu liczba mieszkańców zmniejszyła się o ponad 300 tys.
Według źródeł niemieckich latem 1942 roku z getta warszawskiego wywieziono i zgładzono w Treblince 253 742 mężczyzn, kobiet i dzieci. Według innych źródeł liczba deportowanych mogła jednak sięgnąć 260 tys., 265 tys., 275 tys., 280 tys., a nawet 300 tys.. Niektórzy kronikarze i autorzy wspomnień byli skłonni szacować liczbę deportowanych nawet na 320 tys. lub 350 tys., co najprawdopodobniej stanowi jednak liczbę znacznie zawyżoną.
Z informacji zawartych w aktach warszawskiego Judenratu wynika, że w czasie „Wielkiej Akcji” 6687 Żydów zostało zastrzelonych przez Niemców i ich kolaborantów na terenie getta. Władysław Bartoszewski szacował z kolei liczbę takich ofiar na 5961. Do tego należy jednak doliczyć także samobójców oraz osoby, które zmarły z przyczyn naturalnych, z głodu lub na skutek złych warunków panujących na Umschlagplatzu. Barbara Engelking i Israel Gutman szacują, że w czasie „Wielkiej Akcji” na terenie getta zmarło lub zostało zamordowanych łącznie około 10,3 tys. Żydów.
Około 11 580 osób po selekcji na Umschlagplatzu zabrano do Dulagu przy ul. Leszno 109, a następnie wywieziono do różnych obozów pracy. Ponadto trudna do oszacowania liczba Żydów, być może nawet około 8 tys., zbiegła na „aryjską stronę”.
Wśród ofiar „Wielkiej Akcji” znalazło się wielu wybitnych przedstawicieli żydowskiego i polskiego życia politycznego, społecznego i kulturalnego, wśród nich: Dawid Ajzensztadt (muzyk, założyciel i kierownik artystyczny chóru Wielkiej Synagogi w Warszawie), Maria Ajzensztadt (córka Dawida, śpiewaczka, nazywana „słowikiem getta”), Franciszka Arnsztajnowa (poetka, dramaturg, tłumaczka), Szmuel Bresław (działacz Ha-Szomer Ha-Cair, jeden z pierwszych członków Żydowskiej Organizacji Bojowej), Hilel Cajtlin (filozof, pisarz), Bencjon Chilinowicz (dziennikarz, publicysta), Adam Czerniaków (inżynier, komisaryczny prezes Żydowskiej Gminy Wyznaniowej w Warszawie, przewodniczący Judenratu), Aaron Gawze (literat, dziennikarz), Szlomo Gilbert (pisarz), Samuel Hirszhorn (dziennikarz, tłumacz, polityk Fołks-Partaj, poseł na Sejm Ustawodawczy), Szymon Huberband (rabin, historyk, współpracownik Oneg Szabat), Icchak Meir Kanał (rabin, wiceprzewodniczący Związku Rabinów w Polsce, jeden z liderów Agudy), Józef Kapłan (działacz Ha-Szomer Ha-Cair, jeden z pierwszych członków ŻOB), Janusz Korczak (lekarz, pedagog, pisarz, współtwórca i dyrektor Domu Sierot), Roman Kramsztyk (artysta malarz), Hilary Lachs (fizykochemik, wykładowca Wolnej Wszechnicy Polskiej, współzałożyciel Polskiego Towarzystwa Chemicznego), Józef Lewartowski (działacz komunistyczny, współtwórca i jeden z przywódców Bloku Antyfaszystowskiego), Henryka Wanda Łazowertówna (poetka), Regina Mundlak (malarka), Szymon Pullman (skrzypek, dyrygent), Szymon Rundstein (adwokat, nauczyciel akademicki, urzędnik MSZ), Szachno Sagan (jeden z liderów Poalej Syjon-Lewicy, współtwórca Bloku Antyfaszystowskiego), Cecylia Słapakowa (dziennikarka, tłumaczka), Rachela Sztajn (działaczka społeczna, członkini warszawskiej rady miejskiej), Izrael Sztern (poeta, eseista), Lejb Szur (wydawca), Stefania Wilczyńska (pedagog, współtwórca i naczelna wychowawczyni Domu Sierot).
Spośród 51 548 dzieci, które mieszkały w getcie warszawskim przed rozpoczęciem deportacji, w listopadzie 1942 roku pozostało 498, a więc mniej niż 1%.

### Skutki gospodarcze
Z informacji zawartych w sprawozdaniach gubernatora Ludwiga Fischera wynika, że wielka akcja deportacyjna miała z niemieckiego punktu widzenia bardzo negatywne skutki gospodarcze. Jeszcze przed jej zakończeniem straty z tytułu utraconych opłat za czynsze, nieściągalnych wierzytelności, kradzieży oraz dekapitalizacji budynków oszacował on na 155,9 mln złotych.
Z późniejszych raportów wynika ponadto, że wartość „eksportu” z getta spadła z 15 mln złotych w lipcu do 1,1 mln we wrześniu oraz 700 tys. w październiku. W listopadzie wynosiła natomiast zaledwie 150 tys. złotych.
Na skutek deportacji znacznej liczby robotników wystąpiły dotkliwe braki siły roboczej, szacowane przez Fischera na 100 tys. osób. Produkcja w samych tylko zakładach odzieżowych zmniejszyła się o 50%.
Jednocześnie „Wielka Akcja” wstrząsnęła nielegalnym rynkiem walut w całym Generalnym Gubernatorstwie, powodując w szczególności duży spadek czarnorynkowego kursu dolara. Po „aryjskiej stronie” jego wartość spadła do 23 złotych za dolara papierowego i 130 złotych za dolara złotego, co w konsekwencji znacząco utrudniło finansowanie działalności Polskiego Państwa Podziemnego.

## Polskie reakcje

### Reakcje w kraju

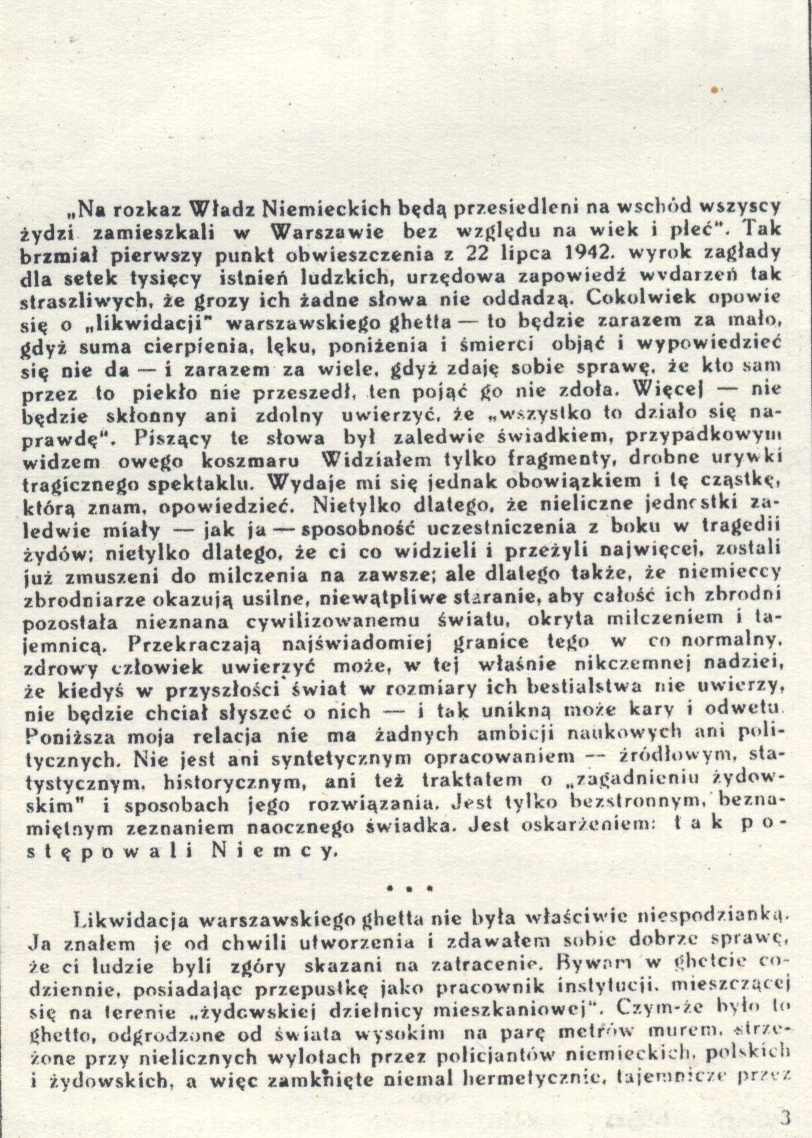
Pierwsza strona konspiracyjnego reportażu Antoniego Szymanowskiego, poświęconego wielkiej akcji deportacyjnej

Polska prasa podziemna, w tym będące organami prasowymi Armii Krajowej „Biuletyn Informacyjny” i „Wiadomości Polskie” oraz organ Delegatury Rządu na Kraj „Rzeczpospolita Polska”, informowała o trwającym w getcie „wysiedleniu”, a także o mordowaniu warszawskich Żydów w Treblince (wiedzę o tym obozie centrala Armii Krajowej uzyskała prawdopodobnie około 10 sierpnia). Jak wskazuje Adam Puławski:

Polskie podziemie od początku pilnie śledziło wydarzenia w getcie warszawskim związane z „Wielką Akcją”. Skrupulatnie i w jak najlepszej wierze informacje te, często jeszcze zniekształcone, zamieszczało najpierw w wewnętrznych dokumentach, potem ogłaszało w prasie czy publicznych enuncjacjach.

Podziemie liczyło, że ujawnienie niemieckiej i światowej opinii publicznej informacji o eksterminacji Żydów być może skłoni nazistów do odstąpienia od masowego mordu. Stąd też już na samym początku zarysowało się dążenie do nagłośnienia informacji o wielkiej akcji likwidacyjnej poza granicami okupowanej Polski. W opracowaniu „Pro memoria o sytuacji w kraju w okresie od 1–25 lipca 1942 r.” znalazła się ponadto sugestia przeprowadzenia przez aliantów działań odwetowych wobec niemieckiej ludności. Z drugiej strony, jak wskazuje Puławski, w przypadku większości dokumentów Polskiego Państwa Podziemnego ich autorzy ograniczali się do suchego informowania o postępach w likwidacji getta. Odruchy empatii pojawiały się w nich stosunkowo rzadko, a wezwania do czynnego przeciwdziałania w samym okupowanym kraju – ani razu. Stosunkowo rzadko podkreślano także istnienie wspólnoty obywatelskiej z Żydami (wyjątek stanowił artykuł w „Wiadomościach Polskich” z 13 sierpnia).
W październiku 1942 roku Tajne Wojskowe Zakłady Wydawnicze opublikowały reportaż Antoniego Szymanowskiego Likwidacja ghetta warszawskiego. Niemieckie zbrodnie potępiono m.in. na łamach socjalistycznego pisma „WRN” oraz pisma Stronnictwa Demokratycznego „Nowe Drogi”. W artykule opublikowanym 1 sierpnia 1942 roku przez komunistyczną „Trybunę Wolności” znalazł się z kolei apel do Żydów o stawianie oporu Niemcom oraz do Polaków – o niesienie pomocy Żydom. Do przyjścia z pomocą ofiarom wezwały także wspomniane „WRN” oraz lewicowe pismo „Przełom”, przy czym to pierwsze było jedynym konspiracyjnym pismem związanym z Polskim Państwem Podziemnym, w którym jednoznacznie zaapelowano do ludności polskiej o ratowanie żydowskich uciekinierów. Postępowanie Niemców potępiła prasa obozu narodowego, aczkolwiek nieprzychylny wobec Żydów ton jej artykułów nie uległ zmianie.
W czasie „Wielkiej Akcji” z zagranicy do okupowanej Polski zostały nadane co najmniej cztery audycje radiowe, w których wspomniano o eksterminacji warszawskich Żydów. Jedną z nich wyemitowano 29 lipca z Londynu, prawdopodobnie nie odnotował jej jednak nasłuch radiowy Polskiego Państwa Podziemnego. Tego samego dnia informację o akcji deportacyjnej podała działająca w Moskwie polskojęzyczna Radiostacja im. Tadeusza Kościuszki, jednocześnie wzywając Żydów do oporu, a Polaków do niesienia im pomocy i podjęcia walki z Niemcami. 13 sierpnia radiostacja im. Tadeusza Kościuszki nadała drugą audycję o podobnej treści, przy czym, podobnie jak za pierwszym razem, celem komunistów było przede wszystkim wykorzystanie tragedii getta do nasilenia działań partyzanckich na ziemiach polskich. Trzeci raz o eksterminacji warszawskich Żydów wspomniano w audycji z 16 sierpnia. Także i w tym wypadku większa jej część była poświęcona wezwaniom Polaków i Żydów do walki.
W ocenie Teresy Prekerowej „wypadki w getcie poruszyły głęboko polską ludność Warszawy”. Przeciwnego zdania był Emanuel Ringelblum, który oceniał, że reakcja polskiego społeczeństwa była obojętna. Odnotował także nieprzychylne głosy Polaków pod adresem warszawskich Żydów, zarzucające im bierność i tchórzostwo w obliczu trwających wywózek do Treblinki. Z notatki, którą wysłannik Delegatury Rządu na Kraj Wojciech Mańkowski sporządził we Francji 12 października 1942 roku wynikało, że większość polskiego społeczeństwa aprobowała dokonywaną przez Niemców eksterminację Żydów (wyjątek stanowić mieli jedynie chłopi), a „jedynie techniczna strona wykonania tych zarządzeń jest krytykowana jako nieludzka”. Relacja ta dotarła do Londynu, gdzie jednak odłożono ją ad acta.
Na początku sierpnia, pod wpływem informacji o przebiegu „Wielkiej Akcji”, konspiracyjna organizacja katolicka Front Odrodzenia Polski wydrukowała i rozpowszechniła w nakładzie 5 tys. egzemplarzy ulotkę autorstwa Zofii Kossak-Szczuckiej, zatytułowaną „Protest!”. Apelowano w niej do ludzi wierzących o czynną postawę wobec rozgrywającej się w getcie tragedii.
Prawdopodobnie 21 sierpnia bojownicy ŻOB otrzymali pierwszą dostawę broni ze „strony aryjskiej”. Komunistyczna PPR przekazała im wtedy pięć rewolwerów oraz osiem granatów.
16 września Kierownictwo Walki Cywilnej wydało oświadczenie, opublikowane w konspiracyjnej prasie, w którym informowało o trwającej eksterminacji Żydów i „w imieniu całego społeczeństwa polskiego” oraz ugrupowań politycznych i społecznych składało przeciw niemu protest. Jak jednak zauważa Israel Gutman, w dokumencie tym zabrakło apelu do polskiego społeczeństwa o udzielanie pomocy żydowskim uciekinierom. Dariusz Libionka i Adam Puławski zwracają z kolei uwagę, że zawarte w oświadczeniu sformułowanie, iż eksterminacja Żydów odbywa się „obok tragedii przeżywanej przez społeczeństwo polskie”, wskazuje, że obu tych grup nie postrzegano w kategoriach jednej obywatelskiej wspólnoty.
27 września, z inicjatywy Zofii Kossak-Szczuckiej i Wandy Krahelskiej-Filipowiczowej, Delegatura Rządu na Kraj powołała do życia Tymczasowy Komitet Pomocy Żydom im. Konrada Żegoty. 4 grudnia 1942 roku komitet przekształcono w Radę Pomocy Żydom „Żegota”.
Po zarządzonym przez Niemców zmniejszeniu powierzchni getta Abraham Lewin dwukrotnie odnotował w swym dzienniku, że opustoszałe domy były grabione przez „polskich chuliganów”.
W czasie „Wielkiej Akcji” polskie Podziemie odnotowało zwiększoną liczbę donosów i szantaży, których ofiarą padali uciekinierzy z getta. Także w żydowskich relacjach można znaleźć informacje o dziesiątkach szmalcowników, często nastoletnich chłopców, którzy w czasie akcji obstawiali ulice i bramy domów wokół dzielnicy zamkniętej, polując na żydowskich uciekinierów. Nieustanny strach przed szantażami i donosami zmusił niektórych Żydów do powrotu do getta, a innych powstrzymywał przed podejmowaniem prób ucieczek na „aryjską stronę”.
Niemniej wielu Żydów znalazło schronienie wśród ludności polskiej. Gunnar S. Paulsson szacował, że w czasie niemieckiej okupacji w Warszawie ukrywało się łącznie około 28 tys. Żydów, z czego ocalało blisko 11,5 tys.

### Raporty polskiego Podziemia i reakcja rządu RP na uchodźstwie

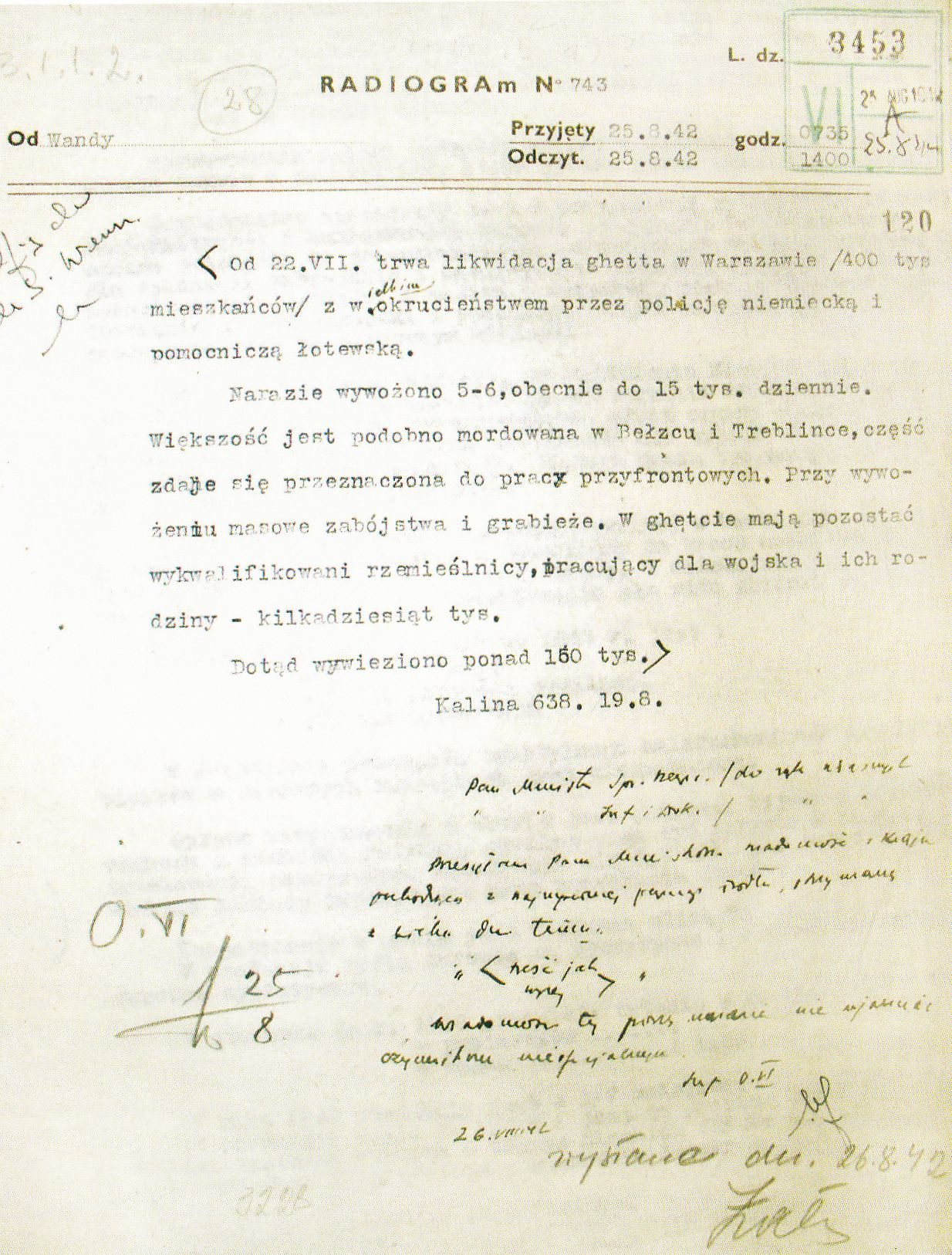
Depesza nr 638, podpisana przez komendanta głównego Armii Krajowej gen. Stefana Roweckiego ps. „Grot” 19 sierpnia 1942 roku, informująca o trwającej akcji deportacyjnej w getcie warszawskim

Pierwszą wiadomością sporządzoną przez struktury Polskiego Państwa Podziemnego i wysłaną do Londynu, w której informowano o rozpoczęciu likwidacji getta warszawskiego, była depesza szefa Kierownictwa Walki Cywilnej Stefana Korbońskiego z 26 lipca 1942 roku. Autor podawał w niej, że codziennie z getta jest wywożonych 6 tys. Żydów, jednakże na skutek pomyłki w deszyfrażu odbiorcy błędnie uznali, że liczba odnosi się do wszystkich Żydów objętych deportacją. Niemniej w ślad za żądaniem Korbońskiego informacja o „Wielkiej Akcji” została 29 lipca podana na falach BBC, aczkolwiek audycja ta nie była słyszana w okupowanym kraju.
31 lipca komendant główny AK gen. Stefan Rowecki ps. „Grot” podpisał depeszę nr 598 do Londynu, w której wzmiankował o rozpoczęciu likwidacji getta warszawskiego. Depesza ta została nadana 4 sierpnia, a do Londynu dotarła około 9–10 sierpnia. W odniesieniu do kwestii getta skupiono się jednak przede wszystkim na kryzysie nielegalnego rynku walutowego w Generalnym Gubernatorstwie, który spowodowała „Wielka Akcja” (być może wynikało to z faktu, że „Grot” wiedział o wysłanej kilka dni wcześniej depeszy Korbońskiego). Żadne informacje na temat „Wielkiej Akcji” nie znalazły się natomiast w poczcie kurierskiej, którą Komenda Główna AK wyekspediowała do Londynu 10 sierpnia; nie wspomniał o niej także sam kurier podczas spotkań w Londynie.
13 sierpnia do polskiego poselstwa w Bernie dotarł kurier Delegatury Rządu na Kraj Napoleon Segieda. Był on pierwszym naocznym świadkiem wielkiej akcji deportacyjnej, który złożył na jej temat relację poza granicami okupowanego kraju. Pracownik poselstwa Juliusz Kühl niezwłocznie przekazał relację Segiedy przedstawicielom Agencji Żydowskiej w Genewie, którzy w swym raporcie z 15 sierpnia poinformowali światową opinię publiczną o eksterminacji Żydów w okupowanej Polsce, w tym o zamordowaniu 100 tys. mieszkańców warszawskiego getta.
Tymczasem 11 sierpnia Korboński wysłał kolejną depeszę do Londynu, w której – obok informacji o śmierci Adolfa Bnińskiego i Tadeusza Pruszkowskiego – podawał, że „z getta wywożą na rzeź 7 tys. dziennie”, a także informował o samobójstwie Adama Czerniakowa. Z kolei 19 sierpnia dwie depesze dotyczące „Wielkiej Akcji” podpisał gen. „Grot”. Wysłano je z pewnym opóźnieniem, gdyż w Londynie zostały odebrane i odszyfrowane kilka dni później. Depesza nr 638 była w całości poświęcona gettu warszawskiemu i stanowiła podsumowanie dotychczasowego przebiegu akcji deportacyjnej, podczas gdy depesza nr 648 ponownie odnosiła się do kwestii wpływu akcji na czarnorynkowy kurs walut. Pierwsza z depesz została prawdopodobnie opracowana na podstawie materiału Antoniego Szymanowskiego. Depesze z 19 sierpnia były ostatnimi informacjami na temat „Wielkiej Akcji”, które struktury Polskiego Państwa Podziemnego wysłały do Londynu w trakcie jej trwania.
Rząd RP na uchodźstwie bez większej zwłoki upublicznił informacje zawarte w pierwszej depeszy Korbońskiego z 26 lipca 1942 roku. Już następnego dnia Ignacy Schwarzbart wysłał na jej podstawie depeszę do Światowego Kongresu Żydów z informacją, że Niemcy rozpoczęli eksterminację mieszkańców getta warszawskiego. Informacje te udostępniono również polskiej i zachodniej prasie. W kolejnych tygodniach polityka informacyjna polskiego rządu uległa jednak znaczącej zmianie. Drugą depeszę Korbońskiego przekazano z trzydniowym opóźnieniem żydowskim członkom Rady Narodowej. Ponadto zdecydowano się chwilowo nie upubliczniać zawartych w obu depeszach Korbońskiego informacji na temat akcji deportacyjnej w getcie warszawskim, m.in. wstrzymując publikację przygotowanej na ich podstawie notatki MSW. Z kolei depesza „Grota” nr 638 z 19 sierpnia została utajniona przez sztab Naczelnego Wodza. Najprawdopodobniej przyczyną była obawa, że nagłośnienie „Wielkiej Akcji” może przyćmić efekty rozpoczętej właśnie akcji propagandowej, związanej z obchodami Święta Wojska Polskiego, której celem było podkreślenie polskiego wkładu w koalicję antyhitlerowską, a w konsekwencji – skłonienie zachodnich sojuszników do podjęcia obrony polskich interesów podczas odbywającej się w tym czasie konferencji moskiewskiej. Prawdopodobnie obawiano się również odwrócenia uwagi społeczeństw i rządów alianckich od planowanego przez Niemców wysiedlenia 500 tys. Polaków z Pomorza oraz trwającej deportacji polskich Żydów z Francji, która – jak się spodziewano – mogła stanowić wstęp do deportacji wszystkich Polaków z tego kraju. Starano się jednocześnie uniknąć sytuacji, w której informacje o eksterminacji Żydów mogłyby przyćmić informacje o prześladowaniach ludności polskiej.
Pod koniec sierpnia powstały dwa dokumenty obszernie opisujące likwidację getta warszawskiego: sprawozdanie Biura Informacji i Propagandy pt. „Antyżydowska akcja 1942 r.”, autorstwa Stanisława Herbsta i Henryka Wolińskiego, oraz „Pro memoria o sytuacji w kraju w okresie 16 lipca – 25 sierpnia 1942 r.”, przygotowane przez pracowników Delegatury Rządu na Kraj. Oba wysłano do Londynu 1 września za pośrednictwem kuriera, którzy przewoził pocztę Delegata Rządu na Kraj. Na początku września Herbst i Woliński we współpracy z Ludwikiem Widerszalem sporządzili kolejny obszerny raport, zatytułowany „Likwidacja getta warszawskiego”. Został on wysłany do Londynu 1 października, w kolejnej poczcie kurierskiej Delegata Rządu na Kraj. Obie przesyłki dotarły do Londynu dopiero 13 listopada, czyli prawie dwa miesiące po zakończeniu wielkiej akcji deportacyjnej. Od tego momentu można zaobserwować zmianę polityki informacyjnej rządu RP na uchodźstwie. Na podstawie opracowania „Likwidacja getta warszawskiego” przygotował on informację na temat zagłady Żydów w okupowanej Polsce, którą podano do publicznej wiadomości 24 listopada, co uruchomiło proces zakończony wydaniem 17 grudnia 1942 roku wspólnej deklaracji sojuszniczej potępiającej dokonywaną przez nazistowskie Niemcy eksterminację europejskich Żydów.

## Epilog

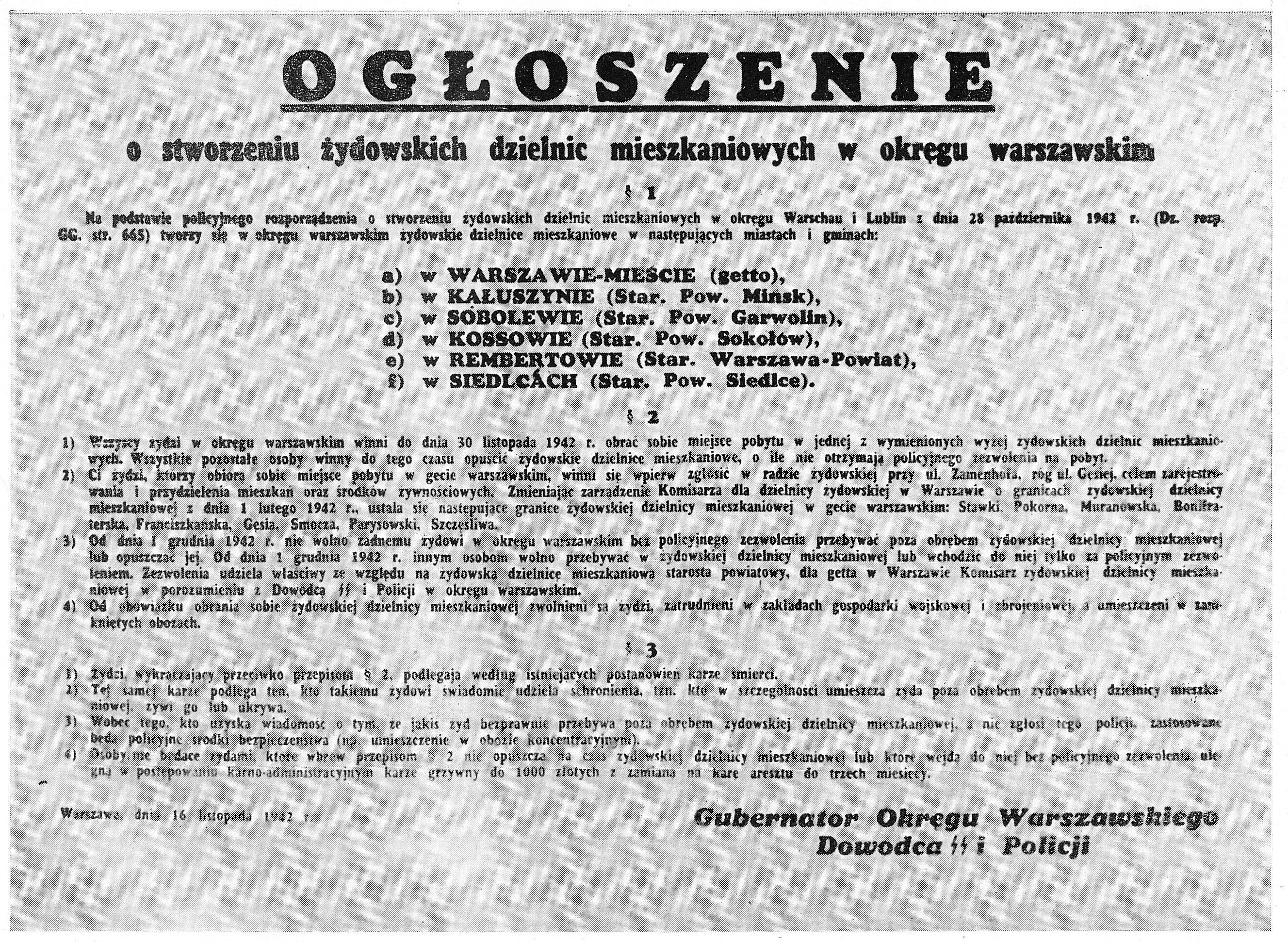
Niemieckie obwieszczenie informujące o utworzeniu „gett szczątkowych” w sześciu miastach dystryktu warszawskiego, w tym w Warszawie

28 października 1942 roku Wyższy Dowódca SS i Policji „Wschód” (HSSPF „Ost”) SS-Obergruppenführer Friedrich Wilhelm Krüger wydał rozporządzenie dotyczące utworzenia tzw. gett szczątkowych w wybranych miastach dystryktów lubelskiego i warszawskiego. Jednym z takich gett stała się dzielnica zamknięta w Warszawie. „Getta szczątkowe” były jedynymi miejscami na obszarze Generalnego Gubernatorstwa, w których Żydzi mieli odtąd prawo legalnie przebywać. Ogłoszono jednocześnie amnestię dla ukrywających się po „aryjskiej stronie”, zezwalając im w terminie do 30 listopada 1942 roku na powrót do „gett szczątkowych” wraz z dobytkiem. W rozporządzeniu Krügera ponowiono jednocześnie groźbę, że Żydzi ukrywający się poza wyznaczonymi dzielnicami oraz osoby udzielające im pomocy będą karane śmiercią.
Według danych niemieckich po zakończeniu „Wielkiej Akcji” w getcie warszawskim pozostało zaledwie 35 639 Żydów, a więc niespełna 10% ludności, która zamieszkiwała tam przed 22 lipca. W rzeczywistości liczba ta była jednak większa. Na terenie getta ukrywało się bowiem około 25 tys. „dzikich”, tj. Żydów nieposiadających zezwolenia na pracę. W wyniku „wysiedlenia” znacząco zmieniła się także struktura płci i wieku tej społeczności. Spośród osób przebywających legalnie w getcie aż 75,5% stanowiły osoby w wieku 20–50 lat, przy czym na 100 mężczyzn przypadało 78 kobiet (przed akcją proporcja ta wynosiła 100 na 134). Dzieci do lat 9 stanowiły zaledwie 1,4% „oficjalnej” populacji dzielnicy zamkniętej, a osoby powyżej 60. roku życia – 1,5%. Obecność „dzikich” Żydów była początkowo tolerowana przez Niemców. Zgodzili się oni nawet na zorganizowanie przez Judenrat przytułku dla opuszczonych i osieroconych dzieci.
Ocalali Żydzi byli zmuszani do niewolniczej pracy. Zatrudniono ich w szopach i zakładach produkcyjnych znajdujących się na terenie getta oraz na „placówkach”. Robotnicy pracowali od 8 do 12 godzin dziennie, zazwyczaj na akord, nie otrzymując wynagrodzenia, a często nawet wyżywienia. Blisko 4 tys. Żydów zatrudniono także w komandach roboczych podległych Werterfassungsstelle. Ich zadaniem było przeszukiwanie opuszczonych po „Wielkiej Akcji” mieszkań, zabieranie stamtąd wszelkich przedmiotów, które posiadały jakąkolwiek wartość, a następnie ich segregowanie. Przedmioty te były później wywożone do Rzeszy lub sprzedawane Polakom. Niemniej po „Wielkiej Akcji” gospodarcze znaczenie getta bardzo zmalało. Paradoksalnie poprawiła się natomiast sytuacja aprowizacyjna.
W czasie „Wielkiej Akcji” znacząco zmniejszono obszar getta. Jego główną część stanowiło odtąd tzw. Restgetto („getto szczątkowe”), złożone z sześciu odizolowanych od siebie stref. Największą z nich było tzw. getto centralne, znajdujące się na północ od ulic Gęsiej i Franciszkańskiej. W jego obrębie mieściły się biura Judenratu, kilka szopów oraz siedziba Werterfassungsstelle. Na terenach rozciągających się między ulicami Gęsią i Franciszkańską na północy, a ul. Leszno na południu przeplatały się ze sobą ogrodzone strefy, zajmowane przez poszczególne szopy, oraz obszary wyludnione – oficjalnie niezamieszkane („dzikie”). Obszar leżący na południe od ul. Leszno (a także jej północna strona na odcinku między ulicami Karmelicką i Przejazd), w tym teren dawnego „małego getta” – z wyjątkiem szopu Többensa przy ul. Prostej, został natomiast włączony do dzielnicy aryjskiej i przeznaczony do zamieszkania przez Polaków. Osobom zamieszkującym legalnie na terenie getta przydzielono 295 domów mieszkalnych, w kolejnych 133 zamieszkiwali natomiast „dzicy”.
Po „Wielkiej Akcji” warszawskie getto de facto przestało pełnić funkcję dzielnicy mieszkalnej, stając się wielkim obozem pracy. Przez pewien czas istniał jeszcze urząd komisarza do spraw dzielnicy żydowskiej, jednakże decydujący głos we wszystkich sprawach dotyczących getta należał teraz do funkcjonariuszy SS z Befehlstelle przy ul. Żelaznej 103. Poszczególne szopy stanowiły izolowane i do pewnego stopnia samowystarczalne enklawy, otoczone murami lub płotami i ogrodzeniami. Łączność między nimi była bardzo utrudniona. Na mocy zarządzenia Sonderkommando der Sipo-Umsiedlung z 28 września 1942 roku na obszarze leżącym na południe od ulic Gęsiej i Franciszkańskiej Żydzi mogli się poruszać jedynie w zwartych kolumnach – z lub do miejsca pracy. Z kolei w „getcie centralnym” w godzinach roboczych, tj. między godziną 8:00 a 20:00, mogły przebywać jedynie te osoby, które były w stanie udowodnić konieczność opuszczenia stanowiska pracy. Zabroniono handlu ulicznego, a także „bezcelowego wystawania na ulicy i gromadzenia się”. Zdarzało się, że do przechodniów strzelano bez ostrzeżenia. Z danych zebranych przez Judenrat wynika, że między październikiem i grudniem 1942 roku zastrzelono w getcie 546 Żydów.
„Wielka Akcja” pozbawiła warszawskich Żydów złudzeń wobec intencji nazistów. Wielu ogarnęły nastroje beznadziei, rezygnacji i tymczasowości. Znacznie wzrosła także liczba ucieczek z getta. Z drugiej strony pojawiła się jednak potrzeba zemsty i walki. Judenrat i ŻSP całkowicie straciły autorytet wśród ludności, Niemcy pozbawili je zresztą jakichkolwiek istotnych kompetencji. W tej sytuacji realną władzę w getcie przejęła Żydowska Organizacja Bojowa, która dzięki energii swego nowego lidera, Mordechaja Anielewicza, otrząsnęła się po serii porażek z września 1942 roku. ŻOB udało się nawiązać kontakt z Armią Krajową, której komendant główny gen. Stefan Rowecki ps. „Grot” zgodził się jesienią 1942 roku na przekazanie do getta pierwszej niewielkiej dostawy broni. Jednocześnie w getcie ukształtował się drugi ośrodek oporu: Żydowski Związek Wojskowy, który zorganizowali młodzi syjoniści rewizjoniści z ugrupowania Betar.
29 października 1942 roku bojownicy ŻOB zastrzelili znienawidzonego kierownika technicznego ŻSP, Jakuba Lejkina. Miesiąc później z ich rąk zginął inny znany kolaborant, Izrael First. Gdy 18 stycznia 1943 roku Niemcy podjęli próbę wywiezienia do Treblinki około 8 tys. „dzikich” Żydów, spotkali się po raz pierwszy ze zbrojnym oporem ŻOB. Kilka miesięcy później, 19 kwietnia, gdy Niemcy po raz kolejny wkroczyli do getta, wybuchło tam powstanie, które okupantom udało się stłumić dopiero po miesiącu i zaangażowaniu znacznych sił.

## Upamiętnienie

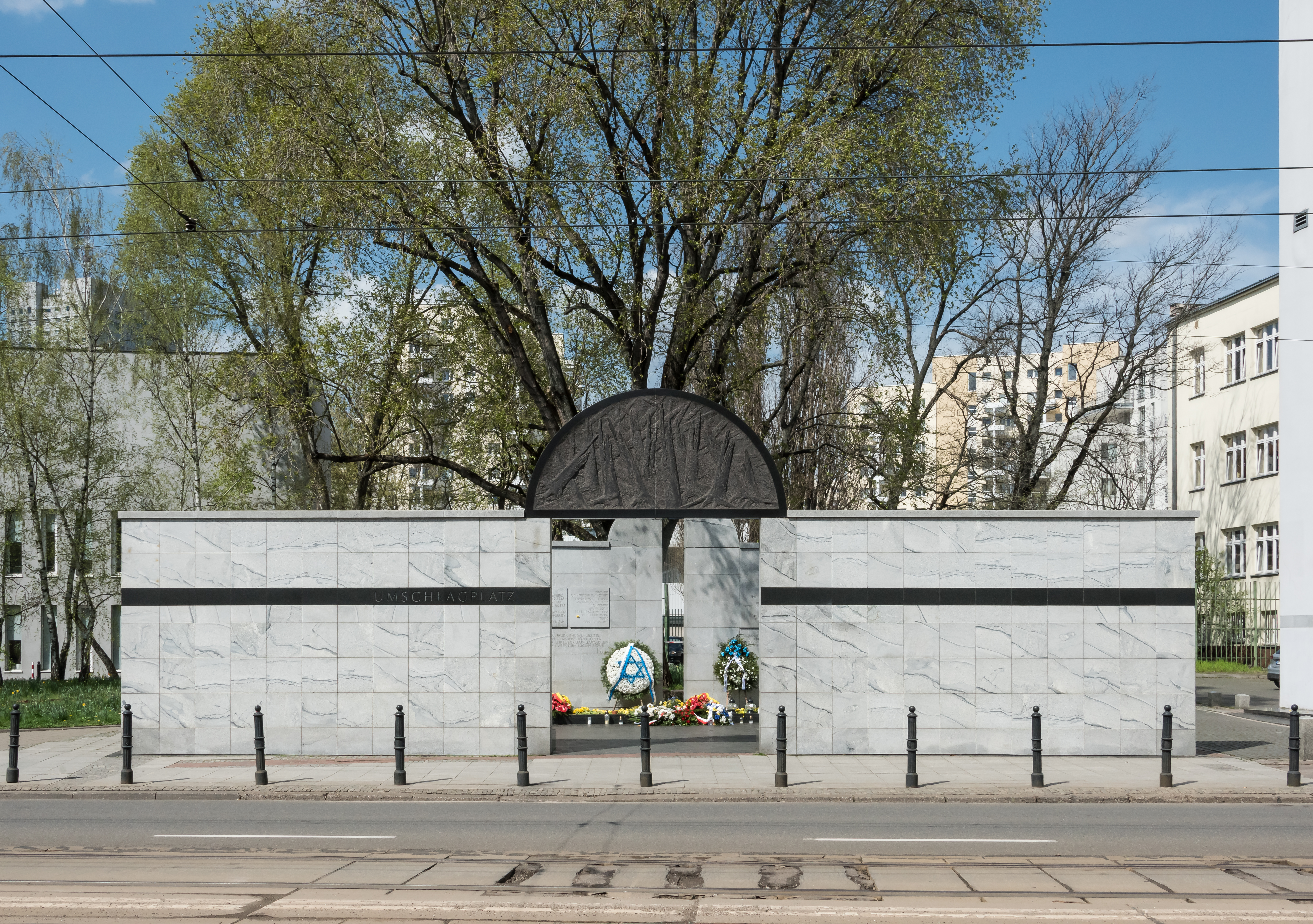
Pomnik Umschlagplatz przy ul. Stawki

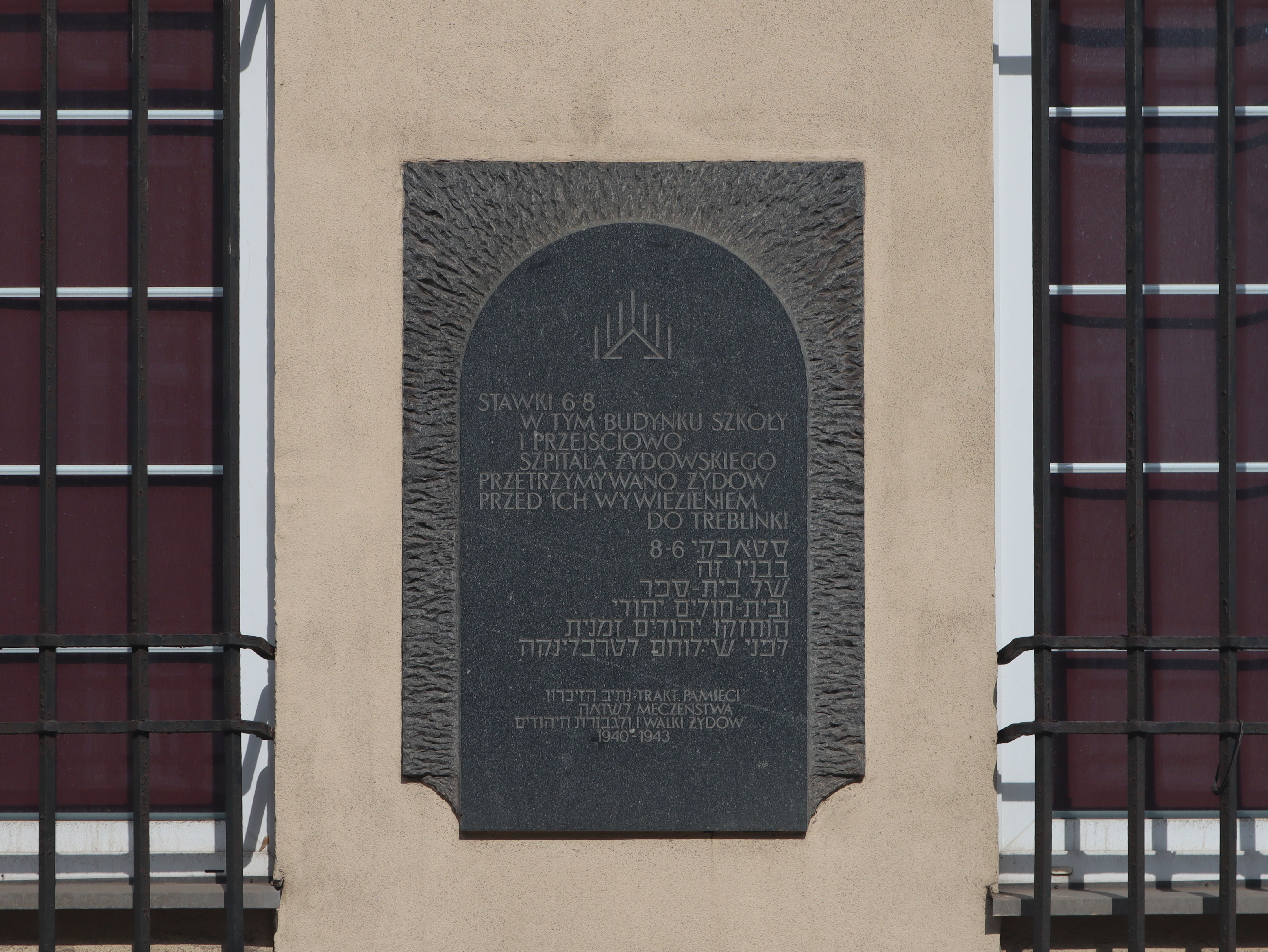
Tablica pamiątkowa na budynku przy ul. Stawki 10

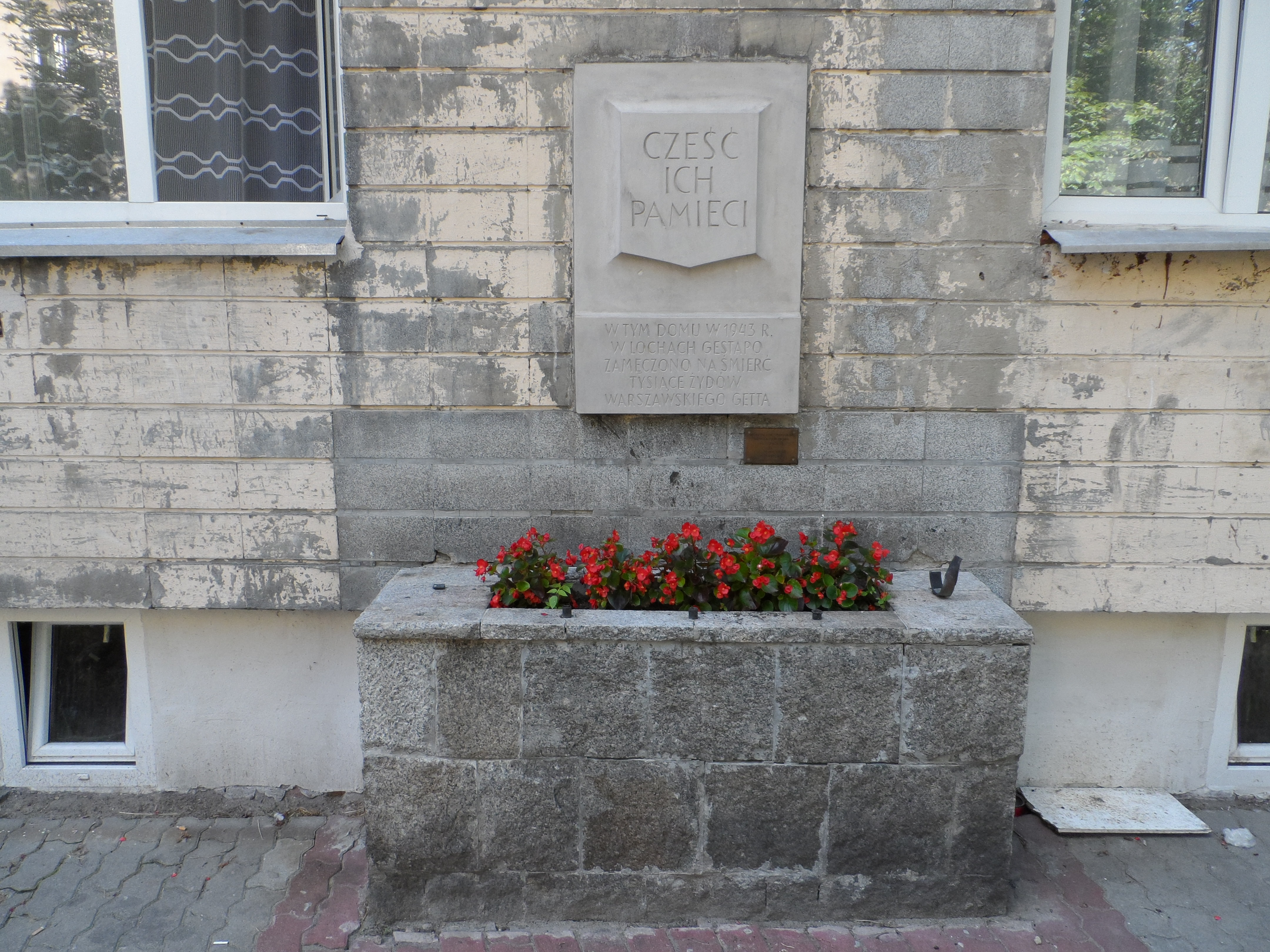
Tablica Tchorka na ścianie budynku przy ul. Żelaznej 103

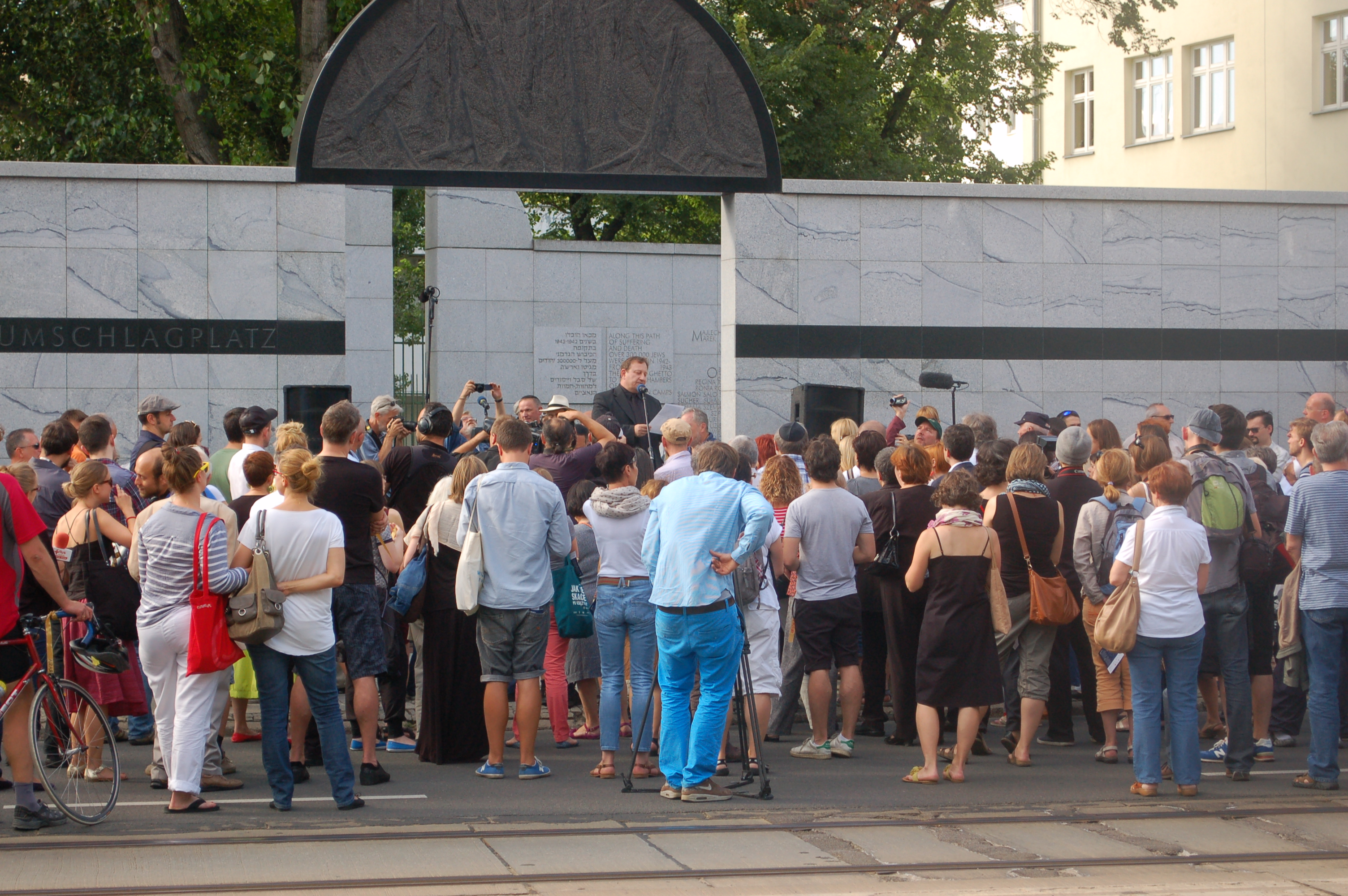
Uczestnicy Marszu Pamięci pod pomnikiem Umschlagplatz, lipiec 2013 roku

Teren dawnego Umschlagplatzu upamiętniono po raz pierwszy w 1946 roku. Na fragmencie muru otaczającego plac zawieszono wtedy tablicę pamiątkową z piaskowca projektu Leona Marka Suzina. Widniał na niej napis w językach: polskim, hebrajskim i jidysz:

Z tego miejsca w latach 1942 i 1943 hitlerowscy ludobójcy wywieźli na męczeńską śmierć do obozów zagłady setki tysięcy Żydów. Cześć pamięci męczenników i bojowników żydowskich

18 kwietnia 1988 roku w miejscu wcześniejszego upamiętnienia, u zbiegu ulic Stawki i Dzikiej, został odsłonięty „Mur–Pomnik Umschlagplatz” projektu Hanny Szmalenberg i Władysława Klamerusa. Na wewnętrznej ścianie monumentu, położonej na wprost wejścia, wyryto w kolejności alfabetycznej 448 polskich i żydowskich imion symbolizujących ofiary wywiezione z Umschlagplatzu do Treblinki i innych niemieckich obozów. W centralnej części ściany umieszczono tablice z napisem w językach: polskim, angielskim, hebrajskim i jidysz:

Tą drogą cierpienia i śmierci w latach 1942–1943 z utworzonego w Warszawie getta przeszło do hitlerowskich obozów zagłady ponad 300 tys. Żydów

Na ścianach budynków przy ul. Stawki 5/7 oraz Stawki 10 znajdują się pamiątkowe tablice, będące elementami Traktu Pamięci Męczeństwa i Walki Żydów w Warszawie. Na pierwszej widnieje napis w językach polskim i hebrajskim o treści:

Stawki 5–7. Z tego budynku komenda oddziału SS nadzorowała w latach 1942–1943 Umschlagplatz, na który codziennie spędzano tysiące mieszkańców getta, aby wywieźć ich do obozu śmierci w Treblince

Na drugiej:

Stawki 6–8. W tym budynku szkoły i przejściowo szpitala żydowskiego przetrzymywano Żydów przed ich wywiezieniem do Treblinki

Na ścianie budynku przy ul. Żelaznej 103, w którym w czasie „Wielkiej Akcji” znajdowała się siedziba Befehlstelle, znajduje się tablica projektu Karola Tchorka. Wyryty na niej napis informuje niezbyt ściśle:

Cześć ich pamięci. W tym domu w 1943 r. w lochach Gestapo zamęczono na śmierć tysiące Żydów warszawskiego getta

Od 2012 roku w rocznicę rozpoczęcia akcji likwidacyjnej Żydowski Instytut Historyczny organizuje Marsz Pamięci. 22 lipca uczestnicy marszu przemierzają symboliczny szlak „od życia do śmierci” w przeciwnym kierunku, tj. od pomnika Umschlagplatz do wybranego punktu na terenie dawnego getta.

## Losy kluczowych sprawców
Odilo Globocnik – dowódca SS i Policji w dystrykcie lubelskim, kierownik akcji „Reinhardt”, został aresztowany przez żołnierzy brytyjskich 31 maja 1945 roku w rejonie Paternion w austriackiej Karyntii. Tego samego dnia popełnił samobójstwo przez zażycie cyjanku.
Hermann Höfle – szef sztabu akcji „Reinhardt”, w czasie „Wielkiej Akcji” kierownik lubelskiego „sztabu wysiedleńczego”, został aresztowany w lipcu 1961 roku na terenie Austrii. 21 sierpnia 1962 roku, w przededniu swojego procesu, popełnił samobójstwo w areszcie w Wiedniu.
Ferdinand von Sammern-Frankenegg – w okresie od maja 1942 roku do kwietnia 1943 roku dowódca SS i Policji w dystrykcie warszawskim, zmarł we wrześniu 1944 roku na skutek ran odniesionych w starciu z jugosłowiańskimi partyzantami.
Ludwig Hahn – w latach 1941–1944 komendant SD i policji bezpieczeństwa (KdS) w dystrykcie warszawskim, przez wiele lat mieszkał w Niemczech Zachodnich pod swoim prawdziwym nazwiskiem. Dopiero w czerwcu 1973 roku został skazany przez Sąd Krajowy w Hamburgu na karę 12 lat więzienia za wydanie rozkazu wymordowania kilkuset więźniów Oddziału III Pawiaka. Nieco ponad rok później ponownie stanął przed sądem; zarzuty dotyczyły jego udziału w „Wielkiej Akcji”. Wyrokiem z 4 lipca 1975 roku został skazany na karę dożywotniego pozbawienia wolności. W 1983 roku został jednak zwolniony z więzienia ze względu na zły stan zdrowia.
Karl Georg Brandt – zastępca szefa „referatu żydowskiego” w warszawskim urzędzie KdS, w czasie „Wielkiej Akcji” kierownik warszawskiego „sztabu wysiedleńczego”, zginął 16 lutego 1945 roku w okolicach Poznania.

## Odniesienia w kulturze
Echa „Wielkiej Akcji” można znaleźć w twórczości poetów getta warszawskiego, w tym Władysława Szlengla i Icchaka Kacenelsona (ten ostatni stracił w czasie akcji żonę i dwóch synów). Utwory te stanowiły nie tylko odzwierciedlenie tragedii getta, lecz również próbę rozrachunku z postawami, które w czasie akcji przyjmowali jego mieszkańcy. Można wymienić wśród nich m.in. wiersze Szlengla: Pomnik, Już czas, Dwie śmierci, Kartka z dziennika akcji, Pożegnanie z czapką, Mała stacja Treblinki oraz poemat Kacenelsona: Pieśń o zamordowanym żydowskim narodzie.
Do „Wielkiej Akcji” nawiązał najprawdopodobniej Krzysztof Kamil Baczyński w swym napisanym we wrześniu 1942 roku utworze Tren I. Nawiązywali do niej również Józef Wittlin w wierszu Żydom w Polsce, Jerzy Ficowski w wierszu 5 VIII 1942, Wisława Szymborska w wierszu Jeszcze oraz Bogdan Wojdowski w powieści Chleb rzucony umarłym.
Wielką akcję deportacyjną w getcie warszawskim ukazano we fragmentach filmów fabularnych:
- Korczak z 1990 roku (reż. Andrzej Wajda)[466]
- Uprising z 2001 roku (reż. Jon Avnet)[467]
- Pianista z 2002 roku (reż. Roman Polański)[468]

Warszawski Umschlagplatz, jego historia, teraźniejszość oraz związani z nim ludzie, zostały opisane przez Jarosława Marka Rymkiewicza w powieści Umschlagplatz z 1988 roku (wyd. Instytut Literacki).
Trzem budynkom na terenie warszawskiego Muranowa, które odgrywały kluczową rolę podczas eksterminacji mieszkańców warszawskiego getta: gmachowi Zespołu Szkół Ekonomicznych przy ul. Stawki 10, gmachowi Wydziału Psychologii Uniwersytetu Warszawskiego przy ul. Stawki 5/7 oraz domowi przy ul. Żelaznej 103, jest poświęcona książka Warszawski trójkąt Zagłady z 2020 roku (Wydawnictwo Krytyki Politycznej), na którą składają się esej fotograficzny Artura Żmijewskiego oraz teksty autorstwa Jacka Leociaka i Zofii Waślickiej-Żmijewskiej.